# Nimzowitsch - Rubinstein
Cet article utilise la notation algébrique pour décrire des coups du jeu d'échecs.
La partie Nimzowitsch - Rubinstein (Dresde, 1926) est une remarquable partie d'échecs jouée par Aaron Nimzowitsch et Akiba Rubinstein en 1926. Elle se distingue par la manœuvre Cc3-e2-g3-h1-f2-h3-g5-f3-e5-c4-b6 effectuée par le Cavalier Blanc et plus particulièrement par le coup 18. Cg3-h1 !

## Contexte
Nimzowitsch profite du tournoi ayant lieu à Dresde en 1926 pour explorer différentes facettes de ce qui sera appelé l'école hypermoderne. La partie qui suit a subi des critiques tant de la part des joueurs classiques que des joueurs hypermodernes. Nimzowitsch y applique ses découvertes qui stupéfient ses contemporains. Il termine premier du tournoi de Dresde, avec 8,5 points sur 9, devant Alekhine (7 points) et Rubinstein (6,5 points).
Cette partie a reçu un prix de beauté.

## Partie commentée
1. c4 c5 2. Cf3 Cf6 3. Cc3 d5
« Rubinstein aime prendre rapidement une décision au centre. » Les joueurs désirant retarder les hostilités préfèrent 3... Cc6.
4. cxd5 Cxd5 5. e4
Ce dernier coup de Nimzowitsch a été critiqué par les joueurs classiques, car il laisse le pion d2 arriéré (le pion c4 étant avancé), et par les joueurs hypermodernes, car le pion e2 doit être joué plus tôt dans la partie. Nimzowitsch, fort de son opinion, obtient pourtant la première place dans ce tournoi.
5... Cb4 6. Fc4!
D'après les joueurs classiques, le fou blanc deviendra inactif, car les noirs joueront e6, brisant sa diagonale. C'est ce que recherchent les Blancs, car la case e5 restera libre de pion noir tant que le pion restera en e6. Ainsi, les Blancs pourront y loger leur pion.
6... e6
Le dernier coup blanc tend un piège aux noirs, qu'ils refusent. En effet, si Rubinstein avait joué 6... Cd3+?, les Blancs auraient répliqué par 7. Re2!, attaquant le cavalier imprudent. Bien que déroqués, les Blancs auraient eu une partie supérieure après Rf1, car en avance de développement.
7. 0-0
|   | a | b | c | d | e | f | g | h |   |
| 8 | Tour noire sur case blanche a8 · Cavalier noir sur case noire b8 · Fou noir sur case blanche c8 · Dame noire sur case noire d8 · Roi noir sur case blanche e8 · Fou noir sur case noire f8 · Tour noire sur case noire h8 · Pion noir sur case noire a7 · Pion noir sur case blanche b7 · Pion noir sur case blanche f7 · Pion noir sur case noire g7 · Pion noir sur case blanche h7 · Pion noir sur case blanche e6 · Pion noir sur case noire c5 · Cavalier noir sur case noire b4 · Fou blanc sur case blanche c4 · Pion blanc sur case blanche e4 · Cavalier blanc sur case noire c3 · Cavalier blanc sur case blanche f3 · Pion blanc sur case blanche a2 · Pion blanc sur case noire b2 · Pion blanc sur case noire d2 · Pion blanc sur case noire f2 · Pion blanc sur case blanche g2 · Pion blanc sur case noire h2 · Tour blanche sur case noire a1 · Fou blanc sur case noire c1 · Dame blanche sur case blanche d1 · Tour blanche sur case blanche f1 · Roi blanc sur case noire g1 | Tour noire sur case blanche a8 · Cavalier noir sur case noire b8 · Fou noir sur case blanche c8 · Dame noire sur case noire d8 · Roi noir sur case blanche e8 · Fou noir sur case noire f8 · Tour noire sur case noire h8 · Pion noir sur case noire a7 · Pion noir sur case blanche b7 · Pion noir sur case blanche f7 · Pion noir sur case noire g7 · Pion noir sur case blanche h7 · Pion noir sur case blanche e6 · Pion noir sur case noire c5 · Cavalier noir sur case noire b4 · Fou blanc sur case blanche c4 · Pion blanc sur case blanche e4 · Cavalier blanc sur case noire c3 · Cavalier blanc sur case blanche f3 · Pion blanc sur case blanche a2 · Pion blanc sur case noire b2 · Pion blanc sur case noire d2 · Pion blanc sur case noire f2 · Pion blanc sur case blanche g2 · Pion blanc sur case noire h2 · Tour blanche sur case noire a1 · Fou blanc sur case noire c1 · Dame blanche sur case blanche d1 · Tour blanche sur case blanche f1 · Roi blanc sur case noire g1 | Tour noire sur case blanche a8 · Cavalier noir sur case noire b8 · Fou noir sur case blanche c8 · Dame noire sur case noire d8 · Roi noir sur case blanche e8 · Fou noir sur case noire f8 · Tour noire sur case noire h8 · Pion noir sur case noire a7 · Pion noir sur case blanche b7 · Pion noir sur case blanche f7 · Pion noir sur case noire g7 · Pion noir sur case blanche h7 · Pion noir sur case blanche e6 · Pion noir sur case noire c5 · Cavalier noir sur case noire b4 · Fou blanc sur case blanche c4 · Pion blanc sur case blanche e4 · Cavalier blanc sur case noire c3 · Cavalier blanc sur case blanche f3 · Pion blanc sur case blanche a2 · Pion blanc sur case noire b2 · Pion blanc sur case noire d2 · Pion blanc sur case noire f2 · Pion blanc sur case blanche g2 · Pion blanc sur case noire h2 · Tour blanche sur case noire a1 · Fou blanc sur case noire c1 · Dame blanche sur case blanche d1 · Tour blanche sur case blanche f1 · Roi blanc sur case noire g1 | Tour noire sur case blanche a8 · Cavalier noir sur case noire b8 · Fou noir sur case blanche c8 · Dame noire sur case noire d8 · Roi noir sur case blanche e8 · Fou noir sur case noire f8 · Tour noire sur case noire h8 · Pion noir sur case noire a7 · Pion noir sur case blanche b7 · Pion noir sur case blanche f7 · Pion noir sur case noire g7 · Pion noir sur case blanche h7 · Pion noir sur case blanche e6 · Pion noir sur case noire c5 · Cavalier noir sur case noire b4 · Fou blanc sur case blanche c4 · Pion blanc sur case blanche e4 · Cavalier blanc sur case noire c3 · Cavalier blanc sur case blanche f3 · Pion blanc sur case blanche a2 · Pion blanc sur case noire b2 · Pion blanc sur case noire d2 · Pion blanc sur case noire f2 · Pion blanc sur case blanche g2 · Pion blanc sur case noire h2 · Tour blanche sur case noire a1 · Fou blanc sur case noire c1 · Dame blanche sur case blanche d1 · Tour blanche sur case blanche f1 · Roi blanc sur case noire g1 | Tour noire sur case blanche a8 · Cavalier noir sur case noire b8 · Fou noir sur case blanche c8 · Dame noire sur case noire d8 · Roi noir sur case blanche e8 · Fou noir sur case noire f8 · Tour noire sur case noire h8 · Pion noir sur case noire a7 · Pion noir sur case blanche b7 · Pion noir sur case blanche f7 · Pion noir sur case noire g7 · Pion noir sur case blanche h7 · Pion noir sur case blanche e6 · Pion noir sur case noire c5 · Cavalier noir sur case noire b4 · Fou blanc sur case blanche c4 · Pion blanc sur case blanche e4 · Cavalier blanc sur case noire c3 · Cavalier blanc sur case blanche f3 · Pion blanc sur case blanche a2 · Pion blanc sur case noire b2 · Pion blanc sur case noire d2 · Pion blanc sur case noire f2 · Pion blanc sur case blanche g2 · Pion blanc sur case noire h2 · Tour blanche sur case noire a1 · Fou blanc sur case noire c1 · Dame blanche sur case blanche d1 · Tour blanche sur case blanche f1 · Roi blanc sur case noire g1 | Tour noire sur case blanche a8 · Cavalier noir sur case noire b8 · Fou noir sur case blanche c8 · Dame noire sur case noire d8 · Roi noir sur case blanche e8 · Fou noir sur case noire f8 · Tour noire sur case noire h8 · Pion noir sur case noire a7 · Pion noir sur case blanche b7 · Pion noir sur case blanche f7 · Pion noir sur case noire g7 · Pion noir sur case blanche h7 · Pion noir sur case blanche e6 · Pion noir sur case noire c5 · Cavalier noir sur case noire b4 · Fou blanc sur case blanche c4 · Pion blanc sur case blanche e4 · Cavalier blanc sur case noire c3 · Cavalier blanc sur case blanche f3 · Pion blanc sur case blanche a2 · Pion blanc sur case noire b2 · Pion blanc sur case noire d2 · Pion blanc sur case noire f2 · Pion blanc sur case blanche g2 · Pion blanc sur case noire h2 · Tour blanche sur case noire a1 · Fou blanc sur case noire c1 · Dame blanche sur case blanche d1 · Tour blanche sur case blanche f1 · Roi blanc sur case noire g1 | Tour noire sur case blanche a8 · Cavalier noir sur case noire b8 · Fou noir sur case blanche c8 · Dame noire sur case noire d8 · Roi noir sur case blanche e8 · Fou noir sur case noire f8 · Tour noire sur case noire h8 · Pion noir sur case noire a7 · Pion noir sur case blanche b7 · Pion noir sur case blanche f7 · Pion noir sur case noire g7 · Pion noir sur case blanche h7 · Pion noir sur case blanche e6 · Pion noir sur case noire c5 · Cavalier noir sur case noire b4 · Fou blanc sur case blanche c4 · Pion blanc sur case blanche e4 · Cavalier blanc sur case noire c3 · Cavalier blanc sur case blanche f3 · Pion blanc sur case blanche a2 · Pion blanc sur case noire b2 · Pion blanc sur case noire d2 · Pion blanc sur case noire f2 · Pion blanc sur case blanche g2 · Pion blanc sur case noire h2 · Tour blanche sur case noire a1 · Fou blanc sur case noire c1 · Dame blanche sur case blanche d1 · Tour blanche sur case blanche f1 · Roi blanc sur case noire g1 | Tour noire sur case blanche a8 · Cavalier noir sur case noire b8 · Fou noir sur case blanche c8 · Dame noire sur case noire d8 · Roi noir sur case blanche e8 · Fou noir sur case noire f8 · Tour noire sur case noire h8 · Pion noir sur case noire a7 · Pion noir sur case blanche b7 · Pion noir sur case blanche f7 · Pion noir sur case noire g7 · Pion noir sur case blanche h7 · Pion noir sur case blanche e6 · Pion noir sur case noire c5 · Cavalier noir sur case noire b4 · Fou blanc sur case blanche c4 · Pion blanc sur case blanche e4 · Cavalier blanc sur case noire c3 · Cavalier blanc sur case blanche f3 · Pion blanc sur case blanche a2 · Pion blanc sur case noire b2 · Pion blanc sur case noire d2 · Pion blanc sur case noire f2 · Pion blanc sur case blanche g2 · Pion blanc sur case noire h2 · Tour blanche sur case noire a1 · Fou blanc sur case noire c1 · Dame blanche sur case blanche d1 · Tour blanche sur case blanche f1 · Roi blanc sur case noire g1 | 8 |
| 7 | Tour noire sur case blanche a8 · Cavalier noir sur case noire b8 · Fou noir sur case blanche c8 · Dame noire sur case noire d8 · Roi noir sur case blanche e8 · Fou noir sur case noire f8 · Tour noire sur case noire h8 · Pion noir sur case noire a7 · Pion noir sur case blanche b7 · Pion noir sur case blanche f7 · Pion noir sur case noire g7 · Pion noir sur case blanche h7 · Pion noir sur case blanche e6 · Pion noir sur case noire c5 · Cavalier noir sur case noire b4 · Fou blanc sur case blanche c4 · Pion blanc sur case blanche e4 · Cavalier blanc sur case noire c3 · Cavalier blanc sur case blanche f3 · Pion blanc sur case blanche a2 · Pion blanc sur case noire b2 · Pion blanc sur case noire d2 · Pion blanc sur case noire f2 · Pion blanc sur case blanche g2 · Pion blanc sur case noire h2 · Tour blanche sur case noire a1 · Fou blanc sur case noire c1 · Dame blanche sur case blanche d1 · Tour blanche sur case blanche f1 · Roi blanc sur case noire g1 | Tour noire sur case blanche a8 · Cavalier noir sur case noire b8 · Fou noir sur case blanche c8 · Dame noire sur case noire d8 · Roi noir sur case blanche e8 · Fou noir sur case noire f8 · Tour noire sur case noire h8 · Pion noir sur case noire a7 · Pion noir sur case blanche b7 · Pion noir sur case blanche f7 · Pion noir sur case noire g7 · Pion noir sur case blanche h7 · Pion noir sur case blanche e6 · Pion noir sur case noire c5 · Cavalier noir sur case noire b4 · Fou blanc sur case blanche c4 · Pion blanc sur case blanche e4 · Cavalier blanc sur case noire c3 · Cavalier blanc sur case blanche f3 · Pion blanc sur case blanche a2 · Pion blanc sur case noire b2 · Pion blanc sur case noire d2 · Pion blanc sur case noire f2 · Pion blanc sur case blanche g2 · Pion blanc sur case noire h2 · Tour blanche sur case noire a1 · Fou blanc sur case noire c1 · Dame blanche sur case blanche d1 · Tour blanche sur case blanche f1 · Roi blanc sur case noire g1 | Tour noire sur case blanche a8 · Cavalier noir sur case noire b8 · Fou noir sur case blanche c8 · Dame noire sur case noire d8 · Roi noir sur case blanche e8 · Fou noir sur case noire f8 · Tour noire sur case noire h8 · Pion noir sur case noire a7 · Pion noir sur case blanche b7 · Pion noir sur case blanche f7 · Pion noir sur case noire g7 · Pion noir sur case blanche h7 · Pion noir sur case blanche e6 · Pion noir sur case noire c5 · Cavalier noir sur case noire b4 · Fou blanc sur case blanche c4 · Pion blanc sur case blanche e4 · Cavalier blanc sur case noire c3 · Cavalier blanc sur case blanche f3 · Pion blanc sur case blanche a2 · Pion blanc sur case noire b2 · Pion blanc sur case noire d2 · Pion blanc sur case noire f2 · Pion blanc sur case blanche g2 · Pion blanc sur case noire h2 · Tour blanche sur case noire a1 · Fou blanc sur case noire c1 · Dame blanche sur case blanche d1 · Tour blanche sur case blanche f1 · Roi blanc sur case noire g1 | Tour noire sur case blanche a8 · Cavalier noir sur case noire b8 · Fou noir sur case blanche c8 · Dame noire sur case noire d8 · Roi noir sur case blanche e8 · Fou noir sur case noire f8 · Tour noire sur case noire h8 · Pion noir sur case noire a7 · Pion noir sur case blanche b7 · Pion noir sur case blanche f7 · Pion noir sur case noire g7 · Pion noir sur case blanche h7 · Pion noir sur case blanche e6 · Pion noir sur case noire c5 · Cavalier noir sur case noire b4 · Fou blanc sur case blanche c4 · Pion blanc sur case blanche e4 · Cavalier blanc sur case noire c3 · Cavalier blanc sur case blanche f3 · Pion blanc sur case blanche a2 · Pion blanc sur case noire b2 · Pion blanc sur case noire d2 · Pion blanc sur case noire f2 · Pion blanc sur case blanche g2 · Pion blanc sur case noire h2 · Tour blanche sur case noire a1 · Fou blanc sur case noire c1 · Dame blanche sur case blanche d1 · Tour blanche sur case blanche f1 · Roi blanc sur case noire g1 | Tour noire sur case blanche a8 · Cavalier noir sur case noire b8 · Fou noir sur case blanche c8 · Dame noire sur case noire d8 · Roi noir sur case blanche e8 · Fou noir sur case noire f8 · Tour noire sur case noire h8 · Pion noir sur case noire a7 · Pion noir sur case blanche b7 · Pion noir sur case blanche f7 · Pion noir sur case noire g7 · Pion noir sur case blanche h7 · Pion noir sur case blanche e6 · Pion noir sur case noire c5 · Cavalier noir sur case noire b4 · Fou blanc sur case blanche c4 · Pion blanc sur case blanche e4 · Cavalier blanc sur case noire c3 · Cavalier blanc sur case blanche f3 · Pion blanc sur case blanche a2 · Pion blanc sur case noire b2 · Pion blanc sur case noire d2 · Pion blanc sur case noire f2 · Pion blanc sur case blanche g2 · Pion blanc sur case noire h2 · Tour blanche sur case noire a1 · Fou blanc sur case noire c1 · Dame blanche sur case blanche d1 · Tour blanche sur case blanche f1 · Roi blanc sur case noire g1 | Tour noire sur case blanche a8 · Cavalier noir sur case noire b8 · Fou noir sur case blanche c8 · Dame noire sur case noire d8 · Roi noir sur case blanche e8 · Fou noir sur case noire f8 · Tour noire sur case noire h8 · Pion noir sur case noire a7 · Pion noir sur case blanche b7 · Pion noir sur case blanche f7 · Pion noir sur case noire g7 · Pion noir sur case blanche h7 · Pion noir sur case blanche e6 · Pion noir sur case noire c5 · Cavalier noir sur case noire b4 · Fou blanc sur case blanche c4 · Pion blanc sur case blanche e4 · Cavalier blanc sur case noire c3 · Cavalier blanc sur case blanche f3 · Pion blanc sur case blanche a2 · Pion blanc sur case noire b2 · Pion blanc sur case noire d2 · Pion blanc sur case noire f2 · Pion blanc sur case blanche g2 · Pion blanc sur case noire h2 · Tour blanche sur case noire a1 · Fou blanc sur case noire c1 · Dame blanche sur case blanche d1 · Tour blanche sur case blanche f1 · Roi blanc sur case noire g1 | Tour noire sur case blanche a8 · Cavalier noir sur case noire b8 · Fou noir sur case blanche c8 · Dame noire sur case noire d8 · Roi noir sur case blanche e8 · Fou noir sur case noire f8 · Tour noire sur case noire h8 · Pion noir sur case noire a7 · Pion noir sur case blanche b7 · Pion noir sur case blanche f7 · Pion noir sur case noire g7 · Pion noir sur case blanche h7 · Pion noir sur case blanche e6 · Pion noir sur case noire c5 · Cavalier noir sur case noire b4 · Fou blanc sur case blanche c4 · Pion blanc sur case blanche e4 · Cavalier blanc sur case noire c3 · Cavalier blanc sur case blanche f3 · Pion blanc sur case blanche a2 · Pion blanc sur case noire b2 · Pion blanc sur case noire d2 · Pion blanc sur case noire f2 · Pion blanc sur case blanche g2 · Pion blanc sur case noire h2 · Tour blanche sur case noire a1 · Fou blanc sur case noire c1 · Dame blanche sur case blanche d1 · Tour blanche sur case blanche f1 · Roi blanc sur case noire g1 | Tour noire sur case blanche a8 · Cavalier noir sur case noire b8 · Fou noir sur case blanche c8 · Dame noire sur case noire d8 · Roi noir sur case blanche e8 · Fou noir sur case noire f8 · Tour noire sur case noire h8 · Pion noir sur case noire a7 · Pion noir sur case blanche b7 · Pion noir sur case blanche f7 · Pion noir sur case noire g7 · Pion noir sur case blanche h7 · Pion noir sur case blanche e6 · Pion noir sur case noire c5 · Cavalier noir sur case noire b4 · Fou blanc sur case blanche c4 · Pion blanc sur case blanche e4 · Cavalier blanc sur case noire c3 · Cavalier blanc sur case blanche f3 · Pion blanc sur case blanche a2 · Pion blanc sur case noire b2 · Pion blanc sur case noire d2 · Pion blanc sur case noire f2 · Pion blanc sur case blanche g2 · Pion blanc sur case noire h2 · Tour blanche sur case noire a1 · Fou blanc sur case noire c1 · Dame blanche sur case blanche d1 · Tour blanche sur case blanche f1 · Roi blanc sur case noire g1 | 7 |
| 6 | Tour noire sur case blanche a8 · Cavalier noir sur case noire b8 · Fou noir sur case blanche c8 · Dame noire sur case noire d8 · Roi noir sur case blanche e8 · Fou noir sur case noire f8 · Tour noire sur case noire h8 · Pion noir sur case noire a7 · Pion noir sur case blanche b7 · Pion noir sur case blanche f7 · Pion noir sur case noire g7 · Pion noir sur case blanche h7 · Pion noir sur case blanche e6 · Pion noir sur case noire c5 · Cavalier noir sur case noire b4 · Fou blanc sur case blanche c4 · Pion blanc sur case blanche e4 · Cavalier blanc sur case noire c3 · Cavalier blanc sur case blanche f3 · Pion blanc sur case blanche a2 · Pion blanc sur case noire b2 · Pion blanc sur case noire d2 · Pion blanc sur case noire f2 · Pion blanc sur case blanche g2 · Pion blanc sur case noire h2 · Tour blanche sur case noire a1 · Fou blanc sur case noire c1 · Dame blanche sur case blanche d1 · Tour blanche sur case blanche f1 · Roi blanc sur case noire g1 | Tour noire sur case blanche a8 · Cavalier noir sur case noire b8 · Fou noir sur case blanche c8 · Dame noire sur case noire d8 · Roi noir sur case blanche e8 · Fou noir sur case noire f8 · Tour noire sur case noire h8 · Pion noir sur case noire a7 · Pion noir sur case blanche b7 · Pion noir sur case blanche f7 · Pion noir sur case noire g7 · Pion noir sur case blanche h7 · Pion noir sur case blanche e6 · Pion noir sur case noire c5 · Cavalier noir sur case noire b4 · Fou blanc sur case blanche c4 · Pion blanc sur case blanche e4 · Cavalier blanc sur case noire c3 · Cavalier blanc sur case blanche f3 · Pion blanc sur case blanche a2 · Pion blanc sur case noire b2 · Pion blanc sur case noire d2 · Pion blanc sur case noire f2 · Pion blanc sur case blanche g2 · Pion blanc sur case noire h2 · Tour blanche sur case noire a1 · Fou blanc sur case noire c1 · Dame blanche sur case blanche d1 · Tour blanche sur case blanche f1 · Roi blanc sur case noire g1 | Tour noire sur case blanche a8 · Cavalier noir sur case noire b8 · Fou noir sur case blanche c8 · Dame noire sur case noire d8 · Roi noir sur case blanche e8 · Fou noir sur case noire f8 · Tour noire sur case noire h8 · Pion noir sur case noire a7 · Pion noir sur case blanche b7 · Pion noir sur case blanche f7 · Pion noir sur case noire g7 · Pion noir sur case blanche h7 · Pion noir sur case blanche e6 · Pion noir sur case noire c5 · Cavalier noir sur case noire b4 · Fou blanc sur case blanche c4 · Pion blanc sur case blanche e4 · Cavalier blanc sur case noire c3 · Cavalier blanc sur case blanche f3 · Pion blanc sur case blanche a2 · Pion blanc sur case noire b2 · Pion blanc sur case noire d2 · Pion blanc sur case noire f2 · Pion blanc sur case blanche g2 · Pion blanc sur case noire h2 · Tour blanche sur case noire a1 · Fou blanc sur case noire c1 · Dame blanche sur case blanche d1 · Tour blanche sur case blanche f1 · Roi blanc sur case noire g1 | Tour noire sur case blanche a8 · Cavalier noir sur case noire b8 · Fou noir sur case blanche c8 · Dame noire sur case noire d8 · Roi noir sur case blanche e8 · Fou noir sur case noire f8 · Tour noire sur case noire h8 · Pion noir sur case noire a7 · Pion noir sur case blanche b7 · Pion noir sur case blanche f7 · Pion noir sur case noire g7 · Pion noir sur case blanche h7 · Pion noir sur case blanche e6 · Pion noir sur case noire c5 · Cavalier noir sur case noire b4 · Fou blanc sur case blanche c4 · Pion blanc sur case blanche e4 · Cavalier blanc sur case noire c3 · Cavalier blanc sur case blanche f3 · Pion blanc sur case blanche a2 · Pion blanc sur case noire b2 · Pion blanc sur case noire d2 · Pion blanc sur case noire f2 · Pion blanc sur case blanche g2 · Pion blanc sur case noire h2 · Tour blanche sur case noire a1 · Fou blanc sur case noire c1 · Dame blanche sur case blanche d1 · Tour blanche sur case blanche f1 · Roi blanc sur case noire g1 | Tour noire sur case blanche a8 · Cavalier noir sur case noire b8 · Fou noir sur case blanche c8 · Dame noire sur case noire d8 · Roi noir sur case blanche e8 · Fou noir sur case noire f8 · Tour noire sur case noire h8 · Pion noir sur case noire a7 · Pion noir sur case blanche b7 · Pion noir sur case blanche f7 · Pion noir sur case noire g7 · Pion noir sur case blanche h7 · Pion noir sur case blanche e6 · Pion noir sur case noire c5 · Cavalier noir sur case noire b4 · Fou blanc sur case blanche c4 · Pion blanc sur case blanche e4 · Cavalier blanc sur case noire c3 · Cavalier blanc sur case blanche f3 · Pion blanc sur case blanche a2 · Pion blanc sur case noire b2 · Pion blanc sur case noire d2 · Pion blanc sur case noire f2 · Pion blanc sur case blanche g2 · Pion blanc sur case noire h2 · Tour blanche sur case noire a1 · Fou blanc sur case noire c1 · Dame blanche sur case blanche d1 · Tour blanche sur case blanche f1 · Roi blanc sur case noire g1 | Tour noire sur case blanche a8 · Cavalier noir sur case noire b8 · Fou noir sur case blanche c8 · Dame noire sur case noire d8 · Roi noir sur case blanche e8 · Fou noir sur case noire f8 · Tour noire sur case noire h8 · Pion noir sur case noire a7 · Pion noir sur case blanche b7 · Pion noir sur case blanche f7 · Pion noir sur case noire g7 · Pion noir sur case blanche h7 · Pion noir sur case blanche e6 · Pion noir sur case noire c5 · Cavalier noir sur case noire b4 · Fou blanc sur case blanche c4 · Pion blanc sur case blanche e4 · Cavalier blanc sur case noire c3 · Cavalier blanc sur case blanche f3 · Pion blanc sur case blanche a2 · Pion blanc sur case noire b2 · Pion blanc sur case noire d2 · Pion blanc sur case noire f2 · Pion blanc sur case blanche g2 · Pion blanc sur case noire h2 · Tour blanche sur case noire a1 · Fou blanc sur case noire c1 · Dame blanche sur case blanche d1 · Tour blanche sur case blanche f1 · Roi blanc sur case noire g1 | Tour noire sur case blanche a8 · Cavalier noir sur case noire b8 · Fou noir sur case blanche c8 · Dame noire sur case noire d8 · Roi noir sur case blanche e8 · Fou noir sur case noire f8 · Tour noire sur case noire h8 · Pion noir sur case noire a7 · Pion noir sur case blanche b7 · Pion noir sur case blanche f7 · Pion noir sur case noire g7 · Pion noir sur case blanche h7 · Pion noir sur case blanche e6 · Pion noir sur case noire c5 · Cavalier noir sur case noire b4 · Fou blanc sur case blanche c4 · Pion blanc sur case blanche e4 · Cavalier blanc sur case noire c3 · Cavalier blanc sur case blanche f3 · Pion blanc sur case blanche a2 · Pion blanc sur case noire b2 · Pion blanc sur case noire d2 · Pion blanc sur case noire f2 · Pion blanc sur case blanche g2 · Pion blanc sur case noire h2 · Tour blanche sur case noire a1 · Fou blanc sur case noire c1 · Dame blanche sur case blanche d1 · Tour blanche sur case blanche f1 · Roi blanc sur case noire g1 | Tour noire sur case blanche a8 · Cavalier noir sur case noire b8 · Fou noir sur case blanche c8 · Dame noire sur case noire d8 · Roi noir sur case blanche e8 · Fou noir sur case noire f8 · Tour noire sur case noire h8 · Pion noir sur case noire a7 · Pion noir sur case blanche b7 · Pion noir sur case blanche f7 · Pion noir sur case noire g7 · Pion noir sur case blanche h7 · Pion noir sur case blanche e6 · Pion noir sur case noire c5 · Cavalier noir sur case noire b4 · Fou blanc sur case blanche c4 · Pion blanc sur case blanche e4 · Cavalier blanc sur case noire c3 · Cavalier blanc sur case blanche f3 · Pion blanc sur case blanche a2 · Pion blanc sur case noire b2 · Pion blanc sur case noire d2 · Pion blanc sur case noire f2 · Pion blanc sur case blanche g2 · Pion blanc sur case noire h2 · Tour blanche sur case noire a1 · Fou blanc sur case noire c1 · Dame blanche sur case blanche d1 · Tour blanche sur case blanche f1 · Roi blanc sur case noire g1 | 6 |
| 5 | Tour noire sur case blanche a8 · Cavalier noir sur case noire b8 · Fou noir sur case blanche c8 · Dame noire sur case noire d8 · Roi noir sur case blanche e8 · Fou noir sur case noire f8 · Tour noire sur case noire h8 · Pion noir sur case noire a7 · Pion noir sur case blanche b7 · Pion noir sur case blanche f7 · Pion noir sur case noire g7 · Pion noir sur case blanche h7 · Pion noir sur case blanche e6 · Pion noir sur case noire c5 · Cavalier noir sur case noire b4 · Fou blanc sur case blanche c4 · Pion blanc sur case blanche e4 · Cavalier blanc sur case noire c3 · Cavalier blanc sur case blanche f3 · Pion blanc sur case blanche a2 · Pion blanc sur case noire b2 · Pion blanc sur case noire d2 · Pion blanc sur case noire f2 · Pion blanc sur case blanche g2 · Pion blanc sur case noire h2 · Tour blanche sur case noire a1 · Fou blanc sur case noire c1 · Dame blanche sur case blanche d1 · Tour blanche sur case blanche f1 · Roi blanc sur case noire g1 | Tour noire sur case blanche a8 · Cavalier noir sur case noire b8 · Fou noir sur case blanche c8 · Dame noire sur case noire d8 · Roi noir sur case blanche e8 · Fou noir sur case noire f8 · Tour noire sur case noire h8 · Pion noir sur case noire a7 · Pion noir sur case blanche b7 · Pion noir sur case blanche f7 · Pion noir sur case noire g7 · Pion noir sur case blanche h7 · Pion noir sur case blanche e6 · Pion noir sur case noire c5 · Cavalier noir sur case noire b4 · Fou blanc sur case blanche c4 · Pion blanc sur case blanche e4 · Cavalier blanc sur case noire c3 · Cavalier blanc sur case blanche f3 · Pion blanc sur case blanche a2 · Pion blanc sur case noire b2 · Pion blanc sur case noire d2 · Pion blanc sur case noire f2 · Pion blanc sur case blanche g2 · Pion blanc sur case noire h2 · Tour blanche sur case noire a1 · Fou blanc sur case noire c1 · Dame blanche sur case blanche d1 · Tour blanche sur case blanche f1 · Roi blanc sur case noire g1 | Tour noire sur case blanche a8 · Cavalier noir sur case noire b8 · Fou noir sur case blanche c8 · Dame noire sur case noire d8 · Roi noir sur case blanche e8 · Fou noir sur case noire f8 · Tour noire sur case noire h8 · Pion noir sur case noire a7 · Pion noir sur case blanche b7 · Pion noir sur case blanche f7 · Pion noir sur case noire g7 · Pion noir sur case blanche h7 · Pion noir sur case blanche e6 · Pion noir sur case noire c5 · Cavalier noir sur case noire b4 · Fou blanc sur case blanche c4 · Pion blanc sur case blanche e4 · Cavalier blanc sur case noire c3 · Cavalier blanc sur case blanche f3 · Pion blanc sur case blanche a2 · Pion blanc sur case noire b2 · Pion blanc sur case noire d2 · Pion blanc sur case noire f2 · Pion blanc sur case blanche g2 · Pion blanc sur case noire h2 · Tour blanche sur case noire a1 · Fou blanc sur case noire c1 · Dame blanche sur case blanche d1 · Tour blanche sur case blanche f1 · Roi blanc sur case noire g1 | Tour noire sur case blanche a8 · Cavalier noir sur case noire b8 · Fou noir sur case blanche c8 · Dame noire sur case noire d8 · Roi noir sur case blanche e8 · Fou noir sur case noire f8 · Tour noire sur case noire h8 · Pion noir sur case noire a7 · Pion noir sur case blanche b7 · Pion noir sur case blanche f7 · Pion noir sur case noire g7 · Pion noir sur case blanche h7 · Pion noir sur case blanche e6 · Pion noir sur case noire c5 · Cavalier noir sur case noire b4 · Fou blanc sur case blanche c4 · Pion blanc sur case blanche e4 · Cavalier blanc sur case noire c3 · Cavalier blanc sur case blanche f3 · Pion blanc sur case blanche a2 · Pion blanc sur case noire b2 · Pion blanc sur case noire d2 · Pion blanc sur case noire f2 · Pion blanc sur case blanche g2 · Pion blanc sur case noire h2 · Tour blanche sur case noire a1 · Fou blanc sur case noire c1 · Dame blanche sur case blanche d1 · Tour blanche sur case blanche f1 · Roi blanc sur case noire g1 | Tour noire sur case blanche a8 · Cavalier noir sur case noire b8 · Fou noir sur case blanche c8 · Dame noire sur case noire d8 · Roi noir sur case blanche e8 · Fou noir sur case noire f8 · Tour noire sur case noire h8 · Pion noir sur case noire a7 · Pion noir sur case blanche b7 · Pion noir sur case blanche f7 · Pion noir sur case noire g7 · Pion noir sur case blanche h7 · Pion noir sur case blanche e6 · Pion noir sur case noire c5 · Cavalier noir sur case noire b4 · Fou blanc sur case blanche c4 · Pion blanc sur case blanche e4 · Cavalier blanc sur case noire c3 · Cavalier blanc sur case blanche f3 · Pion blanc sur case blanche a2 · Pion blanc sur case noire b2 · Pion blanc sur case noire d2 · Pion blanc sur case noire f2 · Pion blanc sur case blanche g2 · Pion blanc sur case noire h2 · Tour blanche sur case noire a1 · Fou blanc sur case noire c1 · Dame blanche sur case blanche d1 · Tour blanche sur case blanche f1 · Roi blanc sur case noire g1 | Tour noire sur case blanche a8 · Cavalier noir sur case noire b8 · Fou noir sur case blanche c8 · Dame noire sur case noire d8 · Roi noir sur case blanche e8 · Fou noir sur case noire f8 · Tour noire sur case noire h8 · Pion noir sur case noire a7 · Pion noir sur case blanche b7 · Pion noir sur case blanche f7 · Pion noir sur case noire g7 · Pion noir sur case blanche h7 · Pion noir sur case blanche e6 · Pion noir sur case noire c5 · Cavalier noir sur case noire b4 · Fou blanc sur case blanche c4 · Pion blanc sur case blanche e4 · Cavalier blanc sur case noire c3 · Cavalier blanc sur case blanche f3 · Pion blanc sur case blanche a2 · Pion blanc sur case noire b2 · Pion blanc sur case noire d2 · Pion blanc sur case noire f2 · Pion blanc sur case blanche g2 · Pion blanc sur case noire h2 · Tour blanche sur case noire a1 · Fou blanc sur case noire c1 · Dame blanche sur case blanche d1 · Tour blanche sur case blanche f1 · Roi blanc sur case noire g1 | Tour noire sur case blanche a8 · Cavalier noir sur case noire b8 · Fou noir sur case blanche c8 · Dame noire sur case noire d8 · Roi noir sur case blanche e8 · Fou noir sur case noire f8 · Tour noire sur case noire h8 · Pion noir sur case noire a7 · Pion noir sur case blanche b7 · Pion noir sur case blanche f7 · Pion noir sur case noire g7 · Pion noir sur case blanche h7 · Pion noir sur case blanche e6 · Pion noir sur case noire c5 · Cavalier noir sur case noire b4 · Fou blanc sur case blanche c4 · Pion blanc sur case blanche e4 · Cavalier blanc sur case noire c3 · Cavalier blanc sur case blanche f3 · Pion blanc sur case blanche a2 · Pion blanc sur case noire b2 · Pion blanc sur case noire d2 · Pion blanc sur case noire f2 · Pion blanc sur case blanche g2 · Pion blanc sur case noire h2 · Tour blanche sur case noire a1 · Fou blanc sur case noire c1 · Dame blanche sur case blanche d1 · Tour blanche sur case blanche f1 · Roi blanc sur case noire g1 | Tour noire sur case blanche a8 · Cavalier noir sur case noire b8 · Fou noir sur case blanche c8 · Dame noire sur case noire d8 · Roi noir sur case blanche e8 · Fou noir sur case noire f8 · Tour noire sur case noire h8 · Pion noir sur case noire a7 · Pion noir sur case blanche b7 · Pion noir sur case blanche f7 · Pion noir sur case noire g7 · Pion noir sur case blanche h7 · Pion noir sur case blanche e6 · Pion noir sur case noire c5 · Cavalier noir sur case noire b4 · Fou blanc sur case blanche c4 · Pion blanc sur case blanche e4 · Cavalier blanc sur case noire c3 · Cavalier blanc sur case blanche f3 · Pion blanc sur case blanche a2 · Pion blanc sur case noire b2 · Pion blanc sur case noire d2 · Pion blanc sur case noire f2 · Pion blanc sur case blanche g2 · Pion blanc sur case noire h2 · Tour blanche sur case noire a1 · Fou blanc sur case noire c1 · Dame blanche sur case blanche d1 · Tour blanche sur case blanche f1 · Roi blanc sur case noire g1 | 5 |
| 4 | Tour noire sur case blanche a8 · Cavalier noir sur case noire b8 · Fou noir sur case blanche c8 · Dame noire sur case noire d8 · Roi noir sur case blanche e8 · Fou noir sur case noire f8 · Tour noire sur case noire h8 · Pion noir sur case noire a7 · Pion noir sur case blanche b7 · Pion noir sur case blanche f7 · Pion noir sur case noire g7 · Pion noir sur case blanche h7 · Pion noir sur case blanche e6 · Pion noir sur case noire c5 · Cavalier noir sur case noire b4 · Fou blanc sur case blanche c4 · Pion blanc sur case blanche e4 · Cavalier blanc sur case noire c3 · Cavalier blanc sur case blanche f3 · Pion blanc sur case blanche a2 · Pion blanc sur case noire b2 · Pion blanc sur case noire d2 · Pion blanc sur case noire f2 · Pion blanc sur case blanche g2 · Pion blanc sur case noire h2 · Tour blanche sur case noire a1 · Fou blanc sur case noire c1 · Dame blanche sur case blanche d1 · Tour blanche sur case blanche f1 · Roi blanc sur case noire g1 | Tour noire sur case blanche a8 · Cavalier noir sur case noire b8 · Fou noir sur case blanche c8 · Dame noire sur case noire d8 · Roi noir sur case blanche e8 · Fou noir sur case noire f8 · Tour noire sur case noire h8 · Pion noir sur case noire a7 · Pion noir sur case blanche b7 · Pion noir sur case blanche f7 · Pion noir sur case noire g7 · Pion noir sur case blanche h7 · Pion noir sur case blanche e6 · Pion noir sur case noire c5 · Cavalier noir sur case noire b4 · Fou blanc sur case blanche c4 · Pion blanc sur case blanche e4 · Cavalier blanc sur case noire c3 · Cavalier blanc sur case blanche f3 · Pion blanc sur case blanche a2 · Pion blanc sur case noire b2 · Pion blanc sur case noire d2 · Pion blanc sur case noire f2 · Pion blanc sur case blanche g2 · Pion blanc sur case noire h2 · Tour blanche sur case noire a1 · Fou blanc sur case noire c1 · Dame blanche sur case blanche d1 · Tour blanche sur case blanche f1 · Roi blanc sur case noire g1 | Tour noire sur case blanche a8 · Cavalier noir sur case noire b8 · Fou noir sur case blanche c8 · Dame noire sur case noire d8 · Roi noir sur case blanche e8 · Fou noir sur case noire f8 · Tour noire sur case noire h8 · Pion noir sur case noire a7 · Pion noir sur case blanche b7 · Pion noir sur case blanche f7 · Pion noir sur case noire g7 · Pion noir sur case blanche h7 · Pion noir sur case blanche e6 · Pion noir sur case noire c5 · Cavalier noir sur case noire b4 · Fou blanc sur case blanche c4 · Pion blanc sur case blanche e4 · Cavalier blanc sur case noire c3 · Cavalier blanc sur case blanche f3 · Pion blanc sur case blanche a2 · Pion blanc sur case noire b2 · Pion blanc sur case noire d2 · Pion blanc sur case noire f2 · Pion blanc sur case blanche g2 · Pion blanc sur case noire h2 · Tour blanche sur case noire a1 · Fou blanc sur case noire c1 · Dame blanche sur case blanche d1 · Tour blanche sur case blanche f1 · Roi blanc sur case noire g1 | Tour noire sur case blanche a8 · Cavalier noir sur case noire b8 · Fou noir sur case blanche c8 · Dame noire sur case noire d8 · Roi noir sur case blanche e8 · Fou noir sur case noire f8 · Tour noire sur case noire h8 · Pion noir sur case noire a7 · Pion noir sur case blanche b7 · Pion noir sur case blanche f7 · Pion noir sur case noire g7 · Pion noir sur case blanche h7 · Pion noir sur case blanche e6 · Pion noir sur case noire c5 · Cavalier noir sur case noire b4 · Fou blanc sur case blanche c4 · Pion blanc sur case blanche e4 · Cavalier blanc sur case noire c3 · Cavalier blanc sur case blanche f3 · Pion blanc sur case blanche a2 · Pion blanc sur case noire b2 · Pion blanc sur case noire d2 · Pion blanc sur case noire f2 · Pion blanc sur case blanche g2 · Pion blanc sur case noire h2 · Tour blanche sur case noire a1 · Fou blanc sur case noire c1 · Dame blanche sur case blanche d1 · Tour blanche sur case blanche f1 · Roi blanc sur case noire g1 | Tour noire sur case blanche a8 · Cavalier noir sur case noire b8 · Fou noir sur case blanche c8 · Dame noire sur case noire d8 · Roi noir sur case blanche e8 · Fou noir sur case noire f8 · Tour noire sur case noire h8 · Pion noir sur case noire a7 · Pion noir sur case blanche b7 · Pion noir sur case blanche f7 · Pion noir sur case noire g7 · Pion noir sur case blanche h7 · Pion noir sur case blanche e6 · Pion noir sur case noire c5 · Cavalier noir sur case noire b4 · Fou blanc sur case blanche c4 · Pion blanc sur case blanche e4 · Cavalier blanc sur case noire c3 · Cavalier blanc sur case blanche f3 · Pion blanc sur case blanche a2 · Pion blanc sur case noire b2 · Pion blanc sur case noire d2 · Pion blanc sur case noire f2 · Pion blanc sur case blanche g2 · Pion blanc sur case noire h2 · Tour blanche sur case noire a1 · Fou blanc sur case noire c1 · Dame blanche sur case blanche d1 · Tour blanche sur case blanche f1 · Roi blanc sur case noire g1 | Tour noire sur case blanche a8 · Cavalier noir sur case noire b8 · Fou noir sur case blanche c8 · Dame noire sur case noire d8 · Roi noir sur case blanche e8 · Fou noir sur case noire f8 · Tour noire sur case noire h8 · Pion noir sur case noire a7 · Pion noir sur case blanche b7 · Pion noir sur case blanche f7 · Pion noir sur case noire g7 · Pion noir sur case blanche h7 · Pion noir sur case blanche e6 · Pion noir sur case noire c5 · Cavalier noir sur case noire b4 · Fou blanc sur case blanche c4 · Pion blanc sur case blanche e4 · Cavalier blanc sur case noire c3 · Cavalier blanc sur case blanche f3 · Pion blanc sur case blanche a2 · Pion blanc sur case noire b2 · Pion blanc sur case noire d2 · Pion blanc sur case noire f2 · Pion blanc sur case blanche g2 · Pion blanc sur case noire h2 · Tour blanche sur case noire a1 · Fou blanc sur case noire c1 · Dame blanche sur case blanche d1 · Tour blanche sur case blanche f1 · Roi blanc sur case noire g1 | Tour noire sur case blanche a8 · Cavalier noir sur case noire b8 · Fou noir sur case blanche c8 · Dame noire sur case noire d8 · Roi noir sur case blanche e8 · Fou noir sur case noire f8 · Tour noire sur case noire h8 · Pion noir sur case noire a7 · Pion noir sur case blanche b7 · Pion noir sur case blanche f7 · Pion noir sur case noire g7 · Pion noir sur case blanche h7 · Pion noir sur case blanche e6 · Pion noir sur case noire c5 · Cavalier noir sur case noire b4 · Fou blanc sur case blanche c4 · Pion blanc sur case blanche e4 · Cavalier blanc sur case noire c3 · Cavalier blanc sur case blanche f3 · Pion blanc sur case blanche a2 · Pion blanc sur case noire b2 · Pion blanc sur case noire d2 · Pion blanc sur case noire f2 · Pion blanc sur case blanche g2 · Pion blanc sur case noire h2 · Tour blanche sur case noire a1 · Fou blanc sur case noire c1 · Dame blanche sur case blanche d1 · Tour blanche sur case blanche f1 · Roi blanc sur case noire g1 | Tour noire sur case blanche a8 · Cavalier noir sur case noire b8 · Fou noir sur case blanche c8 · Dame noire sur case noire d8 · Roi noir sur case blanche e8 · Fou noir sur case noire f8 · Tour noire sur case noire h8 · Pion noir sur case noire a7 · Pion noir sur case blanche b7 · Pion noir sur case blanche f7 · Pion noir sur case noire g7 · Pion noir sur case blanche h7 · Pion noir sur case blanche e6 · Pion noir sur case noire c5 · Cavalier noir sur case noire b4 · Fou blanc sur case blanche c4 · Pion blanc sur case blanche e4 · Cavalier blanc sur case noire c3 · Cavalier blanc sur case blanche f3 · Pion blanc sur case blanche a2 · Pion blanc sur case noire b2 · Pion blanc sur case noire d2 · Pion blanc sur case noire f2 · Pion blanc sur case blanche g2 · Pion blanc sur case noire h2 · Tour blanche sur case noire a1 · Fou blanc sur case noire c1 · Dame blanche sur case blanche d1 · Tour blanche sur case blanche f1 · Roi blanc sur case noire g1 | 4 |
| 3 | Tour noire sur case blanche a8 · Cavalier noir sur case noire b8 · Fou noir sur case blanche c8 · Dame noire sur case noire d8 · Roi noir sur case blanche e8 · Fou noir sur case noire f8 · Tour noire sur case noire h8 · Pion noir sur case noire a7 · Pion noir sur case blanche b7 · Pion noir sur case blanche f7 · Pion noir sur case noire g7 · Pion noir sur case blanche h7 · Pion noir sur case blanche e6 · Pion noir sur case noire c5 · Cavalier noir sur case noire b4 · Fou blanc sur case blanche c4 · Pion blanc sur case blanche e4 · Cavalier blanc sur case noire c3 · Cavalier blanc sur case blanche f3 · Pion blanc sur case blanche a2 · Pion blanc sur case noire b2 · Pion blanc sur case noire d2 · Pion blanc sur case noire f2 · Pion blanc sur case blanche g2 · Pion blanc sur case noire h2 · Tour blanche sur case noire a1 · Fou blanc sur case noire c1 · Dame blanche sur case blanche d1 · Tour blanche sur case blanche f1 · Roi blanc sur case noire g1 | Tour noire sur case blanche a8 · Cavalier noir sur case noire b8 · Fou noir sur case blanche c8 · Dame noire sur case noire d8 · Roi noir sur case blanche e8 · Fou noir sur case noire f8 · Tour noire sur case noire h8 · Pion noir sur case noire a7 · Pion noir sur case blanche b7 · Pion noir sur case blanche f7 · Pion noir sur case noire g7 · Pion noir sur case blanche h7 · Pion noir sur case blanche e6 · Pion noir sur case noire c5 · Cavalier noir sur case noire b4 · Fou blanc sur case blanche c4 · Pion blanc sur case blanche e4 · Cavalier blanc sur case noire c3 · Cavalier blanc sur case blanche f3 · Pion blanc sur case blanche a2 · Pion blanc sur case noire b2 · Pion blanc sur case noire d2 · Pion blanc sur case noire f2 · Pion blanc sur case blanche g2 · Pion blanc sur case noire h2 · Tour blanche sur case noire a1 · Fou blanc sur case noire c1 · Dame blanche sur case blanche d1 · Tour blanche sur case blanche f1 · Roi blanc sur case noire g1 | Tour noire sur case blanche a8 · Cavalier noir sur case noire b8 · Fou noir sur case blanche c8 · Dame noire sur case noire d8 · Roi noir sur case blanche e8 · Fou noir sur case noire f8 · Tour noire sur case noire h8 · Pion noir sur case noire a7 · Pion noir sur case blanche b7 · Pion noir sur case blanche f7 · Pion noir sur case noire g7 · Pion noir sur case blanche h7 · Pion noir sur case blanche e6 · Pion noir sur case noire c5 · Cavalier noir sur case noire b4 · Fou blanc sur case blanche c4 · Pion blanc sur case blanche e4 · Cavalier blanc sur case noire c3 · Cavalier blanc sur case blanche f3 · Pion blanc sur case blanche a2 · Pion blanc sur case noire b2 · Pion blanc sur case noire d2 · Pion blanc sur case noire f2 · Pion blanc sur case blanche g2 · Pion blanc sur case noire h2 · Tour blanche sur case noire a1 · Fou blanc sur case noire c1 · Dame blanche sur case blanche d1 · Tour blanche sur case blanche f1 · Roi blanc sur case noire g1 | Tour noire sur case blanche a8 · Cavalier noir sur case noire b8 · Fou noir sur case blanche c8 · Dame noire sur case noire d8 · Roi noir sur case blanche e8 · Fou noir sur case noire f8 · Tour noire sur case noire h8 · Pion noir sur case noire a7 · Pion noir sur case blanche b7 · Pion noir sur case blanche f7 · Pion noir sur case noire g7 · Pion noir sur case blanche h7 · Pion noir sur case blanche e6 · Pion noir sur case noire c5 · Cavalier noir sur case noire b4 · Fou blanc sur case blanche c4 · Pion blanc sur case blanche e4 · Cavalier blanc sur case noire c3 · Cavalier blanc sur case blanche f3 · Pion blanc sur case blanche a2 · Pion blanc sur case noire b2 · Pion blanc sur case noire d2 · Pion blanc sur case noire f2 · Pion blanc sur case blanche g2 · Pion blanc sur case noire h2 · Tour blanche sur case noire a1 · Fou blanc sur case noire c1 · Dame blanche sur case blanche d1 · Tour blanche sur case blanche f1 · Roi blanc sur case noire g1 | Tour noire sur case blanche a8 · Cavalier noir sur case noire b8 · Fou noir sur case blanche c8 · Dame noire sur case noire d8 · Roi noir sur case blanche e8 · Fou noir sur case noire f8 · Tour noire sur case noire h8 · Pion noir sur case noire a7 · Pion noir sur case blanche b7 · Pion noir sur case blanche f7 · Pion noir sur case noire g7 · Pion noir sur case blanche h7 · Pion noir sur case blanche e6 · Pion noir sur case noire c5 · Cavalier noir sur case noire b4 · Fou blanc sur case blanche c4 · Pion blanc sur case blanche e4 · Cavalier blanc sur case noire c3 · Cavalier blanc sur case blanche f3 · Pion blanc sur case blanche a2 · Pion blanc sur case noire b2 · Pion blanc sur case noire d2 · Pion blanc sur case noire f2 · Pion blanc sur case blanche g2 · Pion blanc sur case noire h2 · Tour blanche sur case noire a1 · Fou blanc sur case noire c1 · Dame blanche sur case blanche d1 · Tour blanche sur case blanche f1 · Roi blanc sur case noire g1 | Tour noire sur case blanche a8 · Cavalier noir sur case noire b8 · Fou noir sur case blanche c8 · Dame noire sur case noire d8 · Roi noir sur case blanche e8 · Fou noir sur case noire f8 · Tour noire sur case noire h8 · Pion noir sur case noire a7 · Pion noir sur case blanche b7 · Pion noir sur case blanche f7 · Pion noir sur case noire g7 · Pion noir sur case blanche h7 · Pion noir sur case blanche e6 · Pion noir sur case noire c5 · Cavalier noir sur case noire b4 · Fou blanc sur case blanche c4 · Pion blanc sur case blanche e4 · Cavalier blanc sur case noire c3 · Cavalier blanc sur case blanche f3 · Pion blanc sur case blanche a2 · Pion blanc sur case noire b2 · Pion blanc sur case noire d2 · Pion blanc sur case noire f2 · Pion blanc sur case blanche g2 · Pion blanc sur case noire h2 · Tour blanche sur case noire a1 · Fou blanc sur case noire c1 · Dame blanche sur case blanche d1 · Tour blanche sur case blanche f1 · Roi blanc sur case noire g1 | Tour noire sur case blanche a8 · Cavalier noir sur case noire b8 · Fou noir sur case blanche c8 · Dame noire sur case noire d8 · Roi noir sur case blanche e8 · Fou noir sur case noire f8 · Tour noire sur case noire h8 · Pion noir sur case noire a7 · Pion noir sur case blanche b7 · Pion noir sur case blanche f7 · Pion noir sur case noire g7 · Pion noir sur case blanche h7 · Pion noir sur case blanche e6 · Pion noir sur case noire c5 · Cavalier noir sur case noire b4 · Fou blanc sur case blanche c4 · Pion blanc sur case blanche e4 · Cavalier blanc sur case noire c3 · Cavalier blanc sur case blanche f3 · Pion blanc sur case blanche a2 · Pion blanc sur case noire b2 · Pion blanc sur case noire d2 · Pion blanc sur case noire f2 · Pion blanc sur case blanche g2 · Pion blanc sur case noire h2 · Tour blanche sur case noire a1 · Fou blanc sur case noire c1 · Dame blanche sur case blanche d1 · Tour blanche sur case blanche f1 · Roi blanc sur case noire g1 | Tour noire sur case blanche a8 · Cavalier noir sur case noire b8 · Fou noir sur case blanche c8 · Dame noire sur case noire d8 · Roi noir sur case blanche e8 · Fou noir sur case noire f8 · Tour noire sur case noire h8 · Pion noir sur case noire a7 · Pion noir sur case blanche b7 · Pion noir sur case blanche f7 · Pion noir sur case noire g7 · Pion noir sur case blanche h7 · Pion noir sur case blanche e6 · Pion noir sur case noire c5 · Cavalier noir sur case noire b4 · Fou blanc sur case blanche c4 · Pion blanc sur case blanche e4 · Cavalier blanc sur case noire c3 · Cavalier blanc sur case blanche f3 · Pion blanc sur case blanche a2 · Pion blanc sur case noire b2 · Pion blanc sur case noire d2 · Pion blanc sur case noire f2 · Pion blanc sur case blanche g2 · Pion blanc sur case noire h2 · Tour blanche sur case noire a1 · Fou blanc sur case noire c1 · Dame blanche sur case blanche d1 · Tour blanche sur case blanche f1 · Roi blanc sur case noire g1 | 3 |
| 2 | Tour noire sur case blanche a8 · Cavalier noir sur case noire b8 · Fou noir sur case blanche c8 · Dame noire sur case noire d8 · Roi noir sur case blanche e8 · Fou noir sur case noire f8 · Tour noire sur case noire h8 · Pion noir sur case noire a7 · Pion noir sur case blanche b7 · Pion noir sur case blanche f7 · Pion noir sur case noire g7 · Pion noir sur case blanche h7 · Pion noir sur case blanche e6 · Pion noir sur case noire c5 · Cavalier noir sur case noire b4 · Fou blanc sur case blanche c4 · Pion blanc sur case blanche e4 · Cavalier blanc sur case noire c3 · Cavalier blanc sur case blanche f3 · Pion blanc sur case blanche a2 · Pion blanc sur case noire b2 · Pion blanc sur case noire d2 · Pion blanc sur case noire f2 · Pion blanc sur case blanche g2 · Pion blanc sur case noire h2 · Tour blanche sur case noire a1 · Fou blanc sur case noire c1 · Dame blanche sur case blanche d1 · Tour blanche sur case blanche f1 · Roi blanc sur case noire g1 | Tour noire sur case blanche a8 · Cavalier noir sur case noire b8 · Fou noir sur case blanche c8 · Dame noire sur case noire d8 · Roi noir sur case blanche e8 · Fou noir sur case noire f8 · Tour noire sur case noire h8 · Pion noir sur case noire a7 · Pion noir sur case blanche b7 · Pion noir sur case blanche f7 · Pion noir sur case noire g7 · Pion noir sur case blanche h7 · Pion noir sur case blanche e6 · Pion noir sur case noire c5 · Cavalier noir sur case noire b4 · Fou blanc sur case blanche c4 · Pion blanc sur case blanche e4 · Cavalier blanc sur case noire c3 · Cavalier blanc sur case blanche f3 · Pion blanc sur case blanche a2 · Pion blanc sur case noire b2 · Pion blanc sur case noire d2 · Pion blanc sur case noire f2 · Pion blanc sur case blanche g2 · Pion blanc sur case noire h2 · Tour blanche sur case noire a1 · Fou blanc sur case noire c1 · Dame blanche sur case blanche d1 · Tour blanche sur case blanche f1 · Roi blanc sur case noire g1 | Tour noire sur case blanche a8 · Cavalier noir sur case noire b8 · Fou noir sur case blanche c8 · Dame noire sur case noire d8 · Roi noir sur case blanche e8 · Fou noir sur case noire f8 · Tour noire sur case noire h8 · Pion noir sur case noire a7 · Pion noir sur case blanche b7 · Pion noir sur case blanche f7 · Pion noir sur case noire g7 · Pion noir sur case blanche h7 · Pion noir sur case blanche e6 · Pion noir sur case noire c5 · Cavalier noir sur case noire b4 · Fou blanc sur case blanche c4 · Pion blanc sur case blanche e4 · Cavalier blanc sur case noire c3 · Cavalier blanc sur case blanche f3 · Pion blanc sur case blanche a2 · Pion blanc sur case noire b2 · Pion blanc sur case noire d2 · Pion blanc sur case noire f2 · Pion blanc sur case blanche g2 · Pion blanc sur case noire h2 · Tour blanche sur case noire a1 · Fou blanc sur case noire c1 · Dame blanche sur case blanche d1 · Tour blanche sur case blanche f1 · Roi blanc sur case noire g1 | Tour noire sur case blanche a8 · Cavalier noir sur case noire b8 · Fou noir sur case blanche c8 · Dame noire sur case noire d8 · Roi noir sur case blanche e8 · Fou noir sur case noire f8 · Tour noire sur case noire h8 · Pion noir sur case noire a7 · Pion noir sur case blanche b7 · Pion noir sur case blanche f7 · Pion noir sur case noire g7 · Pion noir sur case blanche h7 · Pion noir sur case blanche e6 · Pion noir sur case noire c5 · Cavalier noir sur case noire b4 · Fou blanc sur case blanche c4 · Pion blanc sur case blanche e4 · Cavalier blanc sur case noire c3 · Cavalier blanc sur case blanche f3 · Pion blanc sur case blanche a2 · Pion blanc sur case noire b2 · Pion blanc sur case noire d2 · Pion blanc sur case noire f2 · Pion blanc sur case blanche g2 · Pion blanc sur case noire h2 · Tour blanche sur case noire a1 · Fou blanc sur case noire c1 · Dame blanche sur case blanche d1 · Tour blanche sur case blanche f1 · Roi blanc sur case noire g1 | Tour noire sur case blanche a8 · Cavalier noir sur case noire b8 · Fou noir sur case blanche c8 · Dame noire sur case noire d8 · Roi noir sur case blanche e8 · Fou noir sur case noire f8 · Tour noire sur case noire h8 · Pion noir sur case noire a7 · Pion noir sur case blanche b7 · Pion noir sur case blanche f7 · Pion noir sur case noire g7 · Pion noir sur case blanche h7 · Pion noir sur case blanche e6 · Pion noir sur case noire c5 · Cavalier noir sur case noire b4 · Fou blanc sur case blanche c4 · Pion blanc sur case blanche e4 · Cavalier blanc sur case noire c3 · Cavalier blanc sur case blanche f3 · Pion blanc sur case blanche a2 · Pion blanc sur case noire b2 · Pion blanc sur case noire d2 · Pion blanc sur case noire f2 · Pion blanc sur case blanche g2 · Pion blanc sur case noire h2 · Tour blanche sur case noire a1 · Fou blanc sur case noire c1 · Dame blanche sur case blanche d1 · Tour blanche sur case blanche f1 · Roi blanc sur case noire g1 | Tour noire sur case blanche a8 · Cavalier noir sur case noire b8 · Fou noir sur case blanche c8 · Dame noire sur case noire d8 · Roi noir sur case blanche e8 · Fou noir sur case noire f8 · Tour noire sur case noire h8 · Pion noir sur case noire a7 · Pion noir sur case blanche b7 · Pion noir sur case blanche f7 · Pion noir sur case noire g7 · Pion noir sur case blanche h7 · Pion noir sur case blanche e6 · Pion noir sur case noire c5 · Cavalier noir sur case noire b4 · Fou blanc sur case blanche c4 · Pion blanc sur case blanche e4 · Cavalier blanc sur case noire c3 · Cavalier blanc sur case blanche f3 · Pion blanc sur case blanche a2 · Pion blanc sur case noire b2 · Pion blanc sur case noire d2 · Pion blanc sur case noire f2 · Pion blanc sur case blanche g2 · Pion blanc sur case noire h2 · Tour blanche sur case noire a1 · Fou blanc sur case noire c1 · Dame blanche sur case blanche d1 · Tour blanche sur case blanche f1 · Roi blanc sur case noire g1 | Tour noire sur case blanche a8 · Cavalier noir sur case noire b8 · Fou noir sur case blanche c8 · Dame noire sur case noire d8 · Roi noir sur case blanche e8 · Fou noir sur case noire f8 · Tour noire sur case noire h8 · Pion noir sur case noire a7 · Pion noir sur case blanche b7 · Pion noir sur case blanche f7 · Pion noir sur case noire g7 · Pion noir sur case blanche h7 · Pion noir sur case blanche e6 · Pion noir sur case noire c5 · Cavalier noir sur case noire b4 · Fou blanc sur case blanche c4 · Pion blanc sur case blanche e4 · Cavalier blanc sur case noire c3 · Cavalier blanc sur case blanche f3 · Pion blanc sur case blanche a2 · Pion blanc sur case noire b2 · Pion blanc sur case noire d2 · Pion blanc sur case noire f2 · Pion blanc sur case blanche g2 · Pion blanc sur case noire h2 · Tour blanche sur case noire a1 · Fou blanc sur case noire c1 · Dame blanche sur case blanche d1 · Tour blanche sur case blanche f1 · Roi blanc sur case noire g1 | Tour noire sur case blanche a8 · Cavalier noir sur case noire b8 · Fou noir sur case blanche c8 · Dame noire sur case noire d8 · Roi noir sur case blanche e8 · Fou noir sur case noire f8 · Tour noire sur case noire h8 · Pion noir sur case noire a7 · Pion noir sur case blanche b7 · Pion noir sur case blanche f7 · Pion noir sur case noire g7 · Pion noir sur case blanche h7 · Pion noir sur case blanche e6 · Pion noir sur case noire c5 · Cavalier noir sur case noire b4 · Fou blanc sur case blanche c4 · Pion blanc sur case blanche e4 · Cavalier blanc sur case noire c3 · Cavalier blanc sur case blanche f3 · Pion blanc sur case blanche a2 · Pion blanc sur case noire b2 · Pion blanc sur case noire d2 · Pion blanc sur case noire f2 · Pion blanc sur case blanche g2 · Pion blanc sur case noire h2 · Tour blanche sur case noire a1 · Fou blanc sur case noire c1 · Dame blanche sur case blanche d1 · Tour blanche sur case blanche f1 · Roi blanc sur case noire g1 | 2 |
| 1 | Tour noire sur case blanche a8 · Cavalier noir sur case noire b8 · Fou noir sur case blanche c8 · Dame noire sur case noire d8 · Roi noir sur case blanche e8 · Fou noir sur case noire f8 · Tour noire sur case noire h8 · Pion noir sur case noire a7 · Pion noir sur case blanche b7 · Pion noir sur case blanche f7 · Pion noir sur case noire g7 · Pion noir sur case blanche h7 · Pion noir sur case blanche e6 · Pion noir sur case noire c5 · Cavalier noir sur case noire b4 · Fou blanc sur case blanche c4 · Pion blanc sur case blanche e4 · Cavalier blanc sur case noire c3 · Cavalier blanc sur case blanche f3 · Pion blanc sur case blanche a2 · Pion blanc sur case noire b2 · Pion blanc sur case noire d2 · Pion blanc sur case noire f2 · Pion blanc sur case blanche g2 · Pion blanc sur case noire h2 · Tour blanche sur case noire a1 · Fou blanc sur case noire c1 · Dame blanche sur case blanche d1 · Tour blanche sur case blanche f1 · Roi blanc sur case noire g1 | Tour noire sur case blanche a8 · Cavalier noir sur case noire b8 · Fou noir sur case blanche c8 · Dame noire sur case noire d8 · Roi noir sur case blanche e8 · Fou noir sur case noire f8 · Tour noire sur case noire h8 · Pion noir sur case noire a7 · Pion noir sur case blanche b7 · Pion noir sur case blanche f7 · Pion noir sur case noire g7 · Pion noir sur case blanche h7 · Pion noir sur case blanche e6 · Pion noir sur case noire c5 · Cavalier noir sur case noire b4 · Fou blanc sur case blanche c4 · Pion blanc sur case blanche e4 · Cavalier blanc sur case noire c3 · Cavalier blanc sur case blanche f3 · Pion blanc sur case blanche a2 · Pion blanc sur case noire b2 · Pion blanc sur case noire d2 · Pion blanc sur case noire f2 · Pion blanc sur case blanche g2 · Pion blanc sur case noire h2 · Tour blanche sur case noire a1 · Fou blanc sur case noire c1 · Dame blanche sur case blanche d1 · Tour blanche sur case blanche f1 · Roi blanc sur case noire g1 | Tour noire sur case blanche a8 · Cavalier noir sur case noire b8 · Fou noir sur case blanche c8 · Dame noire sur case noire d8 · Roi noir sur case blanche e8 · Fou noir sur case noire f8 · Tour noire sur case noire h8 · Pion noir sur case noire a7 · Pion noir sur case blanche b7 · Pion noir sur case blanche f7 · Pion noir sur case noire g7 · Pion noir sur case blanche h7 · Pion noir sur case blanche e6 · Pion noir sur case noire c5 · Cavalier noir sur case noire b4 · Fou blanc sur case blanche c4 · Pion blanc sur case blanche e4 · Cavalier blanc sur case noire c3 · Cavalier blanc sur case blanche f3 · Pion blanc sur case blanche a2 · Pion blanc sur case noire b2 · Pion blanc sur case noire d2 · Pion blanc sur case noire f2 · Pion blanc sur case blanche g2 · Pion blanc sur case noire h2 · Tour blanche sur case noire a1 · Fou blanc sur case noire c1 · Dame blanche sur case blanche d1 · Tour blanche sur case blanche f1 · Roi blanc sur case noire g1 | Tour noire sur case blanche a8 · Cavalier noir sur case noire b8 · Fou noir sur case blanche c8 · Dame noire sur case noire d8 · Roi noir sur case blanche e8 · Fou noir sur case noire f8 · Tour noire sur case noire h8 · Pion noir sur case noire a7 · Pion noir sur case blanche b7 · Pion noir sur case blanche f7 · Pion noir sur case noire g7 · Pion noir sur case blanche h7 · Pion noir sur case blanche e6 · Pion noir sur case noire c5 · Cavalier noir sur case noire b4 · Fou blanc sur case blanche c4 · Pion blanc sur case blanche e4 · Cavalier blanc sur case noire c3 · Cavalier blanc sur case blanche f3 · Pion blanc sur case blanche a2 · Pion blanc sur case noire b2 · Pion blanc sur case noire d2 · Pion blanc sur case noire f2 · Pion blanc sur case blanche g2 · Pion blanc sur case noire h2 · Tour blanche sur case noire a1 · Fou blanc sur case noire c1 · Dame blanche sur case blanche d1 · Tour blanche sur case blanche f1 · Roi blanc sur case noire g1 | Tour noire sur case blanche a8 · Cavalier noir sur case noire b8 · Fou noir sur case blanche c8 · Dame noire sur case noire d8 · Roi noir sur case blanche e8 · Fou noir sur case noire f8 · Tour noire sur case noire h8 · Pion noir sur case noire a7 · Pion noir sur case blanche b7 · Pion noir sur case blanche f7 · Pion noir sur case noire g7 · Pion noir sur case blanche h7 · Pion noir sur case blanche e6 · Pion noir sur case noire c5 · Cavalier noir sur case noire b4 · Fou blanc sur case blanche c4 · Pion blanc sur case blanche e4 · Cavalier blanc sur case noire c3 · Cavalier blanc sur case blanche f3 · Pion blanc sur case blanche a2 · Pion blanc sur case noire b2 · Pion blanc sur case noire d2 · Pion blanc sur case noire f2 · Pion blanc sur case blanche g2 · Pion blanc sur case noire h2 · Tour blanche sur case noire a1 · Fou blanc sur case noire c1 · Dame blanche sur case blanche d1 · Tour blanche sur case blanche f1 · Roi blanc sur case noire g1 | Tour noire sur case blanche a8 · Cavalier noir sur case noire b8 · Fou noir sur case blanche c8 · Dame noire sur case noire d8 · Roi noir sur case blanche e8 · Fou noir sur case noire f8 · Tour noire sur case noire h8 · Pion noir sur case noire a7 · Pion noir sur case blanche b7 · Pion noir sur case blanche f7 · Pion noir sur case noire g7 · Pion noir sur case blanche h7 · Pion noir sur case blanche e6 · Pion noir sur case noire c5 · Cavalier noir sur case noire b4 · Fou blanc sur case blanche c4 · Pion blanc sur case blanche e4 · Cavalier blanc sur case noire c3 · Cavalier blanc sur case blanche f3 · Pion blanc sur case blanche a2 · Pion blanc sur case noire b2 · Pion blanc sur case noire d2 · Pion blanc sur case noire f2 · Pion blanc sur case blanche g2 · Pion blanc sur case noire h2 · Tour blanche sur case noire a1 · Fou blanc sur case noire c1 · Dame blanche sur case blanche d1 · Tour blanche sur case blanche f1 · Roi blanc sur case noire g1 | Tour noire sur case blanche a8 · Cavalier noir sur case noire b8 · Fou noir sur case blanche c8 · Dame noire sur case noire d8 · Roi noir sur case blanche e8 · Fou noir sur case noire f8 · Tour noire sur case noire h8 · Pion noir sur case noire a7 · Pion noir sur case blanche b7 · Pion noir sur case blanche f7 · Pion noir sur case noire g7 · Pion noir sur case blanche h7 · Pion noir sur case blanche e6 · Pion noir sur case noire c5 · Cavalier noir sur case noire b4 · Fou blanc sur case blanche c4 · Pion blanc sur case blanche e4 · Cavalier blanc sur case noire c3 · Cavalier blanc sur case blanche f3 · Pion blanc sur case blanche a2 · Pion blanc sur case noire b2 · Pion blanc sur case noire d2 · Pion blanc sur case noire f2 · Pion blanc sur case blanche g2 · Pion blanc sur case noire h2 · Tour blanche sur case noire a1 · Fou blanc sur case noire c1 · Dame blanche sur case blanche d1 · Tour blanche sur case blanche f1 · Roi blanc sur case noire g1 | Tour noire sur case blanche a8 · Cavalier noir sur case noire b8 · Fou noir sur case blanche c8 · Dame noire sur case noire d8 · Roi noir sur case blanche e8 · Fou noir sur case noire f8 · Tour noire sur case noire h8 · Pion noir sur case noire a7 · Pion noir sur case blanche b7 · Pion noir sur case blanche f7 · Pion noir sur case noire g7 · Pion noir sur case blanche h7 · Pion noir sur case blanche e6 · Pion noir sur case noire c5 · Cavalier noir sur case noire b4 · Fou blanc sur case blanche c4 · Pion blanc sur case blanche e4 · Cavalier blanc sur case noire c3 · Cavalier blanc sur case blanche f3 · Pion blanc sur case blanche a2 · Pion blanc sur case noire b2 · Pion blanc sur case noire d2 · Pion blanc sur case noire f2 · Pion blanc sur case blanche g2 · Pion blanc sur case noire h2 · Tour blanche sur case noire a1 · Fou blanc sur case noire c1 · Dame blanche sur case blanche d1 · Tour blanche sur case blanche f1 · Roi blanc sur case noire g1 | 1 |
|   | a | b | c | d | e | f | g | h |   |

7... C8c6?
Considérant la prudence de Rubinstein, ce coup est étonnant.
8. d3
Pour les joueurs classiques, le pion d3 est arriéré, donc une cible pour les attaques noires. Pourtant, Nimzowitsch a calculé que les Noirs n'ont qu'une seule réplique pour aspirer au gain :
8... Cd4 9. Cxd4 cxd4
Sinon, Nimzowitsch aurait joué 9. a3 Ca6 10. Fxa6 bxa6, ce qui désarticule l'aile-dame noire. Les Noirs protègent malgré eux le pion d3 contre les attaques verticales.
10. Ce2 a6
Les Blancs forcent encore la main des Noirs, car le Fc4 applique toujours une pression sur la diagonale où se situe le pion noir e6. Les blancs peuvent donc envisager une poussée f4-f5-f6. De plus, le Ce2 se prépare à passer sur l'aile-roi, contribuant à affaiblir la position noire.
|   | a | b | c | d | e | f | g | h |   |
| 8 | Tour noire sur case blanche a8 · Fou noir sur case blanche c8 · Dame noire sur case noire d8 · Roi noir sur case blanche e8 · Fou noir sur case noire f8 · Tour noire sur case noire h8 · Pion noir sur case blanche b7 · Pion noir sur case blanche f7 · Pion noir sur case noire g7 · Pion noir sur case blanche h7 · Pion noir sur case blanche a6 · Pion noir sur case blanche e6 · Cavalier noir sur case noire b4 · Fou blanc sur case blanche c4 · Pion noir sur case noire d4 · Pion blanc sur case blanche e4 · Pion blanc sur case blanche d3 · Pion blanc sur case blanche a2 · Pion blanc sur case noire b2 · Cavalier blanc sur case blanche e2 · Pion blanc sur case noire f2 · Pion blanc sur case blanche g2 · Pion blanc sur case noire h2 · Tour blanche sur case noire a1 · Fou blanc sur case noire c1 · Dame blanche sur case blanche d1 · Tour blanche sur case blanche f1 · Roi blanc sur case noire g1 | Tour noire sur case blanche a8 · Fou noir sur case blanche c8 · Dame noire sur case noire d8 · Roi noir sur case blanche e8 · Fou noir sur case noire f8 · Tour noire sur case noire h8 · Pion noir sur case blanche b7 · Pion noir sur case blanche f7 · Pion noir sur case noire g7 · Pion noir sur case blanche h7 · Pion noir sur case blanche a6 · Pion noir sur case blanche e6 · Cavalier noir sur case noire b4 · Fou blanc sur case blanche c4 · Pion noir sur case noire d4 · Pion blanc sur case blanche e4 · Pion blanc sur case blanche d3 · Pion blanc sur case blanche a2 · Pion blanc sur case noire b2 · Cavalier blanc sur case blanche e2 · Pion blanc sur case noire f2 · Pion blanc sur case blanche g2 · Pion blanc sur case noire h2 · Tour blanche sur case noire a1 · Fou blanc sur case noire c1 · Dame blanche sur case blanche d1 · Tour blanche sur case blanche f1 · Roi blanc sur case noire g1 | Tour noire sur case blanche a8 · Fou noir sur case blanche c8 · Dame noire sur case noire d8 · Roi noir sur case blanche e8 · Fou noir sur case noire f8 · Tour noire sur case noire h8 · Pion noir sur case blanche b7 · Pion noir sur case blanche f7 · Pion noir sur case noire g7 · Pion noir sur case blanche h7 · Pion noir sur case blanche a6 · Pion noir sur case blanche e6 · Cavalier noir sur case noire b4 · Fou blanc sur case blanche c4 · Pion noir sur case noire d4 · Pion blanc sur case blanche e4 · Pion blanc sur case blanche d3 · Pion blanc sur case blanche a2 · Pion blanc sur case noire b2 · Cavalier blanc sur case blanche e2 · Pion blanc sur case noire f2 · Pion blanc sur case blanche g2 · Pion blanc sur case noire h2 · Tour blanche sur case noire a1 · Fou blanc sur case noire c1 · Dame blanche sur case blanche d1 · Tour blanche sur case blanche f1 · Roi blanc sur case noire g1 | Tour noire sur case blanche a8 · Fou noir sur case blanche c8 · Dame noire sur case noire d8 · Roi noir sur case blanche e8 · Fou noir sur case noire f8 · Tour noire sur case noire h8 · Pion noir sur case blanche b7 · Pion noir sur case blanche f7 · Pion noir sur case noire g7 · Pion noir sur case blanche h7 · Pion noir sur case blanche a6 · Pion noir sur case blanche e6 · Cavalier noir sur case noire b4 · Fou blanc sur case blanche c4 · Pion noir sur case noire d4 · Pion blanc sur case blanche e4 · Pion blanc sur case blanche d3 · Pion blanc sur case blanche a2 · Pion blanc sur case noire b2 · Cavalier blanc sur case blanche e2 · Pion blanc sur case noire f2 · Pion blanc sur case blanche g2 · Pion blanc sur case noire h2 · Tour blanche sur case noire a1 · Fou blanc sur case noire c1 · Dame blanche sur case blanche d1 · Tour blanche sur case blanche f1 · Roi blanc sur case noire g1 | Tour noire sur case blanche a8 · Fou noir sur case blanche c8 · Dame noire sur case noire d8 · Roi noir sur case blanche e8 · Fou noir sur case noire f8 · Tour noire sur case noire h8 · Pion noir sur case blanche b7 · Pion noir sur case blanche f7 · Pion noir sur case noire g7 · Pion noir sur case blanche h7 · Pion noir sur case blanche a6 · Pion noir sur case blanche e6 · Cavalier noir sur case noire b4 · Fou blanc sur case blanche c4 · Pion noir sur case noire d4 · Pion blanc sur case blanche e4 · Pion blanc sur case blanche d3 · Pion blanc sur case blanche a2 · Pion blanc sur case noire b2 · Cavalier blanc sur case blanche e2 · Pion blanc sur case noire f2 · Pion blanc sur case blanche g2 · Pion blanc sur case noire h2 · Tour blanche sur case noire a1 · Fou blanc sur case noire c1 · Dame blanche sur case blanche d1 · Tour blanche sur case blanche f1 · Roi blanc sur case noire g1 | Tour noire sur case blanche a8 · Fou noir sur case blanche c8 · Dame noire sur case noire d8 · Roi noir sur case blanche e8 · Fou noir sur case noire f8 · Tour noire sur case noire h8 · Pion noir sur case blanche b7 · Pion noir sur case blanche f7 · Pion noir sur case noire g7 · Pion noir sur case blanche h7 · Pion noir sur case blanche a6 · Pion noir sur case blanche e6 · Cavalier noir sur case noire b4 · Fou blanc sur case blanche c4 · Pion noir sur case noire d4 · Pion blanc sur case blanche e4 · Pion blanc sur case blanche d3 · Pion blanc sur case blanche a2 · Pion blanc sur case noire b2 · Cavalier blanc sur case blanche e2 · Pion blanc sur case noire f2 · Pion blanc sur case blanche g2 · Pion blanc sur case noire h2 · Tour blanche sur case noire a1 · Fou blanc sur case noire c1 · Dame blanche sur case blanche d1 · Tour blanche sur case blanche f1 · Roi blanc sur case noire g1 | Tour noire sur case blanche a8 · Fou noir sur case blanche c8 · Dame noire sur case noire d8 · Roi noir sur case blanche e8 · Fou noir sur case noire f8 · Tour noire sur case noire h8 · Pion noir sur case blanche b7 · Pion noir sur case blanche f7 · Pion noir sur case noire g7 · Pion noir sur case blanche h7 · Pion noir sur case blanche a6 · Pion noir sur case blanche e6 · Cavalier noir sur case noire b4 · Fou blanc sur case blanche c4 · Pion noir sur case noire d4 · Pion blanc sur case blanche e4 · Pion blanc sur case blanche d3 · Pion blanc sur case blanche a2 · Pion blanc sur case noire b2 · Cavalier blanc sur case blanche e2 · Pion blanc sur case noire f2 · Pion blanc sur case blanche g2 · Pion blanc sur case noire h2 · Tour blanche sur case noire a1 · Fou blanc sur case noire c1 · Dame blanche sur case blanche d1 · Tour blanche sur case blanche f1 · Roi blanc sur case noire g1 | Tour noire sur case blanche a8 · Fou noir sur case blanche c8 · Dame noire sur case noire d8 · Roi noir sur case blanche e8 · Fou noir sur case noire f8 · Tour noire sur case noire h8 · Pion noir sur case blanche b7 · Pion noir sur case blanche f7 · Pion noir sur case noire g7 · Pion noir sur case blanche h7 · Pion noir sur case blanche a6 · Pion noir sur case blanche e6 · Cavalier noir sur case noire b4 · Fou blanc sur case blanche c4 · Pion noir sur case noire d4 · Pion blanc sur case blanche e4 · Pion blanc sur case blanche d3 · Pion blanc sur case blanche a2 · Pion blanc sur case noire b2 · Cavalier blanc sur case blanche e2 · Pion blanc sur case noire f2 · Pion blanc sur case blanche g2 · Pion blanc sur case noire h2 · Tour blanche sur case noire a1 · Fou blanc sur case noire c1 · Dame blanche sur case blanche d1 · Tour blanche sur case blanche f1 · Roi blanc sur case noire g1 | 8 |
| 7 | Tour noire sur case blanche a8 · Fou noir sur case blanche c8 · Dame noire sur case noire d8 · Roi noir sur case blanche e8 · Fou noir sur case noire f8 · Tour noire sur case noire h8 · Pion noir sur case blanche b7 · Pion noir sur case blanche f7 · Pion noir sur case noire g7 · Pion noir sur case blanche h7 · Pion noir sur case blanche a6 · Pion noir sur case blanche e6 · Cavalier noir sur case noire b4 · Fou blanc sur case blanche c4 · Pion noir sur case noire d4 · Pion blanc sur case blanche e4 · Pion blanc sur case blanche d3 · Pion blanc sur case blanche a2 · Pion blanc sur case noire b2 · Cavalier blanc sur case blanche e2 · Pion blanc sur case noire f2 · Pion blanc sur case blanche g2 · Pion blanc sur case noire h2 · Tour blanche sur case noire a1 · Fou blanc sur case noire c1 · Dame blanche sur case blanche d1 · Tour blanche sur case blanche f1 · Roi blanc sur case noire g1 | Tour noire sur case blanche a8 · Fou noir sur case blanche c8 · Dame noire sur case noire d8 · Roi noir sur case blanche e8 · Fou noir sur case noire f8 · Tour noire sur case noire h8 · Pion noir sur case blanche b7 · Pion noir sur case blanche f7 · Pion noir sur case noire g7 · Pion noir sur case blanche h7 · Pion noir sur case blanche a6 · Pion noir sur case blanche e6 · Cavalier noir sur case noire b4 · Fou blanc sur case blanche c4 · Pion noir sur case noire d4 · Pion blanc sur case blanche e4 · Pion blanc sur case blanche d3 · Pion blanc sur case blanche a2 · Pion blanc sur case noire b2 · Cavalier blanc sur case blanche e2 · Pion blanc sur case noire f2 · Pion blanc sur case blanche g2 · Pion blanc sur case noire h2 · Tour blanche sur case noire a1 · Fou blanc sur case noire c1 · Dame blanche sur case blanche d1 · Tour blanche sur case blanche f1 · Roi blanc sur case noire g1 | Tour noire sur case blanche a8 · Fou noir sur case blanche c8 · Dame noire sur case noire d8 · Roi noir sur case blanche e8 · Fou noir sur case noire f8 · Tour noire sur case noire h8 · Pion noir sur case blanche b7 · Pion noir sur case blanche f7 · Pion noir sur case noire g7 · Pion noir sur case blanche h7 · Pion noir sur case blanche a6 · Pion noir sur case blanche e6 · Cavalier noir sur case noire b4 · Fou blanc sur case blanche c4 · Pion noir sur case noire d4 · Pion blanc sur case blanche e4 · Pion blanc sur case blanche d3 · Pion blanc sur case blanche a2 · Pion blanc sur case noire b2 · Cavalier blanc sur case blanche e2 · Pion blanc sur case noire f2 · Pion blanc sur case blanche g2 · Pion blanc sur case noire h2 · Tour blanche sur case noire a1 · Fou blanc sur case noire c1 · Dame blanche sur case blanche d1 · Tour blanche sur case blanche f1 · Roi blanc sur case noire g1 | Tour noire sur case blanche a8 · Fou noir sur case blanche c8 · Dame noire sur case noire d8 · Roi noir sur case blanche e8 · Fou noir sur case noire f8 · Tour noire sur case noire h8 · Pion noir sur case blanche b7 · Pion noir sur case blanche f7 · Pion noir sur case noire g7 · Pion noir sur case blanche h7 · Pion noir sur case blanche a6 · Pion noir sur case blanche e6 · Cavalier noir sur case noire b4 · Fou blanc sur case blanche c4 · Pion noir sur case noire d4 · Pion blanc sur case blanche e4 · Pion blanc sur case blanche d3 · Pion blanc sur case blanche a2 · Pion blanc sur case noire b2 · Cavalier blanc sur case blanche e2 · Pion blanc sur case noire f2 · Pion blanc sur case blanche g2 · Pion blanc sur case noire h2 · Tour blanche sur case noire a1 · Fou blanc sur case noire c1 · Dame blanche sur case blanche d1 · Tour blanche sur case blanche f1 · Roi blanc sur case noire g1 | Tour noire sur case blanche a8 · Fou noir sur case blanche c8 · Dame noire sur case noire d8 · Roi noir sur case blanche e8 · Fou noir sur case noire f8 · Tour noire sur case noire h8 · Pion noir sur case blanche b7 · Pion noir sur case blanche f7 · Pion noir sur case noire g7 · Pion noir sur case blanche h7 · Pion noir sur case blanche a6 · Pion noir sur case blanche e6 · Cavalier noir sur case noire b4 · Fou blanc sur case blanche c4 · Pion noir sur case noire d4 · Pion blanc sur case blanche e4 · Pion blanc sur case blanche d3 · Pion blanc sur case blanche a2 · Pion blanc sur case noire b2 · Cavalier blanc sur case blanche e2 · Pion blanc sur case noire f2 · Pion blanc sur case blanche g2 · Pion blanc sur case noire h2 · Tour blanche sur case noire a1 · Fou blanc sur case noire c1 · Dame blanche sur case blanche d1 · Tour blanche sur case blanche f1 · Roi blanc sur case noire g1 | Tour noire sur case blanche a8 · Fou noir sur case blanche c8 · Dame noire sur case noire d8 · Roi noir sur case blanche e8 · Fou noir sur case noire f8 · Tour noire sur case noire h8 · Pion noir sur case blanche b7 · Pion noir sur case blanche f7 · Pion noir sur case noire g7 · Pion noir sur case blanche h7 · Pion noir sur case blanche a6 · Pion noir sur case blanche e6 · Cavalier noir sur case noire b4 · Fou blanc sur case blanche c4 · Pion noir sur case noire d4 · Pion blanc sur case blanche e4 · Pion blanc sur case blanche d3 · Pion blanc sur case blanche a2 · Pion blanc sur case noire b2 · Cavalier blanc sur case blanche e2 · Pion blanc sur case noire f2 · Pion blanc sur case blanche g2 · Pion blanc sur case noire h2 · Tour blanche sur case noire a1 · Fou blanc sur case noire c1 · Dame blanche sur case blanche d1 · Tour blanche sur case blanche f1 · Roi blanc sur case noire g1 | Tour noire sur case blanche a8 · Fou noir sur case blanche c8 · Dame noire sur case noire d8 · Roi noir sur case blanche e8 · Fou noir sur case noire f8 · Tour noire sur case noire h8 · Pion noir sur case blanche b7 · Pion noir sur case blanche f7 · Pion noir sur case noire g7 · Pion noir sur case blanche h7 · Pion noir sur case blanche a6 · Pion noir sur case blanche e6 · Cavalier noir sur case noire b4 · Fou blanc sur case blanche c4 · Pion noir sur case noire d4 · Pion blanc sur case blanche e4 · Pion blanc sur case blanche d3 · Pion blanc sur case blanche a2 · Pion blanc sur case noire b2 · Cavalier blanc sur case blanche e2 · Pion blanc sur case noire f2 · Pion blanc sur case blanche g2 · Pion blanc sur case noire h2 · Tour blanche sur case noire a1 · Fou blanc sur case noire c1 · Dame blanche sur case blanche d1 · Tour blanche sur case blanche f1 · Roi blanc sur case noire g1 | Tour noire sur case blanche a8 · Fou noir sur case blanche c8 · Dame noire sur case noire d8 · Roi noir sur case blanche e8 · Fou noir sur case noire f8 · Tour noire sur case noire h8 · Pion noir sur case blanche b7 · Pion noir sur case blanche f7 · Pion noir sur case noire g7 · Pion noir sur case blanche h7 · Pion noir sur case blanche a6 · Pion noir sur case blanche e6 · Cavalier noir sur case noire b4 · Fou blanc sur case blanche c4 · Pion noir sur case noire d4 · Pion blanc sur case blanche e4 · Pion blanc sur case blanche d3 · Pion blanc sur case blanche a2 · Pion blanc sur case noire b2 · Cavalier blanc sur case blanche e2 · Pion blanc sur case noire f2 · Pion blanc sur case blanche g2 · Pion blanc sur case noire h2 · Tour blanche sur case noire a1 · Fou blanc sur case noire c1 · Dame blanche sur case blanche d1 · Tour blanche sur case blanche f1 · Roi blanc sur case noire g1 | 7 |
| 6 | Tour noire sur case blanche a8 · Fou noir sur case blanche c8 · Dame noire sur case noire d8 · Roi noir sur case blanche e8 · Fou noir sur case noire f8 · Tour noire sur case noire h8 · Pion noir sur case blanche b7 · Pion noir sur case blanche f7 · Pion noir sur case noire g7 · Pion noir sur case blanche h7 · Pion noir sur case blanche a6 · Pion noir sur case blanche e6 · Cavalier noir sur case noire b4 · Fou blanc sur case blanche c4 · Pion noir sur case noire d4 · Pion blanc sur case blanche e4 · Pion blanc sur case blanche d3 · Pion blanc sur case blanche a2 · Pion blanc sur case noire b2 · Cavalier blanc sur case blanche e2 · Pion blanc sur case noire f2 · Pion blanc sur case blanche g2 · Pion blanc sur case noire h2 · Tour blanche sur case noire a1 · Fou blanc sur case noire c1 · Dame blanche sur case blanche d1 · Tour blanche sur case blanche f1 · Roi blanc sur case noire g1 | Tour noire sur case blanche a8 · Fou noir sur case blanche c8 · Dame noire sur case noire d8 · Roi noir sur case blanche e8 · Fou noir sur case noire f8 · Tour noire sur case noire h8 · Pion noir sur case blanche b7 · Pion noir sur case blanche f7 · Pion noir sur case noire g7 · Pion noir sur case blanche h7 · Pion noir sur case blanche a6 · Pion noir sur case blanche e6 · Cavalier noir sur case noire b4 · Fou blanc sur case blanche c4 · Pion noir sur case noire d4 · Pion blanc sur case blanche e4 · Pion blanc sur case blanche d3 · Pion blanc sur case blanche a2 · Pion blanc sur case noire b2 · Cavalier blanc sur case blanche e2 · Pion blanc sur case noire f2 · Pion blanc sur case blanche g2 · Pion blanc sur case noire h2 · Tour blanche sur case noire a1 · Fou blanc sur case noire c1 · Dame blanche sur case blanche d1 · Tour blanche sur case blanche f1 · Roi blanc sur case noire g1 | Tour noire sur case blanche a8 · Fou noir sur case blanche c8 · Dame noire sur case noire d8 · Roi noir sur case blanche e8 · Fou noir sur case noire f8 · Tour noire sur case noire h8 · Pion noir sur case blanche b7 · Pion noir sur case blanche f7 · Pion noir sur case noire g7 · Pion noir sur case blanche h7 · Pion noir sur case blanche a6 · Pion noir sur case blanche e6 · Cavalier noir sur case noire b4 · Fou blanc sur case blanche c4 · Pion noir sur case noire d4 · Pion blanc sur case blanche e4 · Pion blanc sur case blanche d3 · Pion blanc sur case blanche a2 · Pion blanc sur case noire b2 · Cavalier blanc sur case blanche e2 · Pion blanc sur case noire f2 · Pion blanc sur case blanche g2 · Pion blanc sur case noire h2 · Tour blanche sur case noire a1 · Fou blanc sur case noire c1 · Dame blanche sur case blanche d1 · Tour blanche sur case blanche f1 · Roi blanc sur case noire g1 | Tour noire sur case blanche a8 · Fou noir sur case blanche c8 · Dame noire sur case noire d8 · Roi noir sur case blanche e8 · Fou noir sur case noire f8 · Tour noire sur case noire h8 · Pion noir sur case blanche b7 · Pion noir sur case blanche f7 · Pion noir sur case noire g7 · Pion noir sur case blanche h7 · Pion noir sur case blanche a6 · Pion noir sur case blanche e6 · Cavalier noir sur case noire b4 · Fou blanc sur case blanche c4 · Pion noir sur case noire d4 · Pion blanc sur case blanche e4 · Pion blanc sur case blanche d3 · Pion blanc sur case blanche a2 · Pion blanc sur case noire b2 · Cavalier blanc sur case blanche e2 · Pion blanc sur case noire f2 · Pion blanc sur case blanche g2 · Pion blanc sur case noire h2 · Tour blanche sur case noire a1 · Fou blanc sur case noire c1 · Dame blanche sur case blanche d1 · Tour blanche sur case blanche f1 · Roi blanc sur case noire g1 | Tour noire sur case blanche a8 · Fou noir sur case blanche c8 · Dame noire sur case noire d8 · Roi noir sur case blanche e8 · Fou noir sur case noire f8 · Tour noire sur case noire h8 · Pion noir sur case blanche b7 · Pion noir sur case blanche f7 · Pion noir sur case noire g7 · Pion noir sur case blanche h7 · Pion noir sur case blanche a6 · Pion noir sur case blanche e6 · Cavalier noir sur case noire b4 · Fou blanc sur case blanche c4 · Pion noir sur case noire d4 · Pion blanc sur case blanche e4 · Pion blanc sur case blanche d3 · Pion blanc sur case blanche a2 · Pion blanc sur case noire b2 · Cavalier blanc sur case blanche e2 · Pion blanc sur case noire f2 · Pion blanc sur case blanche g2 · Pion blanc sur case noire h2 · Tour blanche sur case noire a1 · Fou blanc sur case noire c1 · Dame blanche sur case blanche d1 · Tour blanche sur case blanche f1 · Roi blanc sur case noire g1 | Tour noire sur case blanche a8 · Fou noir sur case blanche c8 · Dame noire sur case noire d8 · Roi noir sur case blanche e8 · Fou noir sur case noire f8 · Tour noire sur case noire h8 · Pion noir sur case blanche b7 · Pion noir sur case blanche f7 · Pion noir sur case noire g7 · Pion noir sur case blanche h7 · Pion noir sur case blanche a6 · Pion noir sur case blanche e6 · Cavalier noir sur case noire b4 · Fou blanc sur case blanche c4 · Pion noir sur case noire d4 · Pion blanc sur case blanche e4 · Pion blanc sur case blanche d3 · Pion blanc sur case blanche a2 · Pion blanc sur case noire b2 · Cavalier blanc sur case blanche e2 · Pion blanc sur case noire f2 · Pion blanc sur case blanche g2 · Pion blanc sur case noire h2 · Tour blanche sur case noire a1 · Fou blanc sur case noire c1 · Dame blanche sur case blanche d1 · Tour blanche sur case blanche f1 · Roi blanc sur case noire g1 | Tour noire sur case blanche a8 · Fou noir sur case blanche c8 · Dame noire sur case noire d8 · Roi noir sur case blanche e8 · Fou noir sur case noire f8 · Tour noire sur case noire h8 · Pion noir sur case blanche b7 · Pion noir sur case blanche f7 · Pion noir sur case noire g7 · Pion noir sur case blanche h7 · Pion noir sur case blanche a6 · Pion noir sur case blanche e6 · Cavalier noir sur case noire b4 · Fou blanc sur case blanche c4 · Pion noir sur case noire d4 · Pion blanc sur case blanche e4 · Pion blanc sur case blanche d3 · Pion blanc sur case blanche a2 · Pion blanc sur case noire b2 · Cavalier blanc sur case blanche e2 · Pion blanc sur case noire f2 · Pion blanc sur case blanche g2 · Pion blanc sur case noire h2 · Tour blanche sur case noire a1 · Fou blanc sur case noire c1 · Dame blanche sur case blanche d1 · Tour blanche sur case blanche f1 · Roi blanc sur case noire g1 | Tour noire sur case blanche a8 · Fou noir sur case blanche c8 · Dame noire sur case noire d8 · Roi noir sur case blanche e8 · Fou noir sur case noire f8 · Tour noire sur case noire h8 · Pion noir sur case blanche b7 · Pion noir sur case blanche f7 · Pion noir sur case noire g7 · Pion noir sur case blanche h7 · Pion noir sur case blanche a6 · Pion noir sur case blanche e6 · Cavalier noir sur case noire b4 · Fou blanc sur case blanche c4 · Pion noir sur case noire d4 · Pion blanc sur case blanche e4 · Pion blanc sur case blanche d3 · Pion blanc sur case blanche a2 · Pion blanc sur case noire b2 · Cavalier blanc sur case blanche e2 · Pion blanc sur case noire f2 · Pion blanc sur case blanche g2 · Pion blanc sur case noire h2 · Tour blanche sur case noire a1 · Fou blanc sur case noire c1 · Dame blanche sur case blanche d1 · Tour blanche sur case blanche f1 · Roi blanc sur case noire g1 | 6 |
| 5 | Tour noire sur case blanche a8 · Fou noir sur case blanche c8 · Dame noire sur case noire d8 · Roi noir sur case blanche e8 · Fou noir sur case noire f8 · Tour noire sur case noire h8 · Pion noir sur case blanche b7 · Pion noir sur case blanche f7 · Pion noir sur case noire g7 · Pion noir sur case blanche h7 · Pion noir sur case blanche a6 · Pion noir sur case blanche e6 · Cavalier noir sur case noire b4 · Fou blanc sur case blanche c4 · Pion noir sur case noire d4 · Pion blanc sur case blanche e4 · Pion blanc sur case blanche d3 · Pion blanc sur case blanche a2 · Pion blanc sur case noire b2 · Cavalier blanc sur case blanche e2 · Pion blanc sur case noire f2 · Pion blanc sur case blanche g2 · Pion blanc sur case noire h2 · Tour blanche sur case noire a1 · Fou blanc sur case noire c1 · Dame blanche sur case blanche d1 · Tour blanche sur case blanche f1 · Roi blanc sur case noire g1 | Tour noire sur case blanche a8 · Fou noir sur case blanche c8 · Dame noire sur case noire d8 · Roi noir sur case blanche e8 · Fou noir sur case noire f8 · Tour noire sur case noire h8 · Pion noir sur case blanche b7 · Pion noir sur case blanche f7 · Pion noir sur case noire g7 · Pion noir sur case blanche h7 · Pion noir sur case blanche a6 · Pion noir sur case blanche e6 · Cavalier noir sur case noire b4 · Fou blanc sur case blanche c4 · Pion noir sur case noire d4 · Pion blanc sur case blanche e4 · Pion blanc sur case blanche d3 · Pion blanc sur case blanche a2 · Pion blanc sur case noire b2 · Cavalier blanc sur case blanche e2 · Pion blanc sur case noire f2 · Pion blanc sur case blanche g2 · Pion blanc sur case noire h2 · Tour blanche sur case noire a1 · Fou blanc sur case noire c1 · Dame blanche sur case blanche d1 · Tour blanche sur case blanche f1 · Roi blanc sur case noire g1 | Tour noire sur case blanche a8 · Fou noir sur case blanche c8 · Dame noire sur case noire d8 · Roi noir sur case blanche e8 · Fou noir sur case noire f8 · Tour noire sur case noire h8 · Pion noir sur case blanche b7 · Pion noir sur case blanche f7 · Pion noir sur case noire g7 · Pion noir sur case blanche h7 · Pion noir sur case blanche a6 · Pion noir sur case blanche e6 · Cavalier noir sur case noire b4 · Fou blanc sur case blanche c4 · Pion noir sur case noire d4 · Pion blanc sur case blanche e4 · Pion blanc sur case blanche d3 · Pion blanc sur case blanche a2 · Pion blanc sur case noire b2 · Cavalier blanc sur case blanche e2 · Pion blanc sur case noire f2 · Pion blanc sur case blanche g2 · Pion blanc sur case noire h2 · Tour blanche sur case noire a1 · Fou blanc sur case noire c1 · Dame blanche sur case blanche d1 · Tour blanche sur case blanche f1 · Roi blanc sur case noire g1 | Tour noire sur case blanche a8 · Fou noir sur case blanche c8 · Dame noire sur case noire d8 · Roi noir sur case blanche e8 · Fou noir sur case noire f8 · Tour noire sur case noire h8 · Pion noir sur case blanche b7 · Pion noir sur case blanche f7 · Pion noir sur case noire g7 · Pion noir sur case blanche h7 · Pion noir sur case blanche a6 · Pion noir sur case blanche e6 · Cavalier noir sur case noire b4 · Fou blanc sur case blanche c4 · Pion noir sur case noire d4 · Pion blanc sur case blanche e4 · Pion blanc sur case blanche d3 · Pion blanc sur case blanche a2 · Pion blanc sur case noire b2 · Cavalier blanc sur case blanche e2 · Pion blanc sur case noire f2 · Pion blanc sur case blanche g2 · Pion blanc sur case noire h2 · Tour blanche sur case noire a1 · Fou blanc sur case noire c1 · Dame blanche sur case blanche d1 · Tour blanche sur case blanche f1 · Roi blanc sur case noire g1 | Tour noire sur case blanche a8 · Fou noir sur case blanche c8 · Dame noire sur case noire d8 · Roi noir sur case blanche e8 · Fou noir sur case noire f8 · Tour noire sur case noire h8 · Pion noir sur case blanche b7 · Pion noir sur case blanche f7 · Pion noir sur case noire g7 · Pion noir sur case blanche h7 · Pion noir sur case blanche a6 · Pion noir sur case blanche e6 · Cavalier noir sur case noire b4 · Fou blanc sur case blanche c4 · Pion noir sur case noire d4 · Pion blanc sur case blanche e4 · Pion blanc sur case blanche d3 · Pion blanc sur case blanche a2 · Pion blanc sur case noire b2 · Cavalier blanc sur case blanche e2 · Pion blanc sur case noire f2 · Pion blanc sur case blanche g2 · Pion blanc sur case noire h2 · Tour blanche sur case noire a1 · Fou blanc sur case noire c1 · Dame blanche sur case blanche d1 · Tour blanche sur case blanche f1 · Roi blanc sur case noire g1 | Tour noire sur case blanche a8 · Fou noir sur case blanche c8 · Dame noire sur case noire d8 · Roi noir sur case blanche e8 · Fou noir sur case noire f8 · Tour noire sur case noire h8 · Pion noir sur case blanche b7 · Pion noir sur case blanche f7 · Pion noir sur case noire g7 · Pion noir sur case blanche h7 · Pion noir sur case blanche a6 · Pion noir sur case blanche e6 · Cavalier noir sur case noire b4 · Fou blanc sur case blanche c4 · Pion noir sur case noire d4 · Pion blanc sur case blanche e4 · Pion blanc sur case blanche d3 · Pion blanc sur case blanche a2 · Pion blanc sur case noire b2 · Cavalier blanc sur case blanche e2 · Pion blanc sur case noire f2 · Pion blanc sur case blanche g2 · Pion blanc sur case noire h2 · Tour blanche sur case noire a1 · Fou blanc sur case noire c1 · Dame blanche sur case blanche d1 · Tour blanche sur case blanche f1 · Roi blanc sur case noire g1 | Tour noire sur case blanche a8 · Fou noir sur case blanche c8 · Dame noire sur case noire d8 · Roi noir sur case blanche e8 · Fou noir sur case noire f8 · Tour noire sur case noire h8 · Pion noir sur case blanche b7 · Pion noir sur case blanche f7 · Pion noir sur case noire g7 · Pion noir sur case blanche h7 · Pion noir sur case blanche a6 · Pion noir sur case blanche e6 · Cavalier noir sur case noire b4 · Fou blanc sur case blanche c4 · Pion noir sur case noire d4 · Pion blanc sur case blanche e4 · Pion blanc sur case blanche d3 · Pion blanc sur case blanche a2 · Pion blanc sur case noire b2 · Cavalier blanc sur case blanche e2 · Pion blanc sur case noire f2 · Pion blanc sur case blanche g2 · Pion blanc sur case noire h2 · Tour blanche sur case noire a1 · Fou blanc sur case noire c1 · Dame blanche sur case blanche d1 · Tour blanche sur case blanche f1 · Roi blanc sur case noire g1 | Tour noire sur case blanche a8 · Fou noir sur case blanche c8 · Dame noire sur case noire d8 · Roi noir sur case blanche e8 · Fou noir sur case noire f8 · Tour noire sur case noire h8 · Pion noir sur case blanche b7 · Pion noir sur case blanche f7 · Pion noir sur case noire g7 · Pion noir sur case blanche h7 · Pion noir sur case blanche a6 · Pion noir sur case blanche e6 · Cavalier noir sur case noire b4 · Fou blanc sur case blanche c4 · Pion noir sur case noire d4 · Pion blanc sur case blanche e4 · Pion blanc sur case blanche d3 · Pion blanc sur case blanche a2 · Pion blanc sur case noire b2 · Cavalier blanc sur case blanche e2 · Pion blanc sur case noire f2 · Pion blanc sur case blanche g2 · Pion blanc sur case noire h2 · Tour blanche sur case noire a1 · Fou blanc sur case noire c1 · Dame blanche sur case blanche d1 · Tour blanche sur case blanche f1 · Roi blanc sur case noire g1 | 5 |
| 4 | Tour noire sur case blanche a8 · Fou noir sur case blanche c8 · Dame noire sur case noire d8 · Roi noir sur case blanche e8 · Fou noir sur case noire f8 · Tour noire sur case noire h8 · Pion noir sur case blanche b7 · Pion noir sur case blanche f7 · Pion noir sur case noire g7 · Pion noir sur case blanche h7 · Pion noir sur case blanche a6 · Pion noir sur case blanche e6 · Cavalier noir sur case noire b4 · Fou blanc sur case blanche c4 · Pion noir sur case noire d4 · Pion blanc sur case blanche e4 · Pion blanc sur case blanche d3 · Pion blanc sur case blanche a2 · Pion blanc sur case noire b2 · Cavalier blanc sur case blanche e2 · Pion blanc sur case noire f2 · Pion blanc sur case blanche g2 · Pion blanc sur case noire h2 · Tour blanche sur case noire a1 · Fou blanc sur case noire c1 · Dame blanche sur case blanche d1 · Tour blanche sur case blanche f1 · Roi blanc sur case noire g1 | Tour noire sur case blanche a8 · Fou noir sur case blanche c8 · Dame noire sur case noire d8 · Roi noir sur case blanche e8 · Fou noir sur case noire f8 · Tour noire sur case noire h8 · Pion noir sur case blanche b7 · Pion noir sur case blanche f7 · Pion noir sur case noire g7 · Pion noir sur case blanche h7 · Pion noir sur case blanche a6 · Pion noir sur case blanche e6 · Cavalier noir sur case noire b4 · Fou blanc sur case blanche c4 · Pion noir sur case noire d4 · Pion blanc sur case blanche e4 · Pion blanc sur case blanche d3 · Pion blanc sur case blanche a2 · Pion blanc sur case noire b2 · Cavalier blanc sur case blanche e2 · Pion blanc sur case noire f2 · Pion blanc sur case blanche g2 · Pion blanc sur case noire h2 · Tour blanche sur case noire a1 · Fou blanc sur case noire c1 · Dame blanche sur case blanche d1 · Tour blanche sur case blanche f1 · Roi blanc sur case noire g1 | Tour noire sur case blanche a8 · Fou noir sur case blanche c8 · Dame noire sur case noire d8 · Roi noir sur case blanche e8 · Fou noir sur case noire f8 · Tour noire sur case noire h8 · Pion noir sur case blanche b7 · Pion noir sur case blanche f7 · Pion noir sur case noire g7 · Pion noir sur case blanche h7 · Pion noir sur case blanche a6 · Pion noir sur case blanche e6 · Cavalier noir sur case noire b4 · Fou blanc sur case blanche c4 · Pion noir sur case noire d4 · Pion blanc sur case blanche e4 · Pion blanc sur case blanche d3 · Pion blanc sur case blanche a2 · Pion blanc sur case noire b2 · Cavalier blanc sur case blanche e2 · Pion blanc sur case noire f2 · Pion blanc sur case blanche g2 · Pion blanc sur case noire h2 · Tour blanche sur case noire a1 · Fou blanc sur case noire c1 · Dame blanche sur case blanche d1 · Tour blanche sur case blanche f1 · Roi blanc sur case noire g1 | Tour noire sur case blanche a8 · Fou noir sur case blanche c8 · Dame noire sur case noire d8 · Roi noir sur case blanche e8 · Fou noir sur case noire f8 · Tour noire sur case noire h8 · Pion noir sur case blanche b7 · Pion noir sur case blanche f7 · Pion noir sur case noire g7 · Pion noir sur case blanche h7 · Pion noir sur case blanche a6 · Pion noir sur case blanche e6 · Cavalier noir sur case noire b4 · Fou blanc sur case blanche c4 · Pion noir sur case noire d4 · Pion blanc sur case blanche e4 · Pion blanc sur case blanche d3 · Pion blanc sur case blanche a2 · Pion blanc sur case noire b2 · Cavalier blanc sur case blanche e2 · Pion blanc sur case noire f2 · Pion blanc sur case blanche g2 · Pion blanc sur case noire h2 · Tour blanche sur case noire a1 · Fou blanc sur case noire c1 · Dame blanche sur case blanche d1 · Tour blanche sur case blanche f1 · Roi blanc sur case noire g1 | Tour noire sur case blanche a8 · Fou noir sur case blanche c8 · Dame noire sur case noire d8 · Roi noir sur case blanche e8 · Fou noir sur case noire f8 · Tour noire sur case noire h8 · Pion noir sur case blanche b7 · Pion noir sur case blanche f7 · Pion noir sur case noire g7 · Pion noir sur case blanche h7 · Pion noir sur case blanche a6 · Pion noir sur case blanche e6 · Cavalier noir sur case noire b4 · Fou blanc sur case blanche c4 · Pion noir sur case noire d4 · Pion blanc sur case blanche e4 · Pion blanc sur case blanche d3 · Pion blanc sur case blanche a2 · Pion blanc sur case noire b2 · Cavalier blanc sur case blanche e2 · Pion blanc sur case noire f2 · Pion blanc sur case blanche g2 · Pion blanc sur case noire h2 · Tour blanche sur case noire a1 · Fou blanc sur case noire c1 · Dame blanche sur case blanche d1 · Tour blanche sur case blanche f1 · Roi blanc sur case noire g1 | Tour noire sur case blanche a8 · Fou noir sur case blanche c8 · Dame noire sur case noire d8 · Roi noir sur case blanche e8 · Fou noir sur case noire f8 · Tour noire sur case noire h8 · Pion noir sur case blanche b7 · Pion noir sur case blanche f7 · Pion noir sur case noire g7 · Pion noir sur case blanche h7 · Pion noir sur case blanche a6 · Pion noir sur case blanche e6 · Cavalier noir sur case noire b4 · Fou blanc sur case blanche c4 · Pion noir sur case noire d4 · Pion blanc sur case blanche e4 · Pion blanc sur case blanche d3 · Pion blanc sur case blanche a2 · Pion blanc sur case noire b2 · Cavalier blanc sur case blanche e2 · Pion blanc sur case noire f2 · Pion blanc sur case blanche g2 · Pion blanc sur case noire h2 · Tour blanche sur case noire a1 · Fou blanc sur case noire c1 · Dame blanche sur case blanche d1 · Tour blanche sur case blanche f1 · Roi blanc sur case noire g1 | Tour noire sur case blanche a8 · Fou noir sur case blanche c8 · Dame noire sur case noire d8 · Roi noir sur case blanche e8 · Fou noir sur case noire f8 · Tour noire sur case noire h8 · Pion noir sur case blanche b7 · Pion noir sur case blanche f7 · Pion noir sur case noire g7 · Pion noir sur case blanche h7 · Pion noir sur case blanche a6 · Pion noir sur case blanche e6 · Cavalier noir sur case noire b4 · Fou blanc sur case blanche c4 · Pion noir sur case noire d4 · Pion blanc sur case blanche e4 · Pion blanc sur case blanche d3 · Pion blanc sur case blanche a2 · Pion blanc sur case noire b2 · Cavalier blanc sur case blanche e2 · Pion blanc sur case noire f2 · Pion blanc sur case blanche g2 · Pion blanc sur case noire h2 · Tour blanche sur case noire a1 · Fou blanc sur case noire c1 · Dame blanche sur case blanche d1 · Tour blanche sur case blanche f1 · Roi blanc sur case noire g1 | Tour noire sur case blanche a8 · Fou noir sur case blanche c8 · Dame noire sur case noire d8 · Roi noir sur case blanche e8 · Fou noir sur case noire f8 · Tour noire sur case noire h8 · Pion noir sur case blanche b7 · Pion noir sur case blanche f7 · Pion noir sur case noire g7 · Pion noir sur case blanche h7 · Pion noir sur case blanche a6 · Pion noir sur case blanche e6 · Cavalier noir sur case noire b4 · Fou blanc sur case blanche c4 · Pion noir sur case noire d4 · Pion blanc sur case blanche e4 · Pion blanc sur case blanche d3 · Pion blanc sur case blanche a2 · Pion blanc sur case noire b2 · Cavalier blanc sur case blanche e2 · Pion blanc sur case noire f2 · Pion blanc sur case blanche g2 · Pion blanc sur case noire h2 · Tour blanche sur case noire a1 · Fou blanc sur case noire c1 · Dame blanche sur case blanche d1 · Tour blanche sur case blanche f1 · Roi blanc sur case noire g1 | 4 |
| 3 | Tour noire sur case blanche a8 · Fou noir sur case blanche c8 · Dame noire sur case noire d8 · Roi noir sur case blanche e8 · Fou noir sur case noire f8 · Tour noire sur case noire h8 · Pion noir sur case blanche b7 · Pion noir sur case blanche f7 · Pion noir sur case noire g7 · Pion noir sur case blanche h7 · Pion noir sur case blanche a6 · Pion noir sur case blanche e6 · Cavalier noir sur case noire b4 · Fou blanc sur case blanche c4 · Pion noir sur case noire d4 · Pion blanc sur case blanche e4 · Pion blanc sur case blanche d3 · Pion blanc sur case blanche a2 · Pion blanc sur case noire b2 · Cavalier blanc sur case blanche e2 · Pion blanc sur case noire f2 · Pion blanc sur case blanche g2 · Pion blanc sur case noire h2 · Tour blanche sur case noire a1 · Fou blanc sur case noire c1 · Dame blanche sur case blanche d1 · Tour blanche sur case blanche f1 · Roi blanc sur case noire g1 | Tour noire sur case blanche a8 · Fou noir sur case blanche c8 · Dame noire sur case noire d8 · Roi noir sur case blanche e8 · Fou noir sur case noire f8 · Tour noire sur case noire h8 · Pion noir sur case blanche b7 · Pion noir sur case blanche f7 · Pion noir sur case noire g7 · Pion noir sur case blanche h7 · Pion noir sur case blanche a6 · Pion noir sur case blanche e6 · Cavalier noir sur case noire b4 · Fou blanc sur case blanche c4 · Pion noir sur case noire d4 · Pion blanc sur case blanche e4 · Pion blanc sur case blanche d3 · Pion blanc sur case blanche a2 · Pion blanc sur case noire b2 · Cavalier blanc sur case blanche e2 · Pion blanc sur case noire f2 · Pion blanc sur case blanche g2 · Pion blanc sur case noire h2 · Tour blanche sur case noire a1 · Fou blanc sur case noire c1 · Dame blanche sur case blanche d1 · Tour blanche sur case blanche f1 · Roi blanc sur case noire g1 | Tour noire sur case blanche a8 · Fou noir sur case blanche c8 · Dame noire sur case noire d8 · Roi noir sur case blanche e8 · Fou noir sur case noire f8 · Tour noire sur case noire h8 · Pion noir sur case blanche b7 · Pion noir sur case blanche f7 · Pion noir sur case noire g7 · Pion noir sur case blanche h7 · Pion noir sur case blanche a6 · Pion noir sur case blanche e6 · Cavalier noir sur case noire b4 · Fou blanc sur case blanche c4 · Pion noir sur case noire d4 · Pion blanc sur case blanche e4 · Pion blanc sur case blanche d3 · Pion blanc sur case blanche a2 · Pion blanc sur case noire b2 · Cavalier blanc sur case blanche e2 · Pion blanc sur case noire f2 · Pion blanc sur case blanche g2 · Pion blanc sur case noire h2 · Tour blanche sur case noire a1 · Fou blanc sur case noire c1 · Dame blanche sur case blanche d1 · Tour blanche sur case blanche f1 · Roi blanc sur case noire g1 | Tour noire sur case blanche a8 · Fou noir sur case blanche c8 · Dame noire sur case noire d8 · Roi noir sur case blanche e8 · Fou noir sur case noire f8 · Tour noire sur case noire h8 · Pion noir sur case blanche b7 · Pion noir sur case blanche f7 · Pion noir sur case noire g7 · Pion noir sur case blanche h7 · Pion noir sur case blanche a6 · Pion noir sur case blanche e6 · Cavalier noir sur case noire b4 · Fou blanc sur case blanche c4 · Pion noir sur case noire d4 · Pion blanc sur case blanche e4 · Pion blanc sur case blanche d3 · Pion blanc sur case blanche a2 · Pion blanc sur case noire b2 · Cavalier blanc sur case blanche e2 · Pion blanc sur case noire f2 · Pion blanc sur case blanche g2 · Pion blanc sur case noire h2 · Tour blanche sur case noire a1 · Fou blanc sur case noire c1 · Dame blanche sur case blanche d1 · Tour blanche sur case blanche f1 · Roi blanc sur case noire g1 | Tour noire sur case blanche a8 · Fou noir sur case blanche c8 · Dame noire sur case noire d8 · Roi noir sur case blanche e8 · Fou noir sur case noire f8 · Tour noire sur case noire h8 · Pion noir sur case blanche b7 · Pion noir sur case blanche f7 · Pion noir sur case noire g7 · Pion noir sur case blanche h7 · Pion noir sur case blanche a6 · Pion noir sur case blanche e6 · Cavalier noir sur case noire b4 · Fou blanc sur case blanche c4 · Pion noir sur case noire d4 · Pion blanc sur case blanche e4 · Pion blanc sur case blanche d3 · Pion blanc sur case blanche a2 · Pion blanc sur case noire b2 · Cavalier blanc sur case blanche e2 · Pion blanc sur case noire f2 · Pion blanc sur case blanche g2 · Pion blanc sur case noire h2 · Tour blanche sur case noire a1 · Fou blanc sur case noire c1 · Dame blanche sur case blanche d1 · Tour blanche sur case blanche f1 · Roi blanc sur case noire g1 | Tour noire sur case blanche a8 · Fou noir sur case blanche c8 · Dame noire sur case noire d8 · Roi noir sur case blanche e8 · Fou noir sur case noire f8 · Tour noire sur case noire h8 · Pion noir sur case blanche b7 · Pion noir sur case blanche f7 · Pion noir sur case noire g7 · Pion noir sur case blanche h7 · Pion noir sur case blanche a6 · Pion noir sur case blanche e6 · Cavalier noir sur case noire b4 · Fou blanc sur case blanche c4 · Pion noir sur case noire d4 · Pion blanc sur case blanche e4 · Pion blanc sur case blanche d3 · Pion blanc sur case blanche a2 · Pion blanc sur case noire b2 · Cavalier blanc sur case blanche e2 · Pion blanc sur case noire f2 · Pion blanc sur case blanche g2 · Pion blanc sur case noire h2 · Tour blanche sur case noire a1 · Fou blanc sur case noire c1 · Dame blanche sur case blanche d1 · Tour blanche sur case blanche f1 · Roi blanc sur case noire g1 | Tour noire sur case blanche a8 · Fou noir sur case blanche c8 · Dame noire sur case noire d8 · Roi noir sur case blanche e8 · Fou noir sur case noire f8 · Tour noire sur case noire h8 · Pion noir sur case blanche b7 · Pion noir sur case blanche f7 · Pion noir sur case noire g7 · Pion noir sur case blanche h7 · Pion noir sur case blanche a6 · Pion noir sur case blanche e6 · Cavalier noir sur case noire b4 · Fou blanc sur case blanche c4 · Pion noir sur case noire d4 · Pion blanc sur case blanche e4 · Pion blanc sur case blanche d3 · Pion blanc sur case blanche a2 · Pion blanc sur case noire b2 · Cavalier blanc sur case blanche e2 · Pion blanc sur case noire f2 · Pion blanc sur case blanche g2 · Pion blanc sur case noire h2 · Tour blanche sur case noire a1 · Fou blanc sur case noire c1 · Dame blanche sur case blanche d1 · Tour blanche sur case blanche f1 · Roi blanc sur case noire g1 | Tour noire sur case blanche a8 · Fou noir sur case blanche c8 · Dame noire sur case noire d8 · Roi noir sur case blanche e8 · Fou noir sur case noire f8 · Tour noire sur case noire h8 · Pion noir sur case blanche b7 · Pion noir sur case blanche f7 · Pion noir sur case noire g7 · Pion noir sur case blanche h7 · Pion noir sur case blanche a6 · Pion noir sur case blanche e6 · Cavalier noir sur case noire b4 · Fou blanc sur case blanche c4 · Pion noir sur case noire d4 · Pion blanc sur case blanche e4 · Pion blanc sur case blanche d3 · Pion blanc sur case blanche a2 · Pion blanc sur case noire b2 · Cavalier blanc sur case blanche e2 · Pion blanc sur case noire f2 · Pion blanc sur case blanche g2 · Pion blanc sur case noire h2 · Tour blanche sur case noire a1 · Fou blanc sur case noire c1 · Dame blanche sur case blanche d1 · Tour blanche sur case blanche f1 · Roi blanc sur case noire g1 | 3 |
| 2 | Tour noire sur case blanche a8 · Fou noir sur case blanche c8 · Dame noire sur case noire d8 · Roi noir sur case blanche e8 · Fou noir sur case noire f8 · Tour noire sur case noire h8 · Pion noir sur case blanche b7 · Pion noir sur case blanche f7 · Pion noir sur case noire g7 · Pion noir sur case blanche h7 · Pion noir sur case blanche a6 · Pion noir sur case blanche e6 · Cavalier noir sur case noire b4 · Fou blanc sur case blanche c4 · Pion noir sur case noire d4 · Pion blanc sur case blanche e4 · Pion blanc sur case blanche d3 · Pion blanc sur case blanche a2 · Pion blanc sur case noire b2 · Cavalier blanc sur case blanche e2 · Pion blanc sur case noire f2 · Pion blanc sur case blanche g2 · Pion blanc sur case noire h2 · Tour blanche sur case noire a1 · Fou blanc sur case noire c1 · Dame blanche sur case blanche d1 · Tour blanche sur case blanche f1 · Roi blanc sur case noire g1 | Tour noire sur case blanche a8 · Fou noir sur case blanche c8 · Dame noire sur case noire d8 · Roi noir sur case blanche e8 · Fou noir sur case noire f8 · Tour noire sur case noire h8 · Pion noir sur case blanche b7 · Pion noir sur case blanche f7 · Pion noir sur case noire g7 · Pion noir sur case blanche h7 · Pion noir sur case blanche a6 · Pion noir sur case blanche e6 · Cavalier noir sur case noire b4 · Fou blanc sur case blanche c4 · Pion noir sur case noire d4 · Pion blanc sur case blanche e4 · Pion blanc sur case blanche d3 · Pion blanc sur case blanche a2 · Pion blanc sur case noire b2 · Cavalier blanc sur case blanche e2 · Pion blanc sur case noire f2 · Pion blanc sur case blanche g2 · Pion blanc sur case noire h2 · Tour blanche sur case noire a1 · Fou blanc sur case noire c1 · Dame blanche sur case blanche d1 · Tour blanche sur case blanche f1 · Roi blanc sur case noire g1 | Tour noire sur case blanche a8 · Fou noir sur case blanche c8 · Dame noire sur case noire d8 · Roi noir sur case blanche e8 · Fou noir sur case noire f8 · Tour noire sur case noire h8 · Pion noir sur case blanche b7 · Pion noir sur case blanche f7 · Pion noir sur case noire g7 · Pion noir sur case blanche h7 · Pion noir sur case blanche a6 · Pion noir sur case blanche e6 · Cavalier noir sur case noire b4 · Fou blanc sur case blanche c4 · Pion noir sur case noire d4 · Pion blanc sur case blanche e4 · Pion blanc sur case blanche d3 · Pion blanc sur case blanche a2 · Pion blanc sur case noire b2 · Cavalier blanc sur case blanche e2 · Pion blanc sur case noire f2 · Pion blanc sur case blanche g2 · Pion blanc sur case noire h2 · Tour blanche sur case noire a1 · Fou blanc sur case noire c1 · Dame blanche sur case blanche d1 · Tour blanche sur case blanche f1 · Roi blanc sur case noire g1 | Tour noire sur case blanche a8 · Fou noir sur case blanche c8 · Dame noire sur case noire d8 · Roi noir sur case blanche e8 · Fou noir sur case noire f8 · Tour noire sur case noire h8 · Pion noir sur case blanche b7 · Pion noir sur case blanche f7 · Pion noir sur case noire g7 · Pion noir sur case blanche h7 · Pion noir sur case blanche a6 · Pion noir sur case blanche e6 · Cavalier noir sur case noire b4 · Fou blanc sur case blanche c4 · Pion noir sur case noire d4 · Pion blanc sur case blanche e4 · Pion blanc sur case blanche d3 · Pion blanc sur case blanche a2 · Pion blanc sur case noire b2 · Cavalier blanc sur case blanche e2 · Pion blanc sur case noire f2 · Pion blanc sur case blanche g2 · Pion blanc sur case noire h2 · Tour blanche sur case noire a1 · Fou blanc sur case noire c1 · Dame blanche sur case blanche d1 · Tour blanche sur case blanche f1 · Roi blanc sur case noire g1 | Tour noire sur case blanche a8 · Fou noir sur case blanche c8 · Dame noire sur case noire d8 · Roi noir sur case blanche e8 · Fou noir sur case noire f8 · Tour noire sur case noire h8 · Pion noir sur case blanche b7 · Pion noir sur case blanche f7 · Pion noir sur case noire g7 · Pion noir sur case blanche h7 · Pion noir sur case blanche a6 · Pion noir sur case blanche e6 · Cavalier noir sur case noire b4 · Fou blanc sur case blanche c4 · Pion noir sur case noire d4 · Pion blanc sur case blanche e4 · Pion blanc sur case blanche d3 · Pion blanc sur case blanche a2 · Pion blanc sur case noire b2 · Cavalier blanc sur case blanche e2 · Pion blanc sur case noire f2 · Pion blanc sur case blanche g2 · Pion blanc sur case noire h2 · Tour blanche sur case noire a1 · Fou blanc sur case noire c1 · Dame blanche sur case blanche d1 · Tour blanche sur case blanche f1 · Roi blanc sur case noire g1 | Tour noire sur case blanche a8 · Fou noir sur case blanche c8 · Dame noire sur case noire d8 · Roi noir sur case blanche e8 · Fou noir sur case noire f8 · Tour noire sur case noire h8 · Pion noir sur case blanche b7 · Pion noir sur case blanche f7 · Pion noir sur case noire g7 · Pion noir sur case blanche h7 · Pion noir sur case blanche a6 · Pion noir sur case blanche e6 · Cavalier noir sur case noire b4 · Fou blanc sur case blanche c4 · Pion noir sur case noire d4 · Pion blanc sur case blanche e4 · Pion blanc sur case blanche d3 · Pion blanc sur case blanche a2 · Pion blanc sur case noire b2 · Cavalier blanc sur case blanche e2 · Pion blanc sur case noire f2 · Pion blanc sur case blanche g2 · Pion blanc sur case noire h2 · Tour blanche sur case noire a1 · Fou blanc sur case noire c1 · Dame blanche sur case blanche d1 · Tour blanche sur case blanche f1 · Roi blanc sur case noire g1 | Tour noire sur case blanche a8 · Fou noir sur case blanche c8 · Dame noire sur case noire d8 · Roi noir sur case blanche e8 · Fou noir sur case noire f8 · Tour noire sur case noire h8 · Pion noir sur case blanche b7 · Pion noir sur case blanche f7 · Pion noir sur case noire g7 · Pion noir sur case blanche h7 · Pion noir sur case blanche a6 · Pion noir sur case blanche e6 · Cavalier noir sur case noire b4 · Fou blanc sur case blanche c4 · Pion noir sur case noire d4 · Pion blanc sur case blanche e4 · Pion blanc sur case blanche d3 · Pion blanc sur case blanche a2 · Pion blanc sur case noire b2 · Cavalier blanc sur case blanche e2 · Pion blanc sur case noire f2 · Pion blanc sur case blanche g2 · Pion blanc sur case noire h2 · Tour blanche sur case noire a1 · Fou blanc sur case noire c1 · Dame blanche sur case blanche d1 · Tour blanche sur case blanche f1 · Roi blanc sur case noire g1 | Tour noire sur case blanche a8 · Fou noir sur case blanche c8 · Dame noire sur case noire d8 · Roi noir sur case blanche e8 · Fou noir sur case noire f8 · Tour noire sur case noire h8 · Pion noir sur case blanche b7 · Pion noir sur case blanche f7 · Pion noir sur case noire g7 · Pion noir sur case blanche h7 · Pion noir sur case blanche a6 · Pion noir sur case blanche e6 · Cavalier noir sur case noire b4 · Fou blanc sur case blanche c4 · Pion noir sur case noire d4 · Pion blanc sur case blanche e4 · Pion blanc sur case blanche d3 · Pion blanc sur case blanche a2 · Pion blanc sur case noire b2 · Cavalier blanc sur case blanche e2 · Pion blanc sur case noire f2 · Pion blanc sur case blanche g2 · Pion blanc sur case noire h2 · Tour blanche sur case noire a1 · Fou blanc sur case noire c1 · Dame blanche sur case blanche d1 · Tour blanche sur case blanche f1 · Roi blanc sur case noire g1 | 2 |
| 1 | Tour noire sur case blanche a8 · Fou noir sur case blanche c8 · Dame noire sur case noire d8 · Roi noir sur case blanche e8 · Fou noir sur case noire f8 · Tour noire sur case noire h8 · Pion noir sur case blanche b7 · Pion noir sur case blanche f7 · Pion noir sur case noire g7 · Pion noir sur case blanche h7 · Pion noir sur case blanche a6 · Pion noir sur case blanche e6 · Cavalier noir sur case noire b4 · Fou blanc sur case blanche c4 · Pion noir sur case noire d4 · Pion blanc sur case blanche e4 · Pion blanc sur case blanche d3 · Pion blanc sur case blanche a2 · Pion blanc sur case noire b2 · Cavalier blanc sur case blanche e2 · Pion blanc sur case noire f2 · Pion blanc sur case blanche g2 · Pion blanc sur case noire h2 · Tour blanche sur case noire a1 · Fou blanc sur case noire c1 · Dame blanche sur case blanche d1 · Tour blanche sur case blanche f1 · Roi blanc sur case noire g1 | Tour noire sur case blanche a8 · Fou noir sur case blanche c8 · Dame noire sur case noire d8 · Roi noir sur case blanche e8 · Fou noir sur case noire f8 · Tour noire sur case noire h8 · Pion noir sur case blanche b7 · Pion noir sur case blanche f7 · Pion noir sur case noire g7 · Pion noir sur case blanche h7 · Pion noir sur case blanche a6 · Pion noir sur case blanche e6 · Cavalier noir sur case noire b4 · Fou blanc sur case blanche c4 · Pion noir sur case noire d4 · Pion blanc sur case blanche e4 · Pion blanc sur case blanche d3 · Pion blanc sur case blanche a2 · Pion blanc sur case noire b2 · Cavalier blanc sur case blanche e2 · Pion blanc sur case noire f2 · Pion blanc sur case blanche g2 · Pion blanc sur case noire h2 · Tour blanche sur case noire a1 · Fou blanc sur case noire c1 · Dame blanche sur case blanche d1 · Tour blanche sur case blanche f1 · Roi blanc sur case noire g1 | Tour noire sur case blanche a8 · Fou noir sur case blanche c8 · Dame noire sur case noire d8 · Roi noir sur case blanche e8 · Fou noir sur case noire f8 · Tour noire sur case noire h8 · Pion noir sur case blanche b7 · Pion noir sur case blanche f7 · Pion noir sur case noire g7 · Pion noir sur case blanche h7 · Pion noir sur case blanche a6 · Pion noir sur case blanche e6 · Cavalier noir sur case noire b4 · Fou blanc sur case blanche c4 · Pion noir sur case noire d4 · Pion blanc sur case blanche e4 · Pion blanc sur case blanche d3 · Pion blanc sur case blanche a2 · Pion blanc sur case noire b2 · Cavalier blanc sur case blanche e2 · Pion blanc sur case noire f2 · Pion blanc sur case blanche g2 · Pion blanc sur case noire h2 · Tour blanche sur case noire a1 · Fou blanc sur case noire c1 · Dame blanche sur case blanche d1 · Tour blanche sur case blanche f1 · Roi blanc sur case noire g1 | Tour noire sur case blanche a8 · Fou noir sur case blanche c8 · Dame noire sur case noire d8 · Roi noir sur case blanche e8 · Fou noir sur case noire f8 · Tour noire sur case noire h8 · Pion noir sur case blanche b7 · Pion noir sur case blanche f7 · Pion noir sur case noire g7 · Pion noir sur case blanche h7 · Pion noir sur case blanche a6 · Pion noir sur case blanche e6 · Cavalier noir sur case noire b4 · Fou blanc sur case blanche c4 · Pion noir sur case noire d4 · Pion blanc sur case blanche e4 · Pion blanc sur case blanche d3 · Pion blanc sur case blanche a2 · Pion blanc sur case noire b2 · Cavalier blanc sur case blanche e2 · Pion blanc sur case noire f2 · Pion blanc sur case blanche g2 · Pion blanc sur case noire h2 · Tour blanche sur case noire a1 · Fou blanc sur case noire c1 · Dame blanche sur case blanche d1 · Tour blanche sur case blanche f1 · Roi blanc sur case noire g1 | Tour noire sur case blanche a8 · Fou noir sur case blanche c8 · Dame noire sur case noire d8 · Roi noir sur case blanche e8 · Fou noir sur case noire f8 · Tour noire sur case noire h8 · Pion noir sur case blanche b7 · Pion noir sur case blanche f7 · Pion noir sur case noire g7 · Pion noir sur case blanche h7 · Pion noir sur case blanche a6 · Pion noir sur case blanche e6 · Cavalier noir sur case noire b4 · Fou blanc sur case blanche c4 · Pion noir sur case noire d4 · Pion blanc sur case blanche e4 · Pion blanc sur case blanche d3 · Pion blanc sur case blanche a2 · Pion blanc sur case noire b2 · Cavalier blanc sur case blanche e2 · Pion blanc sur case noire f2 · Pion blanc sur case blanche g2 · Pion blanc sur case noire h2 · Tour blanche sur case noire a1 · Fou blanc sur case noire c1 · Dame blanche sur case blanche d1 · Tour blanche sur case blanche f1 · Roi blanc sur case noire g1 | Tour noire sur case blanche a8 · Fou noir sur case blanche c8 · Dame noire sur case noire d8 · Roi noir sur case blanche e8 · Fou noir sur case noire f8 · Tour noire sur case noire h8 · Pion noir sur case blanche b7 · Pion noir sur case blanche f7 · Pion noir sur case noire g7 · Pion noir sur case blanche h7 · Pion noir sur case blanche a6 · Pion noir sur case blanche e6 · Cavalier noir sur case noire b4 · Fou blanc sur case blanche c4 · Pion noir sur case noire d4 · Pion blanc sur case blanche e4 · Pion blanc sur case blanche d3 · Pion blanc sur case blanche a2 · Pion blanc sur case noire b2 · Cavalier blanc sur case blanche e2 · Pion blanc sur case noire f2 · Pion blanc sur case blanche g2 · Pion blanc sur case noire h2 · Tour blanche sur case noire a1 · Fou blanc sur case noire c1 · Dame blanche sur case blanche d1 · Tour blanche sur case blanche f1 · Roi blanc sur case noire g1 | Tour noire sur case blanche a8 · Fou noir sur case blanche c8 · Dame noire sur case noire d8 · Roi noir sur case blanche e8 · Fou noir sur case noire f8 · Tour noire sur case noire h8 · Pion noir sur case blanche b7 · Pion noir sur case blanche f7 · Pion noir sur case noire g7 · Pion noir sur case blanche h7 · Pion noir sur case blanche a6 · Pion noir sur case blanche e6 · Cavalier noir sur case noire b4 · Fou blanc sur case blanche c4 · Pion noir sur case noire d4 · Pion blanc sur case blanche e4 · Pion blanc sur case blanche d3 · Pion blanc sur case blanche a2 · Pion blanc sur case noire b2 · Cavalier blanc sur case blanche e2 · Pion blanc sur case noire f2 · Pion blanc sur case blanche g2 · Pion blanc sur case noire h2 · Tour blanche sur case noire a1 · Fou blanc sur case noire c1 · Dame blanche sur case blanche d1 · Tour blanche sur case blanche f1 · Roi blanc sur case noire g1 | Tour noire sur case blanche a8 · Fou noir sur case blanche c8 · Dame noire sur case noire d8 · Roi noir sur case blanche e8 · Fou noir sur case noire f8 · Tour noire sur case noire h8 · Pion noir sur case blanche b7 · Pion noir sur case blanche f7 · Pion noir sur case noire g7 · Pion noir sur case blanche h7 · Pion noir sur case blanche a6 · Pion noir sur case blanche e6 · Cavalier noir sur case noire b4 · Fou blanc sur case blanche c4 · Pion noir sur case noire d4 · Pion blanc sur case blanche e4 · Pion blanc sur case blanche d3 · Pion blanc sur case blanche a2 · Pion blanc sur case noire b2 · Cavalier blanc sur case blanche e2 · Pion blanc sur case noire f2 · Pion blanc sur case blanche g2 · Pion blanc sur case noire h2 · Tour blanche sur case noire a1 · Fou blanc sur case noire c1 · Dame blanche sur case blanche d1 · Tour blanche sur case blanche f1 · Roi blanc sur case noire g1 | 1 |
|   | a | b | c | d | e | f | g | h |   |

11. Cg3!!
Ce coup oblige les Noirs à poster leur fou-roi en d6, sinon ils se retrouveront dans une position désagréable : 11... Fe7? 12. Dg4 0-0 13. Fh6 Ff6 14. Fxg7 Fxg7 15. Ch5, et les Noirs ne peuvent éviter le mat en g7 qu'en donnant leur dame en f6.
11... Fd6 12. f4 0-0 13. Df3
Nimzowitsch déclarera avoir longuement réfléchi à propos de ce coup. En effet, il oriente la suite de la partie. Un analyste de l'époque, Hans Kmoch, a préconisé 13. f5!, car menaçant 14. f6. Cependant, selon Nimzowitsch, 13. Df3 est plus fertile en conséquences lointaines. Ce coup permet de retarder l'engagement des pions blancs e et f, qui seront avancés en fonction des plans de Rubinstein.
13... Rh8!
Rubinstein est aussi capable de coups brillants ! Il ne vise rien de moins qu'à empêcher l'avancée des pions blancs en e et en f par la poussée du pion en f5. Mais il doit prendre des précautions, car le roi noir est indirectement visé par le Fc4 blanc.
14. Fd2 f5 15. Tae1 Cc6 16. Te2 Dc7?
Alors que Nimzowitsch renforce son jeu et prépare ses pièces pour la suite des manœuvres, Rubinstein joue un coup fautif. À sa décharge, le coup 16... Dc7 n'était pas vu comme une faute à l'époque. C'est pendant cette partie que Nimzowitsch a pour la première fois montré comment en profiter.
17 exf5 exf5
Dans cette position, existe-t-il un coup qui mène les blancs vers la victoire ?
|   | a | b | c | d | e | f | g | h |   |
| 8 | Tour noire sur case blanche a8 · Fou noir sur case blanche c8 · Tour noire sur case noire f8 · Roi noir sur case noire h8 · Pion noir sur case blanche b7 · Dame noire sur case noire c7 · Pion noir sur case noire g7 · Pion noir sur case blanche h7 · Pion noir sur case blanche a6 · Cavalier noir sur case blanche c6 · Fou noir sur case noire d6 · Pion noir sur case blanche f5 · Fou blanc sur case blanche c4 · Pion noir sur case noire d4 · Pion blanc sur case noire f4 · Pion blanc sur case blanche d3 · Dame blanche sur case blanche f3 · Cavalier blanc sur case noire g3 · Pion blanc sur case blanche a2 · Pion blanc sur case noire b2 · Fou blanc sur case noire d2 · Tour blanche sur case blanche e2 · Pion blanc sur case blanche g2 · Pion blanc sur case noire h2 · Tour blanche sur case blanche f1 · Roi blanc sur case noire g1 | Tour noire sur case blanche a8 · Fou noir sur case blanche c8 · Tour noire sur case noire f8 · Roi noir sur case noire h8 · Pion noir sur case blanche b7 · Dame noire sur case noire c7 · Pion noir sur case noire g7 · Pion noir sur case blanche h7 · Pion noir sur case blanche a6 · Cavalier noir sur case blanche c6 · Fou noir sur case noire d6 · Pion noir sur case blanche f5 · Fou blanc sur case blanche c4 · Pion noir sur case noire d4 · Pion blanc sur case noire f4 · Pion blanc sur case blanche d3 · Dame blanche sur case blanche f3 · Cavalier blanc sur case noire g3 · Pion blanc sur case blanche a2 · Pion blanc sur case noire b2 · Fou blanc sur case noire d2 · Tour blanche sur case blanche e2 · Pion blanc sur case blanche g2 · Pion blanc sur case noire h2 · Tour blanche sur case blanche f1 · Roi blanc sur case noire g1 | Tour noire sur case blanche a8 · Fou noir sur case blanche c8 · Tour noire sur case noire f8 · Roi noir sur case noire h8 · Pion noir sur case blanche b7 · Dame noire sur case noire c7 · Pion noir sur case noire g7 · Pion noir sur case blanche h7 · Pion noir sur case blanche a6 · Cavalier noir sur case blanche c6 · Fou noir sur case noire d6 · Pion noir sur case blanche f5 · Fou blanc sur case blanche c4 · Pion noir sur case noire d4 · Pion blanc sur case noire f4 · Pion blanc sur case blanche d3 · Dame blanche sur case blanche f3 · Cavalier blanc sur case noire g3 · Pion blanc sur case blanche a2 · Pion blanc sur case noire b2 · Fou blanc sur case noire d2 · Tour blanche sur case blanche e2 · Pion blanc sur case blanche g2 · Pion blanc sur case noire h2 · Tour blanche sur case blanche f1 · Roi blanc sur case noire g1 | Tour noire sur case blanche a8 · Fou noir sur case blanche c8 · Tour noire sur case noire f8 · Roi noir sur case noire h8 · Pion noir sur case blanche b7 · Dame noire sur case noire c7 · Pion noir sur case noire g7 · Pion noir sur case blanche h7 · Pion noir sur case blanche a6 · Cavalier noir sur case blanche c6 · Fou noir sur case noire d6 · Pion noir sur case blanche f5 · Fou blanc sur case blanche c4 · Pion noir sur case noire d4 · Pion blanc sur case noire f4 · Pion blanc sur case blanche d3 · Dame blanche sur case blanche f3 · Cavalier blanc sur case noire g3 · Pion blanc sur case blanche a2 · Pion blanc sur case noire b2 · Fou blanc sur case noire d2 · Tour blanche sur case blanche e2 · Pion blanc sur case blanche g2 · Pion blanc sur case noire h2 · Tour blanche sur case blanche f1 · Roi blanc sur case noire g1 | Tour noire sur case blanche a8 · Fou noir sur case blanche c8 · Tour noire sur case noire f8 · Roi noir sur case noire h8 · Pion noir sur case blanche b7 · Dame noire sur case noire c7 · Pion noir sur case noire g7 · Pion noir sur case blanche h7 · Pion noir sur case blanche a6 · Cavalier noir sur case blanche c6 · Fou noir sur case noire d6 · Pion noir sur case blanche f5 · Fou blanc sur case blanche c4 · Pion noir sur case noire d4 · Pion blanc sur case noire f4 · Pion blanc sur case blanche d3 · Dame blanche sur case blanche f3 · Cavalier blanc sur case noire g3 · Pion blanc sur case blanche a2 · Pion blanc sur case noire b2 · Fou blanc sur case noire d2 · Tour blanche sur case blanche e2 · Pion blanc sur case blanche g2 · Pion blanc sur case noire h2 · Tour blanche sur case blanche f1 · Roi blanc sur case noire g1 | Tour noire sur case blanche a8 · Fou noir sur case blanche c8 · Tour noire sur case noire f8 · Roi noir sur case noire h8 · Pion noir sur case blanche b7 · Dame noire sur case noire c7 · Pion noir sur case noire g7 · Pion noir sur case blanche h7 · Pion noir sur case blanche a6 · Cavalier noir sur case blanche c6 · Fou noir sur case noire d6 · Pion noir sur case blanche f5 · Fou blanc sur case blanche c4 · Pion noir sur case noire d4 · Pion blanc sur case noire f4 · Pion blanc sur case blanche d3 · Dame blanche sur case blanche f3 · Cavalier blanc sur case noire g3 · Pion blanc sur case blanche a2 · Pion blanc sur case noire b2 · Fou blanc sur case noire d2 · Tour blanche sur case blanche e2 · Pion blanc sur case blanche g2 · Pion blanc sur case noire h2 · Tour blanche sur case blanche f1 · Roi blanc sur case noire g1 | Tour noire sur case blanche a8 · Fou noir sur case blanche c8 · Tour noire sur case noire f8 · Roi noir sur case noire h8 · Pion noir sur case blanche b7 · Dame noire sur case noire c7 · Pion noir sur case noire g7 · Pion noir sur case blanche h7 · Pion noir sur case blanche a6 · Cavalier noir sur case blanche c6 · Fou noir sur case noire d6 · Pion noir sur case blanche f5 · Fou blanc sur case blanche c4 · Pion noir sur case noire d4 · Pion blanc sur case noire f4 · Pion blanc sur case blanche d3 · Dame blanche sur case blanche f3 · Cavalier blanc sur case noire g3 · Pion blanc sur case blanche a2 · Pion blanc sur case noire b2 · Fou blanc sur case noire d2 · Tour blanche sur case blanche e2 · Pion blanc sur case blanche g2 · Pion blanc sur case noire h2 · Tour blanche sur case blanche f1 · Roi blanc sur case noire g1 | Tour noire sur case blanche a8 · Fou noir sur case blanche c8 · Tour noire sur case noire f8 · Roi noir sur case noire h8 · Pion noir sur case blanche b7 · Dame noire sur case noire c7 · Pion noir sur case noire g7 · Pion noir sur case blanche h7 · Pion noir sur case blanche a6 · Cavalier noir sur case blanche c6 · Fou noir sur case noire d6 · Pion noir sur case blanche f5 · Fou blanc sur case blanche c4 · Pion noir sur case noire d4 · Pion blanc sur case noire f4 · Pion blanc sur case blanche d3 · Dame blanche sur case blanche f3 · Cavalier blanc sur case noire g3 · Pion blanc sur case blanche a2 · Pion blanc sur case noire b2 · Fou blanc sur case noire d2 · Tour blanche sur case blanche e2 · Pion blanc sur case blanche g2 · Pion blanc sur case noire h2 · Tour blanche sur case blanche f1 · Roi blanc sur case noire g1 | 8 |
| 7 | Tour noire sur case blanche a8 · Fou noir sur case blanche c8 · Tour noire sur case noire f8 · Roi noir sur case noire h8 · Pion noir sur case blanche b7 · Dame noire sur case noire c7 · Pion noir sur case noire g7 · Pion noir sur case blanche h7 · Pion noir sur case blanche a6 · Cavalier noir sur case blanche c6 · Fou noir sur case noire d6 · Pion noir sur case blanche f5 · Fou blanc sur case blanche c4 · Pion noir sur case noire d4 · Pion blanc sur case noire f4 · Pion blanc sur case blanche d3 · Dame blanche sur case blanche f3 · Cavalier blanc sur case noire g3 · Pion blanc sur case blanche a2 · Pion blanc sur case noire b2 · Fou blanc sur case noire d2 · Tour blanche sur case blanche e2 · Pion blanc sur case blanche g2 · Pion blanc sur case noire h2 · Tour blanche sur case blanche f1 · Roi blanc sur case noire g1 | Tour noire sur case blanche a8 · Fou noir sur case blanche c8 · Tour noire sur case noire f8 · Roi noir sur case noire h8 · Pion noir sur case blanche b7 · Dame noire sur case noire c7 · Pion noir sur case noire g7 · Pion noir sur case blanche h7 · Pion noir sur case blanche a6 · Cavalier noir sur case blanche c6 · Fou noir sur case noire d6 · Pion noir sur case blanche f5 · Fou blanc sur case blanche c4 · Pion noir sur case noire d4 · Pion blanc sur case noire f4 · Pion blanc sur case blanche d3 · Dame blanche sur case blanche f3 · Cavalier blanc sur case noire g3 · Pion blanc sur case blanche a2 · Pion blanc sur case noire b2 · Fou blanc sur case noire d2 · Tour blanche sur case blanche e2 · Pion blanc sur case blanche g2 · Pion blanc sur case noire h2 · Tour blanche sur case blanche f1 · Roi blanc sur case noire g1 | Tour noire sur case blanche a8 · Fou noir sur case blanche c8 · Tour noire sur case noire f8 · Roi noir sur case noire h8 · Pion noir sur case blanche b7 · Dame noire sur case noire c7 · Pion noir sur case noire g7 · Pion noir sur case blanche h7 · Pion noir sur case blanche a6 · Cavalier noir sur case blanche c6 · Fou noir sur case noire d6 · Pion noir sur case blanche f5 · Fou blanc sur case blanche c4 · Pion noir sur case noire d4 · Pion blanc sur case noire f4 · Pion blanc sur case blanche d3 · Dame blanche sur case blanche f3 · Cavalier blanc sur case noire g3 · Pion blanc sur case blanche a2 · Pion blanc sur case noire b2 · Fou blanc sur case noire d2 · Tour blanche sur case blanche e2 · Pion blanc sur case blanche g2 · Pion blanc sur case noire h2 · Tour blanche sur case blanche f1 · Roi blanc sur case noire g1 | Tour noire sur case blanche a8 · Fou noir sur case blanche c8 · Tour noire sur case noire f8 · Roi noir sur case noire h8 · Pion noir sur case blanche b7 · Dame noire sur case noire c7 · Pion noir sur case noire g7 · Pion noir sur case blanche h7 · Pion noir sur case blanche a6 · Cavalier noir sur case blanche c6 · Fou noir sur case noire d6 · Pion noir sur case blanche f5 · Fou blanc sur case blanche c4 · Pion noir sur case noire d4 · Pion blanc sur case noire f4 · Pion blanc sur case blanche d3 · Dame blanche sur case blanche f3 · Cavalier blanc sur case noire g3 · Pion blanc sur case blanche a2 · Pion blanc sur case noire b2 · Fou blanc sur case noire d2 · Tour blanche sur case blanche e2 · Pion blanc sur case blanche g2 · Pion blanc sur case noire h2 · Tour blanche sur case blanche f1 · Roi blanc sur case noire g1 | Tour noire sur case blanche a8 · Fou noir sur case blanche c8 · Tour noire sur case noire f8 · Roi noir sur case noire h8 · Pion noir sur case blanche b7 · Dame noire sur case noire c7 · Pion noir sur case noire g7 · Pion noir sur case blanche h7 · Pion noir sur case blanche a6 · Cavalier noir sur case blanche c6 · Fou noir sur case noire d6 · Pion noir sur case blanche f5 · Fou blanc sur case blanche c4 · Pion noir sur case noire d4 · Pion blanc sur case noire f4 · Pion blanc sur case blanche d3 · Dame blanche sur case blanche f3 · Cavalier blanc sur case noire g3 · Pion blanc sur case blanche a2 · Pion blanc sur case noire b2 · Fou blanc sur case noire d2 · Tour blanche sur case blanche e2 · Pion blanc sur case blanche g2 · Pion blanc sur case noire h2 · Tour blanche sur case blanche f1 · Roi blanc sur case noire g1 | Tour noire sur case blanche a8 · Fou noir sur case blanche c8 · Tour noire sur case noire f8 · Roi noir sur case noire h8 · Pion noir sur case blanche b7 · Dame noire sur case noire c7 · Pion noir sur case noire g7 · Pion noir sur case blanche h7 · Pion noir sur case blanche a6 · Cavalier noir sur case blanche c6 · Fou noir sur case noire d6 · Pion noir sur case blanche f5 · Fou blanc sur case blanche c4 · Pion noir sur case noire d4 · Pion blanc sur case noire f4 · Pion blanc sur case blanche d3 · Dame blanche sur case blanche f3 · Cavalier blanc sur case noire g3 · Pion blanc sur case blanche a2 · Pion blanc sur case noire b2 · Fou blanc sur case noire d2 · Tour blanche sur case blanche e2 · Pion blanc sur case blanche g2 · Pion blanc sur case noire h2 · Tour blanche sur case blanche f1 · Roi blanc sur case noire g1 | Tour noire sur case blanche a8 · Fou noir sur case blanche c8 · Tour noire sur case noire f8 · Roi noir sur case noire h8 · Pion noir sur case blanche b7 · Dame noire sur case noire c7 · Pion noir sur case noire g7 · Pion noir sur case blanche h7 · Pion noir sur case blanche a6 · Cavalier noir sur case blanche c6 · Fou noir sur case noire d6 · Pion noir sur case blanche f5 · Fou blanc sur case blanche c4 · Pion noir sur case noire d4 · Pion blanc sur case noire f4 · Pion blanc sur case blanche d3 · Dame blanche sur case blanche f3 · Cavalier blanc sur case noire g3 · Pion blanc sur case blanche a2 · Pion blanc sur case noire b2 · Fou blanc sur case noire d2 · Tour blanche sur case blanche e2 · Pion blanc sur case blanche g2 · Pion blanc sur case noire h2 · Tour blanche sur case blanche f1 · Roi blanc sur case noire g1 | Tour noire sur case blanche a8 · Fou noir sur case blanche c8 · Tour noire sur case noire f8 · Roi noir sur case noire h8 · Pion noir sur case blanche b7 · Dame noire sur case noire c7 · Pion noir sur case noire g7 · Pion noir sur case blanche h7 · Pion noir sur case blanche a6 · Cavalier noir sur case blanche c6 · Fou noir sur case noire d6 · Pion noir sur case blanche f5 · Fou blanc sur case blanche c4 · Pion noir sur case noire d4 · Pion blanc sur case noire f4 · Pion blanc sur case blanche d3 · Dame blanche sur case blanche f3 · Cavalier blanc sur case noire g3 · Pion blanc sur case blanche a2 · Pion blanc sur case noire b2 · Fou blanc sur case noire d2 · Tour blanche sur case blanche e2 · Pion blanc sur case blanche g2 · Pion blanc sur case noire h2 · Tour blanche sur case blanche f1 · Roi blanc sur case noire g1 | 7 |
| 6 | Tour noire sur case blanche a8 · Fou noir sur case blanche c8 · Tour noire sur case noire f8 · Roi noir sur case noire h8 · Pion noir sur case blanche b7 · Dame noire sur case noire c7 · Pion noir sur case noire g7 · Pion noir sur case blanche h7 · Pion noir sur case blanche a6 · Cavalier noir sur case blanche c6 · Fou noir sur case noire d6 · Pion noir sur case blanche f5 · Fou blanc sur case blanche c4 · Pion noir sur case noire d4 · Pion blanc sur case noire f4 · Pion blanc sur case blanche d3 · Dame blanche sur case blanche f3 · Cavalier blanc sur case noire g3 · Pion blanc sur case blanche a2 · Pion blanc sur case noire b2 · Fou blanc sur case noire d2 · Tour blanche sur case blanche e2 · Pion blanc sur case blanche g2 · Pion blanc sur case noire h2 · Tour blanche sur case blanche f1 · Roi blanc sur case noire g1 | Tour noire sur case blanche a8 · Fou noir sur case blanche c8 · Tour noire sur case noire f8 · Roi noir sur case noire h8 · Pion noir sur case blanche b7 · Dame noire sur case noire c7 · Pion noir sur case noire g7 · Pion noir sur case blanche h7 · Pion noir sur case blanche a6 · Cavalier noir sur case blanche c6 · Fou noir sur case noire d6 · Pion noir sur case blanche f5 · Fou blanc sur case blanche c4 · Pion noir sur case noire d4 · Pion blanc sur case noire f4 · Pion blanc sur case blanche d3 · Dame blanche sur case blanche f3 · Cavalier blanc sur case noire g3 · Pion blanc sur case blanche a2 · Pion blanc sur case noire b2 · Fou blanc sur case noire d2 · Tour blanche sur case blanche e2 · Pion blanc sur case blanche g2 · Pion blanc sur case noire h2 · Tour blanche sur case blanche f1 · Roi blanc sur case noire g1 | Tour noire sur case blanche a8 · Fou noir sur case blanche c8 · Tour noire sur case noire f8 · Roi noir sur case noire h8 · Pion noir sur case blanche b7 · Dame noire sur case noire c7 · Pion noir sur case noire g7 · Pion noir sur case blanche h7 · Pion noir sur case blanche a6 · Cavalier noir sur case blanche c6 · Fou noir sur case noire d6 · Pion noir sur case blanche f5 · Fou blanc sur case blanche c4 · Pion noir sur case noire d4 · Pion blanc sur case noire f4 · Pion blanc sur case blanche d3 · Dame blanche sur case blanche f3 · Cavalier blanc sur case noire g3 · Pion blanc sur case blanche a2 · Pion blanc sur case noire b2 · Fou blanc sur case noire d2 · Tour blanche sur case blanche e2 · Pion blanc sur case blanche g2 · Pion blanc sur case noire h2 · Tour blanche sur case blanche f1 · Roi blanc sur case noire g1 | Tour noire sur case blanche a8 · Fou noir sur case blanche c8 · Tour noire sur case noire f8 · Roi noir sur case noire h8 · Pion noir sur case blanche b7 · Dame noire sur case noire c7 · Pion noir sur case noire g7 · Pion noir sur case blanche h7 · Pion noir sur case blanche a6 · Cavalier noir sur case blanche c6 · Fou noir sur case noire d6 · Pion noir sur case blanche f5 · Fou blanc sur case blanche c4 · Pion noir sur case noire d4 · Pion blanc sur case noire f4 · Pion blanc sur case blanche d3 · Dame blanche sur case blanche f3 · Cavalier blanc sur case noire g3 · Pion blanc sur case blanche a2 · Pion blanc sur case noire b2 · Fou blanc sur case noire d2 · Tour blanche sur case blanche e2 · Pion blanc sur case blanche g2 · Pion blanc sur case noire h2 · Tour blanche sur case blanche f1 · Roi blanc sur case noire g1 | Tour noire sur case blanche a8 · Fou noir sur case blanche c8 · Tour noire sur case noire f8 · Roi noir sur case noire h8 · Pion noir sur case blanche b7 · Dame noire sur case noire c7 · Pion noir sur case noire g7 · Pion noir sur case blanche h7 · Pion noir sur case blanche a6 · Cavalier noir sur case blanche c6 · Fou noir sur case noire d6 · Pion noir sur case blanche f5 · Fou blanc sur case blanche c4 · Pion noir sur case noire d4 · Pion blanc sur case noire f4 · Pion blanc sur case blanche d3 · Dame blanche sur case blanche f3 · Cavalier blanc sur case noire g3 · Pion blanc sur case blanche a2 · Pion blanc sur case noire b2 · Fou blanc sur case noire d2 · Tour blanche sur case blanche e2 · Pion blanc sur case blanche g2 · Pion blanc sur case noire h2 · Tour blanche sur case blanche f1 · Roi blanc sur case noire g1 | Tour noire sur case blanche a8 · Fou noir sur case blanche c8 · Tour noire sur case noire f8 · Roi noir sur case noire h8 · Pion noir sur case blanche b7 · Dame noire sur case noire c7 · Pion noir sur case noire g7 · Pion noir sur case blanche h7 · Pion noir sur case blanche a6 · Cavalier noir sur case blanche c6 · Fou noir sur case noire d6 · Pion noir sur case blanche f5 · Fou blanc sur case blanche c4 · Pion noir sur case noire d4 · Pion blanc sur case noire f4 · Pion blanc sur case blanche d3 · Dame blanche sur case blanche f3 · Cavalier blanc sur case noire g3 · Pion blanc sur case blanche a2 · Pion blanc sur case noire b2 · Fou blanc sur case noire d2 · Tour blanche sur case blanche e2 · Pion blanc sur case blanche g2 · Pion blanc sur case noire h2 · Tour blanche sur case blanche f1 · Roi blanc sur case noire g1 | Tour noire sur case blanche a8 · Fou noir sur case blanche c8 · Tour noire sur case noire f8 · Roi noir sur case noire h8 · Pion noir sur case blanche b7 · Dame noire sur case noire c7 · Pion noir sur case noire g7 · Pion noir sur case blanche h7 · Pion noir sur case blanche a6 · Cavalier noir sur case blanche c6 · Fou noir sur case noire d6 · Pion noir sur case blanche f5 · Fou blanc sur case blanche c4 · Pion noir sur case noire d4 · Pion blanc sur case noire f4 · Pion blanc sur case blanche d3 · Dame blanche sur case blanche f3 · Cavalier blanc sur case noire g3 · Pion blanc sur case blanche a2 · Pion blanc sur case noire b2 · Fou blanc sur case noire d2 · Tour blanche sur case blanche e2 · Pion blanc sur case blanche g2 · Pion blanc sur case noire h2 · Tour blanche sur case blanche f1 · Roi blanc sur case noire g1 | Tour noire sur case blanche a8 · Fou noir sur case blanche c8 · Tour noire sur case noire f8 · Roi noir sur case noire h8 · Pion noir sur case blanche b7 · Dame noire sur case noire c7 · Pion noir sur case noire g7 · Pion noir sur case blanche h7 · Pion noir sur case blanche a6 · Cavalier noir sur case blanche c6 · Fou noir sur case noire d6 · Pion noir sur case blanche f5 · Fou blanc sur case blanche c4 · Pion noir sur case noire d4 · Pion blanc sur case noire f4 · Pion blanc sur case blanche d3 · Dame blanche sur case blanche f3 · Cavalier blanc sur case noire g3 · Pion blanc sur case blanche a2 · Pion blanc sur case noire b2 · Fou blanc sur case noire d2 · Tour blanche sur case blanche e2 · Pion blanc sur case blanche g2 · Pion blanc sur case noire h2 · Tour blanche sur case blanche f1 · Roi blanc sur case noire g1 | 6 |
| 5 | Tour noire sur case blanche a8 · Fou noir sur case blanche c8 · Tour noire sur case noire f8 · Roi noir sur case noire h8 · Pion noir sur case blanche b7 · Dame noire sur case noire c7 · Pion noir sur case noire g7 · Pion noir sur case blanche h7 · Pion noir sur case blanche a6 · Cavalier noir sur case blanche c6 · Fou noir sur case noire d6 · Pion noir sur case blanche f5 · Fou blanc sur case blanche c4 · Pion noir sur case noire d4 · Pion blanc sur case noire f4 · Pion blanc sur case blanche d3 · Dame blanche sur case blanche f3 · Cavalier blanc sur case noire g3 · Pion blanc sur case blanche a2 · Pion blanc sur case noire b2 · Fou blanc sur case noire d2 · Tour blanche sur case blanche e2 · Pion blanc sur case blanche g2 · Pion blanc sur case noire h2 · Tour blanche sur case blanche f1 · Roi blanc sur case noire g1 | Tour noire sur case blanche a8 · Fou noir sur case blanche c8 · Tour noire sur case noire f8 · Roi noir sur case noire h8 · Pion noir sur case blanche b7 · Dame noire sur case noire c7 · Pion noir sur case noire g7 · Pion noir sur case blanche h7 · Pion noir sur case blanche a6 · Cavalier noir sur case blanche c6 · Fou noir sur case noire d6 · Pion noir sur case blanche f5 · Fou blanc sur case blanche c4 · Pion noir sur case noire d4 · Pion blanc sur case noire f4 · Pion blanc sur case blanche d3 · Dame blanche sur case blanche f3 · Cavalier blanc sur case noire g3 · Pion blanc sur case blanche a2 · Pion blanc sur case noire b2 · Fou blanc sur case noire d2 · Tour blanche sur case blanche e2 · Pion blanc sur case blanche g2 · Pion blanc sur case noire h2 · Tour blanche sur case blanche f1 · Roi blanc sur case noire g1 | Tour noire sur case blanche a8 · Fou noir sur case blanche c8 · Tour noire sur case noire f8 · Roi noir sur case noire h8 · Pion noir sur case blanche b7 · Dame noire sur case noire c7 · Pion noir sur case noire g7 · Pion noir sur case blanche h7 · Pion noir sur case blanche a6 · Cavalier noir sur case blanche c6 · Fou noir sur case noire d6 · Pion noir sur case blanche f5 · Fou blanc sur case blanche c4 · Pion noir sur case noire d4 · Pion blanc sur case noire f4 · Pion blanc sur case blanche d3 · Dame blanche sur case blanche f3 · Cavalier blanc sur case noire g3 · Pion blanc sur case blanche a2 · Pion blanc sur case noire b2 · Fou blanc sur case noire d2 · Tour blanche sur case blanche e2 · Pion blanc sur case blanche g2 · Pion blanc sur case noire h2 · Tour blanche sur case blanche f1 · Roi blanc sur case noire g1 | Tour noire sur case blanche a8 · Fou noir sur case blanche c8 · Tour noire sur case noire f8 · Roi noir sur case noire h8 · Pion noir sur case blanche b7 · Dame noire sur case noire c7 · Pion noir sur case noire g7 · Pion noir sur case blanche h7 · Pion noir sur case blanche a6 · Cavalier noir sur case blanche c6 · Fou noir sur case noire d6 · Pion noir sur case blanche f5 · Fou blanc sur case blanche c4 · Pion noir sur case noire d4 · Pion blanc sur case noire f4 · Pion blanc sur case blanche d3 · Dame blanche sur case blanche f3 · Cavalier blanc sur case noire g3 · Pion blanc sur case blanche a2 · Pion blanc sur case noire b2 · Fou blanc sur case noire d2 · Tour blanche sur case blanche e2 · Pion blanc sur case blanche g2 · Pion blanc sur case noire h2 · Tour blanche sur case blanche f1 · Roi blanc sur case noire g1 | Tour noire sur case blanche a8 · Fou noir sur case blanche c8 · Tour noire sur case noire f8 · Roi noir sur case noire h8 · Pion noir sur case blanche b7 · Dame noire sur case noire c7 · Pion noir sur case noire g7 · Pion noir sur case blanche h7 · Pion noir sur case blanche a6 · Cavalier noir sur case blanche c6 · Fou noir sur case noire d6 · Pion noir sur case blanche f5 · Fou blanc sur case blanche c4 · Pion noir sur case noire d4 · Pion blanc sur case noire f4 · Pion blanc sur case blanche d3 · Dame blanche sur case blanche f3 · Cavalier blanc sur case noire g3 · Pion blanc sur case blanche a2 · Pion blanc sur case noire b2 · Fou blanc sur case noire d2 · Tour blanche sur case blanche e2 · Pion blanc sur case blanche g2 · Pion blanc sur case noire h2 · Tour blanche sur case blanche f1 · Roi blanc sur case noire g1 | Tour noire sur case blanche a8 · Fou noir sur case blanche c8 · Tour noire sur case noire f8 · Roi noir sur case noire h8 · Pion noir sur case blanche b7 · Dame noire sur case noire c7 · Pion noir sur case noire g7 · Pion noir sur case blanche h7 · Pion noir sur case blanche a6 · Cavalier noir sur case blanche c6 · Fou noir sur case noire d6 · Pion noir sur case blanche f5 · Fou blanc sur case blanche c4 · Pion noir sur case noire d4 · Pion blanc sur case noire f4 · Pion blanc sur case blanche d3 · Dame blanche sur case blanche f3 · Cavalier blanc sur case noire g3 · Pion blanc sur case blanche a2 · Pion blanc sur case noire b2 · Fou blanc sur case noire d2 · Tour blanche sur case blanche e2 · Pion blanc sur case blanche g2 · Pion blanc sur case noire h2 · Tour blanche sur case blanche f1 · Roi blanc sur case noire g1 | Tour noire sur case blanche a8 · Fou noir sur case blanche c8 · Tour noire sur case noire f8 · Roi noir sur case noire h8 · Pion noir sur case blanche b7 · Dame noire sur case noire c7 · Pion noir sur case noire g7 · Pion noir sur case blanche h7 · Pion noir sur case blanche a6 · Cavalier noir sur case blanche c6 · Fou noir sur case noire d6 · Pion noir sur case blanche f5 · Fou blanc sur case blanche c4 · Pion noir sur case noire d4 · Pion blanc sur case noire f4 · Pion blanc sur case blanche d3 · Dame blanche sur case blanche f3 · Cavalier blanc sur case noire g3 · Pion blanc sur case blanche a2 · Pion blanc sur case noire b2 · Fou blanc sur case noire d2 · Tour blanche sur case blanche e2 · Pion blanc sur case blanche g2 · Pion blanc sur case noire h2 · Tour blanche sur case blanche f1 · Roi blanc sur case noire g1 | Tour noire sur case blanche a8 · Fou noir sur case blanche c8 · Tour noire sur case noire f8 · Roi noir sur case noire h8 · Pion noir sur case blanche b7 · Dame noire sur case noire c7 · Pion noir sur case noire g7 · Pion noir sur case blanche h7 · Pion noir sur case blanche a6 · Cavalier noir sur case blanche c6 · Fou noir sur case noire d6 · Pion noir sur case blanche f5 · Fou blanc sur case blanche c4 · Pion noir sur case noire d4 · Pion blanc sur case noire f4 · Pion blanc sur case blanche d3 · Dame blanche sur case blanche f3 · Cavalier blanc sur case noire g3 · Pion blanc sur case blanche a2 · Pion blanc sur case noire b2 · Fou blanc sur case noire d2 · Tour blanche sur case blanche e2 · Pion blanc sur case blanche g2 · Pion blanc sur case noire h2 · Tour blanche sur case blanche f1 · Roi blanc sur case noire g1 | 5 |
| 4 | Tour noire sur case blanche a8 · Fou noir sur case blanche c8 · Tour noire sur case noire f8 · Roi noir sur case noire h8 · Pion noir sur case blanche b7 · Dame noire sur case noire c7 · Pion noir sur case noire g7 · Pion noir sur case blanche h7 · Pion noir sur case blanche a6 · Cavalier noir sur case blanche c6 · Fou noir sur case noire d6 · Pion noir sur case blanche f5 · Fou blanc sur case blanche c4 · Pion noir sur case noire d4 · Pion blanc sur case noire f4 · Pion blanc sur case blanche d3 · Dame blanche sur case blanche f3 · Cavalier blanc sur case noire g3 · Pion blanc sur case blanche a2 · Pion blanc sur case noire b2 · Fou blanc sur case noire d2 · Tour blanche sur case blanche e2 · Pion blanc sur case blanche g2 · Pion blanc sur case noire h2 · Tour blanche sur case blanche f1 · Roi blanc sur case noire g1 | Tour noire sur case blanche a8 · Fou noir sur case blanche c8 · Tour noire sur case noire f8 · Roi noir sur case noire h8 · Pion noir sur case blanche b7 · Dame noire sur case noire c7 · Pion noir sur case noire g7 · Pion noir sur case blanche h7 · Pion noir sur case blanche a6 · Cavalier noir sur case blanche c6 · Fou noir sur case noire d6 · Pion noir sur case blanche f5 · Fou blanc sur case blanche c4 · Pion noir sur case noire d4 · Pion blanc sur case noire f4 · Pion blanc sur case blanche d3 · Dame blanche sur case blanche f3 · Cavalier blanc sur case noire g3 · Pion blanc sur case blanche a2 · Pion blanc sur case noire b2 · Fou blanc sur case noire d2 · Tour blanche sur case blanche e2 · Pion blanc sur case blanche g2 · Pion blanc sur case noire h2 · Tour blanche sur case blanche f1 · Roi blanc sur case noire g1 | Tour noire sur case blanche a8 · Fou noir sur case blanche c8 · Tour noire sur case noire f8 · Roi noir sur case noire h8 · Pion noir sur case blanche b7 · Dame noire sur case noire c7 · Pion noir sur case noire g7 · Pion noir sur case blanche h7 · Pion noir sur case blanche a6 · Cavalier noir sur case blanche c6 · Fou noir sur case noire d6 · Pion noir sur case blanche f5 · Fou blanc sur case blanche c4 · Pion noir sur case noire d4 · Pion blanc sur case noire f4 · Pion blanc sur case blanche d3 · Dame blanche sur case blanche f3 · Cavalier blanc sur case noire g3 · Pion blanc sur case blanche a2 · Pion blanc sur case noire b2 · Fou blanc sur case noire d2 · Tour blanche sur case blanche e2 · Pion blanc sur case blanche g2 · Pion blanc sur case noire h2 · Tour blanche sur case blanche f1 · Roi blanc sur case noire g1 | Tour noire sur case blanche a8 · Fou noir sur case blanche c8 · Tour noire sur case noire f8 · Roi noir sur case noire h8 · Pion noir sur case blanche b7 · Dame noire sur case noire c7 · Pion noir sur case noire g7 · Pion noir sur case blanche h7 · Pion noir sur case blanche a6 · Cavalier noir sur case blanche c6 · Fou noir sur case noire d6 · Pion noir sur case blanche f5 · Fou blanc sur case blanche c4 · Pion noir sur case noire d4 · Pion blanc sur case noire f4 · Pion blanc sur case blanche d3 · Dame blanche sur case blanche f3 · Cavalier blanc sur case noire g3 · Pion blanc sur case blanche a2 · Pion blanc sur case noire b2 · Fou blanc sur case noire d2 · Tour blanche sur case blanche e2 · Pion blanc sur case blanche g2 · Pion blanc sur case noire h2 · Tour blanche sur case blanche f1 · Roi blanc sur case noire g1 | Tour noire sur case blanche a8 · Fou noir sur case blanche c8 · Tour noire sur case noire f8 · Roi noir sur case noire h8 · Pion noir sur case blanche b7 · Dame noire sur case noire c7 · Pion noir sur case noire g7 · Pion noir sur case blanche h7 · Pion noir sur case blanche a6 · Cavalier noir sur case blanche c6 · Fou noir sur case noire d6 · Pion noir sur case blanche f5 · Fou blanc sur case blanche c4 · Pion noir sur case noire d4 · Pion blanc sur case noire f4 · Pion blanc sur case blanche d3 · Dame blanche sur case blanche f3 · Cavalier blanc sur case noire g3 · Pion blanc sur case blanche a2 · Pion blanc sur case noire b2 · Fou blanc sur case noire d2 · Tour blanche sur case blanche e2 · Pion blanc sur case blanche g2 · Pion blanc sur case noire h2 · Tour blanche sur case blanche f1 · Roi blanc sur case noire g1 | Tour noire sur case blanche a8 · Fou noir sur case blanche c8 · Tour noire sur case noire f8 · Roi noir sur case noire h8 · Pion noir sur case blanche b7 · Dame noire sur case noire c7 · Pion noir sur case noire g7 · Pion noir sur case blanche h7 · Pion noir sur case blanche a6 · Cavalier noir sur case blanche c6 · Fou noir sur case noire d6 · Pion noir sur case blanche f5 · Fou blanc sur case blanche c4 · Pion noir sur case noire d4 · Pion blanc sur case noire f4 · Pion blanc sur case blanche d3 · Dame blanche sur case blanche f3 · Cavalier blanc sur case noire g3 · Pion blanc sur case blanche a2 · Pion blanc sur case noire b2 · Fou blanc sur case noire d2 · Tour blanche sur case blanche e2 · Pion blanc sur case blanche g2 · Pion blanc sur case noire h2 · Tour blanche sur case blanche f1 · Roi blanc sur case noire g1 | Tour noire sur case blanche a8 · Fou noir sur case blanche c8 · Tour noire sur case noire f8 · Roi noir sur case noire h8 · Pion noir sur case blanche b7 · Dame noire sur case noire c7 · Pion noir sur case noire g7 · Pion noir sur case blanche h7 · Pion noir sur case blanche a6 · Cavalier noir sur case blanche c6 · Fou noir sur case noire d6 · Pion noir sur case blanche f5 · Fou blanc sur case blanche c4 · Pion noir sur case noire d4 · Pion blanc sur case noire f4 · Pion blanc sur case blanche d3 · Dame blanche sur case blanche f3 · Cavalier blanc sur case noire g3 · Pion blanc sur case blanche a2 · Pion blanc sur case noire b2 · Fou blanc sur case noire d2 · Tour blanche sur case blanche e2 · Pion blanc sur case blanche g2 · Pion blanc sur case noire h2 · Tour blanche sur case blanche f1 · Roi blanc sur case noire g1 | Tour noire sur case blanche a8 · Fou noir sur case blanche c8 · Tour noire sur case noire f8 · Roi noir sur case noire h8 · Pion noir sur case blanche b7 · Dame noire sur case noire c7 · Pion noir sur case noire g7 · Pion noir sur case blanche h7 · Pion noir sur case blanche a6 · Cavalier noir sur case blanche c6 · Fou noir sur case noire d6 · Pion noir sur case blanche f5 · Fou blanc sur case blanche c4 · Pion noir sur case noire d4 · Pion blanc sur case noire f4 · Pion blanc sur case blanche d3 · Dame blanche sur case blanche f3 · Cavalier blanc sur case noire g3 · Pion blanc sur case blanche a2 · Pion blanc sur case noire b2 · Fou blanc sur case noire d2 · Tour blanche sur case blanche e2 · Pion blanc sur case blanche g2 · Pion blanc sur case noire h2 · Tour blanche sur case blanche f1 · Roi blanc sur case noire g1 | 4 |
| 3 | Tour noire sur case blanche a8 · Fou noir sur case blanche c8 · Tour noire sur case noire f8 · Roi noir sur case noire h8 · Pion noir sur case blanche b7 · Dame noire sur case noire c7 · Pion noir sur case noire g7 · Pion noir sur case blanche h7 · Pion noir sur case blanche a6 · Cavalier noir sur case blanche c6 · Fou noir sur case noire d6 · Pion noir sur case blanche f5 · Fou blanc sur case blanche c4 · Pion noir sur case noire d4 · Pion blanc sur case noire f4 · Pion blanc sur case blanche d3 · Dame blanche sur case blanche f3 · Cavalier blanc sur case noire g3 · Pion blanc sur case blanche a2 · Pion blanc sur case noire b2 · Fou blanc sur case noire d2 · Tour blanche sur case blanche e2 · Pion blanc sur case blanche g2 · Pion blanc sur case noire h2 · Tour blanche sur case blanche f1 · Roi blanc sur case noire g1 | Tour noire sur case blanche a8 · Fou noir sur case blanche c8 · Tour noire sur case noire f8 · Roi noir sur case noire h8 · Pion noir sur case blanche b7 · Dame noire sur case noire c7 · Pion noir sur case noire g7 · Pion noir sur case blanche h7 · Pion noir sur case blanche a6 · Cavalier noir sur case blanche c6 · Fou noir sur case noire d6 · Pion noir sur case blanche f5 · Fou blanc sur case blanche c4 · Pion noir sur case noire d4 · Pion blanc sur case noire f4 · Pion blanc sur case blanche d3 · Dame blanche sur case blanche f3 · Cavalier blanc sur case noire g3 · Pion blanc sur case blanche a2 · Pion blanc sur case noire b2 · Fou blanc sur case noire d2 · Tour blanche sur case blanche e2 · Pion blanc sur case blanche g2 · Pion blanc sur case noire h2 · Tour blanche sur case blanche f1 · Roi blanc sur case noire g1 | Tour noire sur case blanche a8 · Fou noir sur case blanche c8 · Tour noire sur case noire f8 · Roi noir sur case noire h8 · Pion noir sur case blanche b7 · Dame noire sur case noire c7 · Pion noir sur case noire g7 · Pion noir sur case blanche h7 · Pion noir sur case blanche a6 · Cavalier noir sur case blanche c6 · Fou noir sur case noire d6 · Pion noir sur case blanche f5 · Fou blanc sur case blanche c4 · Pion noir sur case noire d4 · Pion blanc sur case noire f4 · Pion blanc sur case blanche d3 · Dame blanche sur case blanche f3 · Cavalier blanc sur case noire g3 · Pion blanc sur case blanche a2 · Pion blanc sur case noire b2 · Fou blanc sur case noire d2 · Tour blanche sur case blanche e2 · Pion blanc sur case blanche g2 · Pion blanc sur case noire h2 · Tour blanche sur case blanche f1 · Roi blanc sur case noire g1 | Tour noire sur case blanche a8 · Fou noir sur case blanche c8 · Tour noire sur case noire f8 · Roi noir sur case noire h8 · Pion noir sur case blanche b7 · Dame noire sur case noire c7 · Pion noir sur case noire g7 · Pion noir sur case blanche h7 · Pion noir sur case blanche a6 · Cavalier noir sur case blanche c6 · Fou noir sur case noire d6 · Pion noir sur case blanche f5 · Fou blanc sur case blanche c4 · Pion noir sur case noire d4 · Pion blanc sur case noire f4 · Pion blanc sur case blanche d3 · Dame blanche sur case blanche f3 · Cavalier blanc sur case noire g3 · Pion blanc sur case blanche a2 · Pion blanc sur case noire b2 · Fou blanc sur case noire d2 · Tour blanche sur case blanche e2 · Pion blanc sur case blanche g2 · Pion blanc sur case noire h2 · Tour blanche sur case blanche f1 · Roi blanc sur case noire g1 | Tour noire sur case blanche a8 · Fou noir sur case blanche c8 · Tour noire sur case noire f8 · Roi noir sur case noire h8 · Pion noir sur case blanche b7 · Dame noire sur case noire c7 · Pion noir sur case noire g7 · Pion noir sur case blanche h7 · Pion noir sur case blanche a6 · Cavalier noir sur case blanche c6 · Fou noir sur case noire d6 · Pion noir sur case blanche f5 · Fou blanc sur case blanche c4 · Pion noir sur case noire d4 · Pion blanc sur case noire f4 · Pion blanc sur case blanche d3 · Dame blanche sur case blanche f3 · Cavalier blanc sur case noire g3 · Pion blanc sur case blanche a2 · Pion blanc sur case noire b2 · Fou blanc sur case noire d2 · Tour blanche sur case blanche e2 · Pion blanc sur case blanche g2 · Pion blanc sur case noire h2 · Tour blanche sur case blanche f1 · Roi blanc sur case noire g1 | Tour noire sur case blanche a8 · Fou noir sur case blanche c8 · Tour noire sur case noire f8 · Roi noir sur case noire h8 · Pion noir sur case blanche b7 · Dame noire sur case noire c7 · Pion noir sur case noire g7 · Pion noir sur case blanche h7 · Pion noir sur case blanche a6 · Cavalier noir sur case blanche c6 · Fou noir sur case noire d6 · Pion noir sur case blanche f5 · Fou blanc sur case blanche c4 · Pion noir sur case noire d4 · Pion blanc sur case noire f4 · Pion blanc sur case blanche d3 · Dame blanche sur case blanche f3 · Cavalier blanc sur case noire g3 · Pion blanc sur case blanche a2 · Pion blanc sur case noire b2 · Fou blanc sur case noire d2 · Tour blanche sur case blanche e2 · Pion blanc sur case blanche g2 · Pion blanc sur case noire h2 · Tour blanche sur case blanche f1 · Roi blanc sur case noire g1 | Tour noire sur case blanche a8 · Fou noir sur case blanche c8 · Tour noire sur case noire f8 · Roi noir sur case noire h8 · Pion noir sur case blanche b7 · Dame noire sur case noire c7 · Pion noir sur case noire g7 · Pion noir sur case blanche h7 · Pion noir sur case blanche a6 · Cavalier noir sur case blanche c6 · Fou noir sur case noire d6 · Pion noir sur case blanche f5 · Fou blanc sur case blanche c4 · Pion noir sur case noire d4 · Pion blanc sur case noire f4 · Pion blanc sur case blanche d3 · Dame blanche sur case blanche f3 · Cavalier blanc sur case noire g3 · Pion blanc sur case blanche a2 · Pion blanc sur case noire b2 · Fou blanc sur case noire d2 · Tour blanche sur case blanche e2 · Pion blanc sur case blanche g2 · Pion blanc sur case noire h2 · Tour blanche sur case blanche f1 · Roi blanc sur case noire g1 | Tour noire sur case blanche a8 · Fou noir sur case blanche c8 · Tour noire sur case noire f8 · Roi noir sur case noire h8 · Pion noir sur case blanche b7 · Dame noire sur case noire c7 · Pion noir sur case noire g7 · Pion noir sur case blanche h7 · Pion noir sur case blanche a6 · Cavalier noir sur case blanche c6 · Fou noir sur case noire d6 · Pion noir sur case blanche f5 · Fou blanc sur case blanche c4 · Pion noir sur case noire d4 · Pion blanc sur case noire f4 · Pion blanc sur case blanche d3 · Dame blanche sur case blanche f3 · Cavalier blanc sur case noire g3 · Pion blanc sur case blanche a2 · Pion blanc sur case noire b2 · Fou blanc sur case noire d2 · Tour blanche sur case blanche e2 · Pion blanc sur case blanche g2 · Pion blanc sur case noire h2 · Tour blanche sur case blanche f1 · Roi blanc sur case noire g1 | 3 |
| 2 | Tour noire sur case blanche a8 · Fou noir sur case blanche c8 · Tour noire sur case noire f8 · Roi noir sur case noire h8 · Pion noir sur case blanche b7 · Dame noire sur case noire c7 · Pion noir sur case noire g7 · Pion noir sur case blanche h7 · Pion noir sur case blanche a6 · Cavalier noir sur case blanche c6 · Fou noir sur case noire d6 · Pion noir sur case blanche f5 · Fou blanc sur case blanche c4 · Pion noir sur case noire d4 · Pion blanc sur case noire f4 · Pion blanc sur case blanche d3 · Dame blanche sur case blanche f3 · Cavalier blanc sur case noire g3 · Pion blanc sur case blanche a2 · Pion blanc sur case noire b2 · Fou blanc sur case noire d2 · Tour blanche sur case blanche e2 · Pion blanc sur case blanche g2 · Pion blanc sur case noire h2 · Tour blanche sur case blanche f1 · Roi blanc sur case noire g1 | Tour noire sur case blanche a8 · Fou noir sur case blanche c8 · Tour noire sur case noire f8 · Roi noir sur case noire h8 · Pion noir sur case blanche b7 · Dame noire sur case noire c7 · Pion noir sur case noire g7 · Pion noir sur case blanche h7 · Pion noir sur case blanche a6 · Cavalier noir sur case blanche c6 · Fou noir sur case noire d6 · Pion noir sur case blanche f5 · Fou blanc sur case blanche c4 · Pion noir sur case noire d4 · Pion blanc sur case noire f4 · Pion blanc sur case blanche d3 · Dame blanche sur case blanche f3 · Cavalier blanc sur case noire g3 · Pion blanc sur case blanche a2 · Pion blanc sur case noire b2 · Fou blanc sur case noire d2 · Tour blanche sur case blanche e2 · Pion blanc sur case blanche g2 · Pion blanc sur case noire h2 · Tour blanche sur case blanche f1 · Roi blanc sur case noire g1 | Tour noire sur case blanche a8 · Fou noir sur case blanche c8 · Tour noire sur case noire f8 · Roi noir sur case noire h8 · Pion noir sur case blanche b7 · Dame noire sur case noire c7 · Pion noir sur case noire g7 · Pion noir sur case blanche h7 · Pion noir sur case blanche a6 · Cavalier noir sur case blanche c6 · Fou noir sur case noire d6 · Pion noir sur case blanche f5 · Fou blanc sur case blanche c4 · Pion noir sur case noire d4 · Pion blanc sur case noire f4 · Pion blanc sur case blanche d3 · Dame blanche sur case blanche f3 · Cavalier blanc sur case noire g3 · Pion blanc sur case blanche a2 · Pion blanc sur case noire b2 · Fou blanc sur case noire d2 · Tour blanche sur case blanche e2 · Pion blanc sur case blanche g2 · Pion blanc sur case noire h2 · Tour blanche sur case blanche f1 · Roi blanc sur case noire g1 | Tour noire sur case blanche a8 · Fou noir sur case blanche c8 · Tour noire sur case noire f8 · Roi noir sur case noire h8 · Pion noir sur case blanche b7 · Dame noire sur case noire c7 · Pion noir sur case noire g7 · Pion noir sur case blanche h7 · Pion noir sur case blanche a6 · Cavalier noir sur case blanche c6 · Fou noir sur case noire d6 · Pion noir sur case blanche f5 · Fou blanc sur case blanche c4 · Pion noir sur case noire d4 · Pion blanc sur case noire f4 · Pion blanc sur case blanche d3 · Dame blanche sur case blanche f3 · Cavalier blanc sur case noire g3 · Pion blanc sur case blanche a2 · Pion blanc sur case noire b2 · Fou blanc sur case noire d2 · Tour blanche sur case blanche e2 · Pion blanc sur case blanche g2 · Pion blanc sur case noire h2 · Tour blanche sur case blanche f1 · Roi blanc sur case noire g1 | Tour noire sur case blanche a8 · Fou noir sur case blanche c8 · Tour noire sur case noire f8 · Roi noir sur case noire h8 · Pion noir sur case blanche b7 · Dame noire sur case noire c7 · Pion noir sur case noire g7 · Pion noir sur case blanche h7 · Pion noir sur case blanche a6 · Cavalier noir sur case blanche c6 · Fou noir sur case noire d6 · Pion noir sur case blanche f5 · Fou blanc sur case blanche c4 · Pion noir sur case noire d4 · Pion blanc sur case noire f4 · Pion blanc sur case blanche d3 · Dame blanche sur case blanche f3 · Cavalier blanc sur case noire g3 · Pion blanc sur case blanche a2 · Pion blanc sur case noire b2 · Fou blanc sur case noire d2 · Tour blanche sur case blanche e2 · Pion blanc sur case blanche g2 · Pion blanc sur case noire h2 · Tour blanche sur case blanche f1 · Roi blanc sur case noire g1 | Tour noire sur case blanche a8 · Fou noir sur case blanche c8 · Tour noire sur case noire f8 · Roi noir sur case noire h8 · Pion noir sur case blanche b7 · Dame noire sur case noire c7 · Pion noir sur case noire g7 · Pion noir sur case blanche h7 · Pion noir sur case blanche a6 · Cavalier noir sur case blanche c6 · Fou noir sur case noire d6 · Pion noir sur case blanche f5 · Fou blanc sur case blanche c4 · Pion noir sur case noire d4 · Pion blanc sur case noire f4 · Pion blanc sur case blanche d3 · Dame blanche sur case blanche f3 · Cavalier blanc sur case noire g3 · Pion blanc sur case blanche a2 · Pion blanc sur case noire b2 · Fou blanc sur case noire d2 · Tour blanche sur case blanche e2 · Pion blanc sur case blanche g2 · Pion blanc sur case noire h2 · Tour blanche sur case blanche f1 · Roi blanc sur case noire g1 | Tour noire sur case blanche a8 · Fou noir sur case blanche c8 · Tour noire sur case noire f8 · Roi noir sur case noire h8 · Pion noir sur case blanche b7 · Dame noire sur case noire c7 · Pion noir sur case noire g7 · Pion noir sur case blanche h7 · Pion noir sur case blanche a6 · Cavalier noir sur case blanche c6 · Fou noir sur case noire d6 · Pion noir sur case blanche f5 · Fou blanc sur case blanche c4 · Pion noir sur case noire d4 · Pion blanc sur case noire f4 · Pion blanc sur case blanche d3 · Dame blanche sur case blanche f3 · Cavalier blanc sur case noire g3 · Pion blanc sur case blanche a2 · Pion blanc sur case noire b2 · Fou blanc sur case noire d2 · Tour blanche sur case blanche e2 · Pion blanc sur case blanche g2 · Pion blanc sur case noire h2 · Tour blanche sur case blanche f1 · Roi blanc sur case noire g1 | Tour noire sur case blanche a8 · Fou noir sur case blanche c8 · Tour noire sur case noire f8 · Roi noir sur case noire h8 · Pion noir sur case blanche b7 · Dame noire sur case noire c7 · Pion noir sur case noire g7 · Pion noir sur case blanche h7 · Pion noir sur case blanche a6 · Cavalier noir sur case blanche c6 · Fou noir sur case noire d6 · Pion noir sur case blanche f5 · Fou blanc sur case blanche c4 · Pion noir sur case noire d4 · Pion blanc sur case noire f4 · Pion blanc sur case blanche d3 · Dame blanche sur case blanche f3 · Cavalier blanc sur case noire g3 · Pion blanc sur case blanche a2 · Pion blanc sur case noire b2 · Fou blanc sur case noire d2 · Tour blanche sur case blanche e2 · Pion blanc sur case blanche g2 · Pion blanc sur case noire h2 · Tour blanche sur case blanche f1 · Roi blanc sur case noire g1 | 2 |
| 1 | Tour noire sur case blanche a8 · Fou noir sur case blanche c8 · Tour noire sur case noire f8 · Roi noir sur case noire h8 · Pion noir sur case blanche b7 · Dame noire sur case noire c7 · Pion noir sur case noire g7 · Pion noir sur case blanche h7 · Pion noir sur case blanche a6 · Cavalier noir sur case blanche c6 · Fou noir sur case noire d6 · Pion noir sur case blanche f5 · Fou blanc sur case blanche c4 · Pion noir sur case noire d4 · Pion blanc sur case noire f4 · Pion blanc sur case blanche d3 · Dame blanche sur case blanche f3 · Cavalier blanc sur case noire g3 · Pion blanc sur case blanche a2 · Pion blanc sur case noire b2 · Fou blanc sur case noire d2 · Tour blanche sur case blanche e2 · Pion blanc sur case blanche g2 · Pion blanc sur case noire h2 · Tour blanche sur case blanche f1 · Roi blanc sur case noire g1 | Tour noire sur case blanche a8 · Fou noir sur case blanche c8 · Tour noire sur case noire f8 · Roi noir sur case noire h8 · Pion noir sur case blanche b7 · Dame noire sur case noire c7 · Pion noir sur case noire g7 · Pion noir sur case blanche h7 · Pion noir sur case blanche a6 · Cavalier noir sur case blanche c6 · Fou noir sur case noire d6 · Pion noir sur case blanche f5 · Fou blanc sur case blanche c4 · Pion noir sur case noire d4 · Pion blanc sur case noire f4 · Pion blanc sur case blanche d3 · Dame blanche sur case blanche f3 · Cavalier blanc sur case noire g3 · Pion blanc sur case blanche a2 · Pion blanc sur case noire b2 · Fou blanc sur case noire d2 · Tour blanche sur case blanche e2 · Pion blanc sur case blanche g2 · Pion blanc sur case noire h2 · Tour blanche sur case blanche f1 · Roi blanc sur case noire g1 | Tour noire sur case blanche a8 · Fou noir sur case blanche c8 · Tour noire sur case noire f8 · Roi noir sur case noire h8 · Pion noir sur case blanche b7 · Dame noire sur case noire c7 · Pion noir sur case noire g7 · Pion noir sur case blanche h7 · Pion noir sur case blanche a6 · Cavalier noir sur case blanche c6 · Fou noir sur case noire d6 · Pion noir sur case blanche f5 · Fou blanc sur case blanche c4 · Pion noir sur case noire d4 · Pion blanc sur case noire f4 · Pion blanc sur case blanche d3 · Dame blanche sur case blanche f3 · Cavalier blanc sur case noire g3 · Pion blanc sur case blanche a2 · Pion blanc sur case noire b2 · Fou blanc sur case noire d2 · Tour blanche sur case blanche e2 · Pion blanc sur case blanche g2 · Pion blanc sur case noire h2 · Tour blanche sur case blanche f1 · Roi blanc sur case noire g1 | Tour noire sur case blanche a8 · Fou noir sur case blanche c8 · Tour noire sur case noire f8 · Roi noir sur case noire h8 · Pion noir sur case blanche b7 · Dame noire sur case noire c7 · Pion noir sur case noire g7 · Pion noir sur case blanche h7 · Pion noir sur case blanche a6 · Cavalier noir sur case blanche c6 · Fou noir sur case noire d6 · Pion noir sur case blanche f5 · Fou blanc sur case blanche c4 · Pion noir sur case noire d4 · Pion blanc sur case noire f4 · Pion blanc sur case blanche d3 · Dame blanche sur case blanche f3 · Cavalier blanc sur case noire g3 · Pion blanc sur case blanche a2 · Pion blanc sur case noire b2 · Fou blanc sur case noire d2 · Tour blanche sur case blanche e2 · Pion blanc sur case blanche g2 · Pion blanc sur case noire h2 · Tour blanche sur case blanche f1 · Roi blanc sur case noire g1 | Tour noire sur case blanche a8 · Fou noir sur case blanche c8 · Tour noire sur case noire f8 · Roi noir sur case noire h8 · Pion noir sur case blanche b7 · Dame noire sur case noire c7 · Pion noir sur case noire g7 · Pion noir sur case blanche h7 · Pion noir sur case blanche a6 · Cavalier noir sur case blanche c6 · Fou noir sur case noire d6 · Pion noir sur case blanche f5 · Fou blanc sur case blanche c4 · Pion noir sur case noire d4 · Pion blanc sur case noire f4 · Pion blanc sur case blanche d3 · Dame blanche sur case blanche f3 · Cavalier blanc sur case noire g3 · Pion blanc sur case blanche a2 · Pion blanc sur case noire b2 · Fou blanc sur case noire d2 · Tour blanche sur case blanche e2 · Pion blanc sur case blanche g2 · Pion blanc sur case noire h2 · Tour blanche sur case blanche f1 · Roi blanc sur case noire g1 | Tour noire sur case blanche a8 · Fou noir sur case blanche c8 · Tour noire sur case noire f8 · Roi noir sur case noire h8 · Pion noir sur case blanche b7 · Dame noire sur case noire c7 · Pion noir sur case noire g7 · Pion noir sur case blanche h7 · Pion noir sur case blanche a6 · Cavalier noir sur case blanche c6 · Fou noir sur case noire d6 · Pion noir sur case blanche f5 · Fou blanc sur case blanche c4 · Pion noir sur case noire d4 · Pion blanc sur case noire f4 · Pion blanc sur case blanche d3 · Dame blanche sur case blanche f3 · Cavalier blanc sur case noire g3 · Pion blanc sur case blanche a2 · Pion blanc sur case noire b2 · Fou blanc sur case noire d2 · Tour blanche sur case blanche e2 · Pion blanc sur case blanche g2 · Pion blanc sur case noire h2 · Tour blanche sur case blanche f1 · Roi blanc sur case noire g1 | Tour noire sur case blanche a8 · Fou noir sur case blanche c8 · Tour noire sur case noire f8 · Roi noir sur case noire h8 · Pion noir sur case blanche b7 · Dame noire sur case noire c7 · Pion noir sur case noire g7 · Pion noir sur case blanche h7 · Pion noir sur case blanche a6 · Cavalier noir sur case blanche c6 · Fou noir sur case noire d6 · Pion noir sur case blanche f5 · Fou blanc sur case blanche c4 · Pion noir sur case noire d4 · Pion blanc sur case noire f4 · Pion blanc sur case blanche d3 · Dame blanche sur case blanche f3 · Cavalier blanc sur case noire g3 · Pion blanc sur case blanche a2 · Pion blanc sur case noire b2 · Fou blanc sur case noire d2 · Tour blanche sur case blanche e2 · Pion blanc sur case blanche g2 · Pion blanc sur case noire h2 · Tour blanche sur case blanche f1 · Roi blanc sur case noire g1 | Tour noire sur case blanche a8 · Fou noir sur case blanche c8 · Tour noire sur case noire f8 · Roi noir sur case noire h8 · Pion noir sur case blanche b7 · Dame noire sur case noire c7 · Pion noir sur case noire g7 · Pion noir sur case blanche h7 · Pion noir sur case blanche a6 · Cavalier noir sur case blanche c6 · Fou noir sur case noire d6 · Pion noir sur case blanche f5 · Fou blanc sur case blanche c4 · Pion noir sur case noire d4 · Pion blanc sur case noire f4 · Pion blanc sur case blanche d3 · Dame blanche sur case blanche f3 · Cavalier blanc sur case noire g3 · Pion blanc sur case blanche a2 · Pion blanc sur case noire b2 · Fou blanc sur case noire d2 · Tour blanche sur case blanche e2 · Pion blanc sur case blanche g2 · Pion blanc sur case noire h2 · Tour blanche sur case blanche f1 · Roi blanc sur case noire g1 | 1 |
|   | a | b | c | d | e | f | g | h |   |

18. Ch1!!
« Et voilà ce coup, l'un des plus mystérieux et des plus excentriques que l'on ait jamais joué. » Le but des blancs est d'attaquer le roi noir par Cf2, Ch3 et Cg5. Considérant le niveau de compétition, « [n]'est-ce pas là du surréalisme ? » Néanmoins, cela correspond à l'esprit du système de Nimzowitsch, selon quoi il faut juger un coup suivant le plan qu'il réalise et non son apparence.
18... Fd7 19. Cf2
Évidemment, si Rubinstein possède suffisamment de temps pour contrer le jeu des blancs, il n'y a aucun danger, mais Nimzowitsch a calculé que les Noirs n'ont pas assez de pièces bien postées pour profiter de la colonne e. C'est pourquoi son plan a de bonnes chances de réussite.
19... Tae8 20. Tfe1 Txe2 21. Txe2
Les Noirs peuvent-ils s'emparer de la colonne e en jouant 21... Te8?
|   | a | b | c | d | e | f | g | h |   |
| 8 | Tour noire sur case noire f8 · Roi noir sur case noire h8 · Pion noir sur case blanche b7 · Dame noire sur case noire c7 · Fou noir sur case blanche d7 · Pion noir sur case noire g7 · Pion noir sur case blanche h7 · Pion noir sur case blanche a6 · Cavalier noir sur case blanche c6 · Fou noir sur case noire d6 · Pion noir sur case blanche f5 · Fou blanc sur case blanche c4 · Pion noir sur case noire d4 · Pion blanc sur case noire f4 · Pion blanc sur case blanche d3 · Dame blanche sur case blanche f3 · Pion blanc sur case blanche a2 · Pion blanc sur case noire b2 · Fou blanc sur case noire d2 · Tour blanche sur case blanche e2 · Cavalier blanc sur case noire f2 · Pion blanc sur case blanche g2 · Pion blanc sur case noire h2 · Roi blanc sur case noire g1 | Tour noire sur case noire f8 · Roi noir sur case noire h8 · Pion noir sur case blanche b7 · Dame noire sur case noire c7 · Fou noir sur case blanche d7 · Pion noir sur case noire g7 · Pion noir sur case blanche h7 · Pion noir sur case blanche a6 · Cavalier noir sur case blanche c6 · Fou noir sur case noire d6 · Pion noir sur case blanche f5 · Fou blanc sur case blanche c4 · Pion noir sur case noire d4 · Pion blanc sur case noire f4 · Pion blanc sur case blanche d3 · Dame blanche sur case blanche f3 · Pion blanc sur case blanche a2 · Pion blanc sur case noire b2 · Fou blanc sur case noire d2 · Tour blanche sur case blanche e2 · Cavalier blanc sur case noire f2 · Pion blanc sur case blanche g2 · Pion blanc sur case noire h2 · Roi blanc sur case noire g1 | Tour noire sur case noire f8 · Roi noir sur case noire h8 · Pion noir sur case blanche b7 · Dame noire sur case noire c7 · Fou noir sur case blanche d7 · Pion noir sur case noire g7 · Pion noir sur case blanche h7 · Pion noir sur case blanche a6 · Cavalier noir sur case blanche c6 · Fou noir sur case noire d6 · Pion noir sur case blanche f5 · Fou blanc sur case blanche c4 · Pion noir sur case noire d4 · Pion blanc sur case noire f4 · Pion blanc sur case blanche d3 · Dame blanche sur case blanche f3 · Pion blanc sur case blanche a2 · Pion blanc sur case noire b2 · Fou blanc sur case noire d2 · Tour blanche sur case blanche e2 · Cavalier blanc sur case noire f2 · Pion blanc sur case blanche g2 · Pion blanc sur case noire h2 · Roi blanc sur case noire g1 | Tour noire sur case noire f8 · Roi noir sur case noire h8 · Pion noir sur case blanche b7 · Dame noire sur case noire c7 · Fou noir sur case blanche d7 · Pion noir sur case noire g7 · Pion noir sur case blanche h7 · Pion noir sur case blanche a6 · Cavalier noir sur case blanche c6 · Fou noir sur case noire d6 · Pion noir sur case blanche f5 · Fou blanc sur case blanche c4 · Pion noir sur case noire d4 · Pion blanc sur case noire f4 · Pion blanc sur case blanche d3 · Dame blanche sur case blanche f3 · Pion blanc sur case blanche a2 · Pion blanc sur case noire b2 · Fou blanc sur case noire d2 · Tour blanche sur case blanche e2 · Cavalier blanc sur case noire f2 · Pion blanc sur case blanche g2 · Pion blanc sur case noire h2 · Roi blanc sur case noire g1 | Tour noire sur case noire f8 · Roi noir sur case noire h8 · Pion noir sur case blanche b7 · Dame noire sur case noire c7 · Fou noir sur case blanche d7 · Pion noir sur case noire g7 · Pion noir sur case blanche h7 · Pion noir sur case blanche a6 · Cavalier noir sur case blanche c6 · Fou noir sur case noire d6 · Pion noir sur case blanche f5 · Fou blanc sur case blanche c4 · Pion noir sur case noire d4 · Pion blanc sur case noire f4 · Pion blanc sur case blanche d3 · Dame blanche sur case blanche f3 · Pion blanc sur case blanche a2 · Pion blanc sur case noire b2 · Fou blanc sur case noire d2 · Tour blanche sur case blanche e2 · Cavalier blanc sur case noire f2 · Pion blanc sur case blanche g2 · Pion blanc sur case noire h2 · Roi blanc sur case noire g1 | Tour noire sur case noire f8 · Roi noir sur case noire h8 · Pion noir sur case blanche b7 · Dame noire sur case noire c7 · Fou noir sur case blanche d7 · Pion noir sur case noire g7 · Pion noir sur case blanche h7 · Pion noir sur case blanche a6 · Cavalier noir sur case blanche c6 · Fou noir sur case noire d6 · Pion noir sur case blanche f5 · Fou blanc sur case blanche c4 · Pion noir sur case noire d4 · Pion blanc sur case noire f4 · Pion blanc sur case blanche d3 · Dame blanche sur case blanche f3 · Pion blanc sur case blanche a2 · Pion blanc sur case noire b2 · Fou blanc sur case noire d2 · Tour blanche sur case blanche e2 · Cavalier blanc sur case noire f2 · Pion blanc sur case blanche g2 · Pion blanc sur case noire h2 · Roi blanc sur case noire g1 | Tour noire sur case noire f8 · Roi noir sur case noire h8 · Pion noir sur case blanche b7 · Dame noire sur case noire c7 · Fou noir sur case blanche d7 · Pion noir sur case noire g7 · Pion noir sur case blanche h7 · Pion noir sur case blanche a6 · Cavalier noir sur case blanche c6 · Fou noir sur case noire d6 · Pion noir sur case blanche f5 · Fou blanc sur case blanche c4 · Pion noir sur case noire d4 · Pion blanc sur case noire f4 · Pion blanc sur case blanche d3 · Dame blanche sur case blanche f3 · Pion blanc sur case blanche a2 · Pion blanc sur case noire b2 · Fou blanc sur case noire d2 · Tour blanche sur case blanche e2 · Cavalier blanc sur case noire f2 · Pion blanc sur case blanche g2 · Pion blanc sur case noire h2 · Roi blanc sur case noire g1 | Tour noire sur case noire f8 · Roi noir sur case noire h8 · Pion noir sur case blanche b7 · Dame noire sur case noire c7 · Fou noir sur case blanche d7 · Pion noir sur case noire g7 · Pion noir sur case blanche h7 · Pion noir sur case blanche a6 · Cavalier noir sur case blanche c6 · Fou noir sur case noire d6 · Pion noir sur case blanche f5 · Fou blanc sur case blanche c4 · Pion noir sur case noire d4 · Pion blanc sur case noire f4 · Pion blanc sur case blanche d3 · Dame blanche sur case blanche f3 · Pion blanc sur case blanche a2 · Pion blanc sur case noire b2 · Fou blanc sur case noire d2 · Tour blanche sur case blanche e2 · Cavalier blanc sur case noire f2 · Pion blanc sur case blanche g2 · Pion blanc sur case noire h2 · Roi blanc sur case noire g1 | 8 |
| 7 | Tour noire sur case noire f8 · Roi noir sur case noire h8 · Pion noir sur case blanche b7 · Dame noire sur case noire c7 · Fou noir sur case blanche d7 · Pion noir sur case noire g7 · Pion noir sur case blanche h7 · Pion noir sur case blanche a6 · Cavalier noir sur case blanche c6 · Fou noir sur case noire d6 · Pion noir sur case blanche f5 · Fou blanc sur case blanche c4 · Pion noir sur case noire d4 · Pion blanc sur case noire f4 · Pion blanc sur case blanche d3 · Dame blanche sur case blanche f3 · Pion blanc sur case blanche a2 · Pion blanc sur case noire b2 · Fou blanc sur case noire d2 · Tour blanche sur case blanche e2 · Cavalier blanc sur case noire f2 · Pion blanc sur case blanche g2 · Pion blanc sur case noire h2 · Roi blanc sur case noire g1 | Tour noire sur case noire f8 · Roi noir sur case noire h8 · Pion noir sur case blanche b7 · Dame noire sur case noire c7 · Fou noir sur case blanche d7 · Pion noir sur case noire g7 · Pion noir sur case blanche h7 · Pion noir sur case blanche a6 · Cavalier noir sur case blanche c6 · Fou noir sur case noire d6 · Pion noir sur case blanche f5 · Fou blanc sur case blanche c4 · Pion noir sur case noire d4 · Pion blanc sur case noire f4 · Pion blanc sur case blanche d3 · Dame blanche sur case blanche f3 · Pion blanc sur case blanche a2 · Pion blanc sur case noire b2 · Fou blanc sur case noire d2 · Tour blanche sur case blanche e2 · Cavalier blanc sur case noire f2 · Pion blanc sur case blanche g2 · Pion blanc sur case noire h2 · Roi blanc sur case noire g1 | Tour noire sur case noire f8 · Roi noir sur case noire h8 · Pion noir sur case blanche b7 · Dame noire sur case noire c7 · Fou noir sur case blanche d7 · Pion noir sur case noire g7 · Pion noir sur case blanche h7 · Pion noir sur case blanche a6 · Cavalier noir sur case blanche c6 · Fou noir sur case noire d6 · Pion noir sur case blanche f5 · Fou blanc sur case blanche c4 · Pion noir sur case noire d4 · Pion blanc sur case noire f4 · Pion blanc sur case blanche d3 · Dame blanche sur case blanche f3 · Pion blanc sur case blanche a2 · Pion blanc sur case noire b2 · Fou blanc sur case noire d2 · Tour blanche sur case blanche e2 · Cavalier blanc sur case noire f2 · Pion blanc sur case blanche g2 · Pion blanc sur case noire h2 · Roi blanc sur case noire g1 | Tour noire sur case noire f8 · Roi noir sur case noire h8 · Pion noir sur case blanche b7 · Dame noire sur case noire c7 · Fou noir sur case blanche d7 · Pion noir sur case noire g7 · Pion noir sur case blanche h7 · Pion noir sur case blanche a6 · Cavalier noir sur case blanche c6 · Fou noir sur case noire d6 · Pion noir sur case blanche f5 · Fou blanc sur case blanche c4 · Pion noir sur case noire d4 · Pion blanc sur case noire f4 · Pion blanc sur case blanche d3 · Dame blanche sur case blanche f3 · Pion blanc sur case blanche a2 · Pion blanc sur case noire b2 · Fou blanc sur case noire d2 · Tour blanche sur case blanche e2 · Cavalier blanc sur case noire f2 · Pion blanc sur case blanche g2 · Pion blanc sur case noire h2 · Roi blanc sur case noire g1 | Tour noire sur case noire f8 · Roi noir sur case noire h8 · Pion noir sur case blanche b7 · Dame noire sur case noire c7 · Fou noir sur case blanche d7 · Pion noir sur case noire g7 · Pion noir sur case blanche h7 · Pion noir sur case blanche a6 · Cavalier noir sur case blanche c6 · Fou noir sur case noire d6 · Pion noir sur case blanche f5 · Fou blanc sur case blanche c4 · Pion noir sur case noire d4 · Pion blanc sur case noire f4 · Pion blanc sur case blanche d3 · Dame blanche sur case blanche f3 · Pion blanc sur case blanche a2 · Pion blanc sur case noire b2 · Fou blanc sur case noire d2 · Tour blanche sur case blanche e2 · Cavalier blanc sur case noire f2 · Pion blanc sur case blanche g2 · Pion blanc sur case noire h2 · Roi blanc sur case noire g1 | Tour noire sur case noire f8 · Roi noir sur case noire h8 · Pion noir sur case blanche b7 · Dame noire sur case noire c7 · Fou noir sur case blanche d7 · Pion noir sur case noire g7 · Pion noir sur case blanche h7 · Pion noir sur case blanche a6 · Cavalier noir sur case blanche c6 · Fou noir sur case noire d6 · Pion noir sur case blanche f5 · Fou blanc sur case blanche c4 · Pion noir sur case noire d4 · Pion blanc sur case noire f4 · Pion blanc sur case blanche d3 · Dame blanche sur case blanche f3 · Pion blanc sur case blanche a2 · Pion blanc sur case noire b2 · Fou blanc sur case noire d2 · Tour blanche sur case blanche e2 · Cavalier blanc sur case noire f2 · Pion blanc sur case blanche g2 · Pion blanc sur case noire h2 · Roi blanc sur case noire g1 | Tour noire sur case noire f8 · Roi noir sur case noire h8 · Pion noir sur case blanche b7 · Dame noire sur case noire c7 · Fou noir sur case blanche d7 · Pion noir sur case noire g7 · Pion noir sur case blanche h7 · Pion noir sur case blanche a6 · Cavalier noir sur case blanche c6 · Fou noir sur case noire d6 · Pion noir sur case blanche f5 · Fou blanc sur case blanche c4 · Pion noir sur case noire d4 · Pion blanc sur case noire f4 · Pion blanc sur case blanche d3 · Dame blanche sur case blanche f3 · Pion blanc sur case blanche a2 · Pion blanc sur case noire b2 · Fou blanc sur case noire d2 · Tour blanche sur case blanche e2 · Cavalier blanc sur case noire f2 · Pion blanc sur case blanche g2 · Pion blanc sur case noire h2 · Roi blanc sur case noire g1 | Tour noire sur case noire f8 · Roi noir sur case noire h8 · Pion noir sur case blanche b7 · Dame noire sur case noire c7 · Fou noir sur case blanche d7 · Pion noir sur case noire g7 · Pion noir sur case blanche h7 · Pion noir sur case blanche a6 · Cavalier noir sur case blanche c6 · Fou noir sur case noire d6 · Pion noir sur case blanche f5 · Fou blanc sur case blanche c4 · Pion noir sur case noire d4 · Pion blanc sur case noire f4 · Pion blanc sur case blanche d3 · Dame blanche sur case blanche f3 · Pion blanc sur case blanche a2 · Pion blanc sur case noire b2 · Fou blanc sur case noire d2 · Tour blanche sur case blanche e2 · Cavalier blanc sur case noire f2 · Pion blanc sur case blanche g2 · Pion blanc sur case noire h2 · Roi blanc sur case noire g1 | 7 |
| 6 | Tour noire sur case noire f8 · Roi noir sur case noire h8 · Pion noir sur case blanche b7 · Dame noire sur case noire c7 · Fou noir sur case blanche d7 · Pion noir sur case noire g7 · Pion noir sur case blanche h7 · Pion noir sur case blanche a6 · Cavalier noir sur case blanche c6 · Fou noir sur case noire d6 · Pion noir sur case blanche f5 · Fou blanc sur case blanche c4 · Pion noir sur case noire d4 · Pion blanc sur case noire f4 · Pion blanc sur case blanche d3 · Dame blanche sur case blanche f3 · Pion blanc sur case blanche a2 · Pion blanc sur case noire b2 · Fou blanc sur case noire d2 · Tour blanche sur case blanche e2 · Cavalier blanc sur case noire f2 · Pion blanc sur case blanche g2 · Pion blanc sur case noire h2 · Roi blanc sur case noire g1 | Tour noire sur case noire f8 · Roi noir sur case noire h8 · Pion noir sur case blanche b7 · Dame noire sur case noire c7 · Fou noir sur case blanche d7 · Pion noir sur case noire g7 · Pion noir sur case blanche h7 · Pion noir sur case blanche a6 · Cavalier noir sur case blanche c6 · Fou noir sur case noire d6 · Pion noir sur case blanche f5 · Fou blanc sur case blanche c4 · Pion noir sur case noire d4 · Pion blanc sur case noire f4 · Pion blanc sur case blanche d3 · Dame blanche sur case blanche f3 · Pion blanc sur case blanche a2 · Pion blanc sur case noire b2 · Fou blanc sur case noire d2 · Tour blanche sur case blanche e2 · Cavalier blanc sur case noire f2 · Pion blanc sur case blanche g2 · Pion blanc sur case noire h2 · Roi blanc sur case noire g1 | Tour noire sur case noire f8 · Roi noir sur case noire h8 · Pion noir sur case blanche b7 · Dame noire sur case noire c7 · Fou noir sur case blanche d7 · Pion noir sur case noire g7 · Pion noir sur case blanche h7 · Pion noir sur case blanche a6 · Cavalier noir sur case blanche c6 · Fou noir sur case noire d6 · Pion noir sur case blanche f5 · Fou blanc sur case blanche c4 · Pion noir sur case noire d4 · Pion blanc sur case noire f4 · Pion blanc sur case blanche d3 · Dame blanche sur case blanche f3 · Pion blanc sur case blanche a2 · Pion blanc sur case noire b2 · Fou blanc sur case noire d2 · Tour blanche sur case blanche e2 · Cavalier blanc sur case noire f2 · Pion blanc sur case blanche g2 · Pion blanc sur case noire h2 · Roi blanc sur case noire g1 | Tour noire sur case noire f8 · Roi noir sur case noire h8 · Pion noir sur case blanche b7 · Dame noire sur case noire c7 · Fou noir sur case blanche d7 · Pion noir sur case noire g7 · Pion noir sur case blanche h7 · Pion noir sur case blanche a6 · Cavalier noir sur case blanche c6 · Fou noir sur case noire d6 · Pion noir sur case blanche f5 · Fou blanc sur case blanche c4 · Pion noir sur case noire d4 · Pion blanc sur case noire f4 · Pion blanc sur case blanche d3 · Dame blanche sur case blanche f3 · Pion blanc sur case blanche a2 · Pion blanc sur case noire b2 · Fou blanc sur case noire d2 · Tour blanche sur case blanche e2 · Cavalier blanc sur case noire f2 · Pion blanc sur case blanche g2 · Pion blanc sur case noire h2 · Roi blanc sur case noire g1 | Tour noire sur case noire f8 · Roi noir sur case noire h8 · Pion noir sur case blanche b7 · Dame noire sur case noire c7 · Fou noir sur case blanche d7 · Pion noir sur case noire g7 · Pion noir sur case blanche h7 · Pion noir sur case blanche a6 · Cavalier noir sur case blanche c6 · Fou noir sur case noire d6 · Pion noir sur case blanche f5 · Fou blanc sur case blanche c4 · Pion noir sur case noire d4 · Pion blanc sur case noire f4 · Pion blanc sur case blanche d3 · Dame blanche sur case blanche f3 · Pion blanc sur case blanche a2 · Pion blanc sur case noire b2 · Fou blanc sur case noire d2 · Tour blanche sur case blanche e2 · Cavalier blanc sur case noire f2 · Pion blanc sur case blanche g2 · Pion blanc sur case noire h2 · Roi blanc sur case noire g1 | Tour noire sur case noire f8 · Roi noir sur case noire h8 · Pion noir sur case blanche b7 · Dame noire sur case noire c7 · Fou noir sur case blanche d7 · Pion noir sur case noire g7 · Pion noir sur case blanche h7 · Pion noir sur case blanche a6 · Cavalier noir sur case blanche c6 · Fou noir sur case noire d6 · Pion noir sur case blanche f5 · Fou blanc sur case blanche c4 · Pion noir sur case noire d4 · Pion blanc sur case noire f4 · Pion blanc sur case blanche d3 · Dame blanche sur case blanche f3 · Pion blanc sur case blanche a2 · Pion blanc sur case noire b2 · Fou blanc sur case noire d2 · Tour blanche sur case blanche e2 · Cavalier blanc sur case noire f2 · Pion blanc sur case blanche g2 · Pion blanc sur case noire h2 · Roi blanc sur case noire g1 | Tour noire sur case noire f8 · Roi noir sur case noire h8 · Pion noir sur case blanche b7 · Dame noire sur case noire c7 · Fou noir sur case blanche d7 · Pion noir sur case noire g7 · Pion noir sur case blanche h7 · Pion noir sur case blanche a6 · Cavalier noir sur case blanche c6 · Fou noir sur case noire d6 · Pion noir sur case blanche f5 · Fou blanc sur case blanche c4 · Pion noir sur case noire d4 · Pion blanc sur case noire f4 · Pion blanc sur case blanche d3 · Dame blanche sur case blanche f3 · Pion blanc sur case blanche a2 · Pion blanc sur case noire b2 · Fou blanc sur case noire d2 · Tour blanche sur case blanche e2 · Cavalier blanc sur case noire f2 · Pion blanc sur case blanche g2 · Pion blanc sur case noire h2 · Roi blanc sur case noire g1 | Tour noire sur case noire f8 · Roi noir sur case noire h8 · Pion noir sur case blanche b7 · Dame noire sur case noire c7 · Fou noir sur case blanche d7 · Pion noir sur case noire g7 · Pion noir sur case blanche h7 · Pion noir sur case blanche a6 · Cavalier noir sur case blanche c6 · Fou noir sur case noire d6 · Pion noir sur case blanche f5 · Fou blanc sur case blanche c4 · Pion noir sur case noire d4 · Pion blanc sur case noire f4 · Pion blanc sur case blanche d3 · Dame blanche sur case blanche f3 · Pion blanc sur case blanche a2 · Pion blanc sur case noire b2 · Fou blanc sur case noire d2 · Tour blanche sur case blanche e2 · Cavalier blanc sur case noire f2 · Pion blanc sur case blanche g2 · Pion blanc sur case noire h2 · Roi blanc sur case noire g1 | 6 |
| 5 | Tour noire sur case noire f8 · Roi noir sur case noire h8 · Pion noir sur case blanche b7 · Dame noire sur case noire c7 · Fou noir sur case blanche d7 · Pion noir sur case noire g7 · Pion noir sur case blanche h7 · Pion noir sur case blanche a6 · Cavalier noir sur case blanche c6 · Fou noir sur case noire d6 · Pion noir sur case blanche f5 · Fou blanc sur case blanche c4 · Pion noir sur case noire d4 · Pion blanc sur case noire f4 · Pion blanc sur case blanche d3 · Dame blanche sur case blanche f3 · Pion blanc sur case blanche a2 · Pion blanc sur case noire b2 · Fou blanc sur case noire d2 · Tour blanche sur case blanche e2 · Cavalier blanc sur case noire f2 · Pion blanc sur case blanche g2 · Pion blanc sur case noire h2 · Roi blanc sur case noire g1 | Tour noire sur case noire f8 · Roi noir sur case noire h8 · Pion noir sur case blanche b7 · Dame noire sur case noire c7 · Fou noir sur case blanche d7 · Pion noir sur case noire g7 · Pion noir sur case blanche h7 · Pion noir sur case blanche a6 · Cavalier noir sur case blanche c6 · Fou noir sur case noire d6 · Pion noir sur case blanche f5 · Fou blanc sur case blanche c4 · Pion noir sur case noire d4 · Pion blanc sur case noire f4 · Pion blanc sur case blanche d3 · Dame blanche sur case blanche f3 · Pion blanc sur case blanche a2 · Pion blanc sur case noire b2 · Fou blanc sur case noire d2 · Tour blanche sur case blanche e2 · Cavalier blanc sur case noire f2 · Pion blanc sur case blanche g2 · Pion blanc sur case noire h2 · Roi blanc sur case noire g1 | Tour noire sur case noire f8 · Roi noir sur case noire h8 · Pion noir sur case blanche b7 · Dame noire sur case noire c7 · Fou noir sur case blanche d7 · Pion noir sur case noire g7 · Pion noir sur case blanche h7 · Pion noir sur case blanche a6 · Cavalier noir sur case blanche c6 · Fou noir sur case noire d6 · Pion noir sur case blanche f5 · Fou blanc sur case blanche c4 · Pion noir sur case noire d4 · Pion blanc sur case noire f4 · Pion blanc sur case blanche d3 · Dame blanche sur case blanche f3 · Pion blanc sur case blanche a2 · Pion blanc sur case noire b2 · Fou blanc sur case noire d2 · Tour blanche sur case blanche e2 · Cavalier blanc sur case noire f2 · Pion blanc sur case blanche g2 · Pion blanc sur case noire h2 · Roi blanc sur case noire g1 | Tour noire sur case noire f8 · Roi noir sur case noire h8 · Pion noir sur case blanche b7 · Dame noire sur case noire c7 · Fou noir sur case blanche d7 · Pion noir sur case noire g7 · Pion noir sur case blanche h7 · Pion noir sur case blanche a6 · Cavalier noir sur case blanche c6 · Fou noir sur case noire d6 · Pion noir sur case blanche f5 · Fou blanc sur case blanche c4 · Pion noir sur case noire d4 · Pion blanc sur case noire f4 · Pion blanc sur case blanche d3 · Dame blanche sur case blanche f3 · Pion blanc sur case blanche a2 · Pion blanc sur case noire b2 · Fou blanc sur case noire d2 · Tour blanche sur case blanche e2 · Cavalier blanc sur case noire f2 · Pion blanc sur case blanche g2 · Pion blanc sur case noire h2 · Roi blanc sur case noire g1 | Tour noire sur case noire f8 · Roi noir sur case noire h8 · Pion noir sur case blanche b7 · Dame noire sur case noire c7 · Fou noir sur case blanche d7 · Pion noir sur case noire g7 · Pion noir sur case blanche h7 · Pion noir sur case blanche a6 · Cavalier noir sur case blanche c6 · Fou noir sur case noire d6 · Pion noir sur case blanche f5 · Fou blanc sur case blanche c4 · Pion noir sur case noire d4 · Pion blanc sur case noire f4 · Pion blanc sur case blanche d3 · Dame blanche sur case blanche f3 · Pion blanc sur case blanche a2 · Pion blanc sur case noire b2 · Fou blanc sur case noire d2 · Tour blanche sur case blanche e2 · Cavalier blanc sur case noire f2 · Pion blanc sur case blanche g2 · Pion blanc sur case noire h2 · Roi blanc sur case noire g1 | Tour noire sur case noire f8 · Roi noir sur case noire h8 · Pion noir sur case blanche b7 · Dame noire sur case noire c7 · Fou noir sur case blanche d7 · Pion noir sur case noire g7 · Pion noir sur case blanche h7 · Pion noir sur case blanche a6 · Cavalier noir sur case blanche c6 · Fou noir sur case noire d6 · Pion noir sur case blanche f5 · Fou blanc sur case blanche c4 · Pion noir sur case noire d4 · Pion blanc sur case noire f4 · Pion blanc sur case blanche d3 · Dame blanche sur case blanche f3 · Pion blanc sur case blanche a2 · Pion blanc sur case noire b2 · Fou blanc sur case noire d2 · Tour blanche sur case blanche e2 · Cavalier blanc sur case noire f2 · Pion blanc sur case blanche g2 · Pion blanc sur case noire h2 · Roi blanc sur case noire g1 | Tour noire sur case noire f8 · Roi noir sur case noire h8 · Pion noir sur case blanche b7 · Dame noire sur case noire c7 · Fou noir sur case blanche d7 · Pion noir sur case noire g7 · Pion noir sur case blanche h7 · Pion noir sur case blanche a6 · Cavalier noir sur case blanche c6 · Fou noir sur case noire d6 · Pion noir sur case blanche f5 · Fou blanc sur case blanche c4 · Pion noir sur case noire d4 · Pion blanc sur case noire f4 · Pion blanc sur case blanche d3 · Dame blanche sur case blanche f3 · Pion blanc sur case blanche a2 · Pion blanc sur case noire b2 · Fou blanc sur case noire d2 · Tour blanche sur case blanche e2 · Cavalier blanc sur case noire f2 · Pion blanc sur case blanche g2 · Pion blanc sur case noire h2 · Roi blanc sur case noire g1 | Tour noire sur case noire f8 · Roi noir sur case noire h8 · Pion noir sur case blanche b7 · Dame noire sur case noire c7 · Fou noir sur case blanche d7 · Pion noir sur case noire g7 · Pion noir sur case blanche h7 · Pion noir sur case blanche a6 · Cavalier noir sur case blanche c6 · Fou noir sur case noire d6 · Pion noir sur case blanche f5 · Fou blanc sur case blanche c4 · Pion noir sur case noire d4 · Pion blanc sur case noire f4 · Pion blanc sur case blanche d3 · Dame blanche sur case blanche f3 · Pion blanc sur case blanche a2 · Pion blanc sur case noire b2 · Fou blanc sur case noire d2 · Tour blanche sur case blanche e2 · Cavalier blanc sur case noire f2 · Pion blanc sur case blanche g2 · Pion blanc sur case noire h2 · Roi blanc sur case noire g1 | 5 |
| 4 | Tour noire sur case noire f8 · Roi noir sur case noire h8 · Pion noir sur case blanche b7 · Dame noire sur case noire c7 · Fou noir sur case blanche d7 · Pion noir sur case noire g7 · Pion noir sur case blanche h7 · Pion noir sur case blanche a6 · Cavalier noir sur case blanche c6 · Fou noir sur case noire d6 · Pion noir sur case blanche f5 · Fou blanc sur case blanche c4 · Pion noir sur case noire d4 · Pion blanc sur case noire f4 · Pion blanc sur case blanche d3 · Dame blanche sur case blanche f3 · Pion blanc sur case blanche a2 · Pion blanc sur case noire b2 · Fou blanc sur case noire d2 · Tour blanche sur case blanche e2 · Cavalier blanc sur case noire f2 · Pion blanc sur case blanche g2 · Pion blanc sur case noire h2 · Roi blanc sur case noire g1 | Tour noire sur case noire f8 · Roi noir sur case noire h8 · Pion noir sur case blanche b7 · Dame noire sur case noire c7 · Fou noir sur case blanche d7 · Pion noir sur case noire g7 · Pion noir sur case blanche h7 · Pion noir sur case blanche a6 · Cavalier noir sur case blanche c6 · Fou noir sur case noire d6 · Pion noir sur case blanche f5 · Fou blanc sur case blanche c4 · Pion noir sur case noire d4 · Pion blanc sur case noire f4 · Pion blanc sur case blanche d3 · Dame blanche sur case blanche f3 · Pion blanc sur case blanche a2 · Pion blanc sur case noire b2 · Fou blanc sur case noire d2 · Tour blanche sur case blanche e2 · Cavalier blanc sur case noire f2 · Pion blanc sur case blanche g2 · Pion blanc sur case noire h2 · Roi blanc sur case noire g1 | Tour noire sur case noire f8 · Roi noir sur case noire h8 · Pion noir sur case blanche b7 · Dame noire sur case noire c7 · Fou noir sur case blanche d7 · Pion noir sur case noire g7 · Pion noir sur case blanche h7 · Pion noir sur case blanche a6 · Cavalier noir sur case blanche c6 · Fou noir sur case noire d6 · Pion noir sur case blanche f5 · Fou blanc sur case blanche c4 · Pion noir sur case noire d4 · Pion blanc sur case noire f4 · Pion blanc sur case blanche d3 · Dame blanche sur case blanche f3 · Pion blanc sur case blanche a2 · Pion blanc sur case noire b2 · Fou blanc sur case noire d2 · Tour blanche sur case blanche e2 · Cavalier blanc sur case noire f2 · Pion blanc sur case blanche g2 · Pion blanc sur case noire h2 · Roi blanc sur case noire g1 | Tour noire sur case noire f8 · Roi noir sur case noire h8 · Pion noir sur case blanche b7 · Dame noire sur case noire c7 · Fou noir sur case blanche d7 · Pion noir sur case noire g7 · Pion noir sur case blanche h7 · Pion noir sur case blanche a6 · Cavalier noir sur case blanche c6 · Fou noir sur case noire d6 · Pion noir sur case blanche f5 · Fou blanc sur case blanche c4 · Pion noir sur case noire d4 · Pion blanc sur case noire f4 · Pion blanc sur case blanche d3 · Dame blanche sur case blanche f3 · Pion blanc sur case blanche a2 · Pion blanc sur case noire b2 · Fou blanc sur case noire d2 · Tour blanche sur case blanche e2 · Cavalier blanc sur case noire f2 · Pion blanc sur case blanche g2 · Pion blanc sur case noire h2 · Roi blanc sur case noire g1 | Tour noire sur case noire f8 · Roi noir sur case noire h8 · Pion noir sur case blanche b7 · Dame noire sur case noire c7 · Fou noir sur case blanche d7 · Pion noir sur case noire g7 · Pion noir sur case blanche h7 · Pion noir sur case blanche a6 · Cavalier noir sur case blanche c6 · Fou noir sur case noire d6 · Pion noir sur case blanche f5 · Fou blanc sur case blanche c4 · Pion noir sur case noire d4 · Pion blanc sur case noire f4 · Pion blanc sur case blanche d3 · Dame blanche sur case blanche f3 · Pion blanc sur case blanche a2 · Pion blanc sur case noire b2 · Fou blanc sur case noire d2 · Tour blanche sur case blanche e2 · Cavalier blanc sur case noire f2 · Pion blanc sur case blanche g2 · Pion blanc sur case noire h2 · Roi blanc sur case noire g1 | Tour noire sur case noire f8 · Roi noir sur case noire h8 · Pion noir sur case blanche b7 · Dame noire sur case noire c7 · Fou noir sur case blanche d7 · Pion noir sur case noire g7 · Pion noir sur case blanche h7 · Pion noir sur case blanche a6 · Cavalier noir sur case blanche c6 · Fou noir sur case noire d6 · Pion noir sur case blanche f5 · Fou blanc sur case blanche c4 · Pion noir sur case noire d4 · Pion blanc sur case noire f4 · Pion blanc sur case blanche d3 · Dame blanche sur case blanche f3 · Pion blanc sur case blanche a2 · Pion blanc sur case noire b2 · Fou blanc sur case noire d2 · Tour blanche sur case blanche e2 · Cavalier blanc sur case noire f2 · Pion blanc sur case blanche g2 · Pion blanc sur case noire h2 · Roi blanc sur case noire g1 | Tour noire sur case noire f8 · Roi noir sur case noire h8 · Pion noir sur case blanche b7 · Dame noire sur case noire c7 · Fou noir sur case blanche d7 · Pion noir sur case noire g7 · Pion noir sur case blanche h7 · Pion noir sur case blanche a6 · Cavalier noir sur case blanche c6 · Fou noir sur case noire d6 · Pion noir sur case blanche f5 · Fou blanc sur case blanche c4 · Pion noir sur case noire d4 · Pion blanc sur case noire f4 · Pion blanc sur case blanche d3 · Dame blanche sur case blanche f3 · Pion blanc sur case blanche a2 · Pion blanc sur case noire b2 · Fou blanc sur case noire d2 · Tour blanche sur case blanche e2 · Cavalier blanc sur case noire f2 · Pion blanc sur case blanche g2 · Pion blanc sur case noire h2 · Roi blanc sur case noire g1 | Tour noire sur case noire f8 · Roi noir sur case noire h8 · Pion noir sur case blanche b7 · Dame noire sur case noire c7 · Fou noir sur case blanche d7 · Pion noir sur case noire g7 · Pion noir sur case blanche h7 · Pion noir sur case blanche a6 · Cavalier noir sur case blanche c6 · Fou noir sur case noire d6 · Pion noir sur case blanche f5 · Fou blanc sur case blanche c4 · Pion noir sur case noire d4 · Pion blanc sur case noire f4 · Pion blanc sur case blanche d3 · Dame blanche sur case blanche f3 · Pion blanc sur case blanche a2 · Pion blanc sur case noire b2 · Fou blanc sur case noire d2 · Tour blanche sur case blanche e2 · Cavalier blanc sur case noire f2 · Pion blanc sur case blanche g2 · Pion blanc sur case noire h2 · Roi blanc sur case noire g1 | 4 |
| 3 | Tour noire sur case noire f8 · Roi noir sur case noire h8 · Pion noir sur case blanche b7 · Dame noire sur case noire c7 · Fou noir sur case blanche d7 · Pion noir sur case noire g7 · Pion noir sur case blanche h7 · Pion noir sur case blanche a6 · Cavalier noir sur case blanche c6 · Fou noir sur case noire d6 · Pion noir sur case blanche f5 · Fou blanc sur case blanche c4 · Pion noir sur case noire d4 · Pion blanc sur case noire f4 · Pion blanc sur case blanche d3 · Dame blanche sur case blanche f3 · Pion blanc sur case blanche a2 · Pion blanc sur case noire b2 · Fou blanc sur case noire d2 · Tour blanche sur case blanche e2 · Cavalier blanc sur case noire f2 · Pion blanc sur case blanche g2 · Pion blanc sur case noire h2 · Roi blanc sur case noire g1 | Tour noire sur case noire f8 · Roi noir sur case noire h8 · Pion noir sur case blanche b7 · Dame noire sur case noire c7 · Fou noir sur case blanche d7 · Pion noir sur case noire g7 · Pion noir sur case blanche h7 · Pion noir sur case blanche a6 · Cavalier noir sur case blanche c6 · Fou noir sur case noire d6 · Pion noir sur case blanche f5 · Fou blanc sur case blanche c4 · Pion noir sur case noire d4 · Pion blanc sur case noire f4 · Pion blanc sur case blanche d3 · Dame blanche sur case blanche f3 · Pion blanc sur case blanche a2 · Pion blanc sur case noire b2 · Fou blanc sur case noire d2 · Tour blanche sur case blanche e2 · Cavalier blanc sur case noire f2 · Pion blanc sur case blanche g2 · Pion blanc sur case noire h2 · Roi blanc sur case noire g1 | Tour noire sur case noire f8 · Roi noir sur case noire h8 · Pion noir sur case blanche b7 · Dame noire sur case noire c7 · Fou noir sur case blanche d7 · Pion noir sur case noire g7 · Pion noir sur case blanche h7 · Pion noir sur case blanche a6 · Cavalier noir sur case blanche c6 · Fou noir sur case noire d6 · Pion noir sur case blanche f5 · Fou blanc sur case blanche c4 · Pion noir sur case noire d4 · Pion blanc sur case noire f4 · Pion blanc sur case blanche d3 · Dame blanche sur case blanche f3 · Pion blanc sur case blanche a2 · Pion blanc sur case noire b2 · Fou blanc sur case noire d2 · Tour blanche sur case blanche e2 · Cavalier blanc sur case noire f2 · Pion blanc sur case blanche g2 · Pion blanc sur case noire h2 · Roi blanc sur case noire g1 | Tour noire sur case noire f8 · Roi noir sur case noire h8 · Pion noir sur case blanche b7 · Dame noire sur case noire c7 · Fou noir sur case blanche d7 · Pion noir sur case noire g7 · Pion noir sur case blanche h7 · Pion noir sur case blanche a6 · Cavalier noir sur case blanche c6 · Fou noir sur case noire d6 · Pion noir sur case blanche f5 · Fou blanc sur case blanche c4 · Pion noir sur case noire d4 · Pion blanc sur case noire f4 · Pion blanc sur case blanche d3 · Dame blanche sur case blanche f3 · Pion blanc sur case blanche a2 · Pion blanc sur case noire b2 · Fou blanc sur case noire d2 · Tour blanche sur case blanche e2 · Cavalier blanc sur case noire f2 · Pion blanc sur case blanche g2 · Pion blanc sur case noire h2 · Roi blanc sur case noire g1 | Tour noire sur case noire f8 · Roi noir sur case noire h8 · Pion noir sur case blanche b7 · Dame noire sur case noire c7 · Fou noir sur case blanche d7 · Pion noir sur case noire g7 · Pion noir sur case blanche h7 · Pion noir sur case blanche a6 · Cavalier noir sur case blanche c6 · Fou noir sur case noire d6 · Pion noir sur case blanche f5 · Fou blanc sur case blanche c4 · Pion noir sur case noire d4 · Pion blanc sur case noire f4 · Pion blanc sur case blanche d3 · Dame blanche sur case blanche f3 · Pion blanc sur case blanche a2 · Pion blanc sur case noire b2 · Fou blanc sur case noire d2 · Tour blanche sur case blanche e2 · Cavalier blanc sur case noire f2 · Pion blanc sur case blanche g2 · Pion blanc sur case noire h2 · Roi blanc sur case noire g1 | Tour noire sur case noire f8 · Roi noir sur case noire h8 · Pion noir sur case blanche b7 · Dame noire sur case noire c7 · Fou noir sur case blanche d7 · Pion noir sur case noire g7 · Pion noir sur case blanche h7 · Pion noir sur case blanche a6 · Cavalier noir sur case blanche c6 · Fou noir sur case noire d6 · Pion noir sur case blanche f5 · Fou blanc sur case blanche c4 · Pion noir sur case noire d4 · Pion blanc sur case noire f4 · Pion blanc sur case blanche d3 · Dame blanche sur case blanche f3 · Pion blanc sur case blanche a2 · Pion blanc sur case noire b2 · Fou blanc sur case noire d2 · Tour blanche sur case blanche e2 · Cavalier blanc sur case noire f2 · Pion blanc sur case blanche g2 · Pion blanc sur case noire h2 · Roi blanc sur case noire g1 | Tour noire sur case noire f8 · Roi noir sur case noire h8 · Pion noir sur case blanche b7 · Dame noire sur case noire c7 · Fou noir sur case blanche d7 · Pion noir sur case noire g7 · Pion noir sur case blanche h7 · Pion noir sur case blanche a6 · Cavalier noir sur case blanche c6 · Fou noir sur case noire d6 · Pion noir sur case blanche f5 · Fou blanc sur case blanche c4 · Pion noir sur case noire d4 · Pion blanc sur case noire f4 · Pion blanc sur case blanche d3 · Dame blanche sur case blanche f3 · Pion blanc sur case blanche a2 · Pion blanc sur case noire b2 · Fou blanc sur case noire d2 · Tour blanche sur case blanche e2 · Cavalier blanc sur case noire f2 · Pion blanc sur case blanche g2 · Pion blanc sur case noire h2 · Roi blanc sur case noire g1 | Tour noire sur case noire f8 · Roi noir sur case noire h8 · Pion noir sur case blanche b7 · Dame noire sur case noire c7 · Fou noir sur case blanche d7 · Pion noir sur case noire g7 · Pion noir sur case blanche h7 · Pion noir sur case blanche a6 · Cavalier noir sur case blanche c6 · Fou noir sur case noire d6 · Pion noir sur case blanche f5 · Fou blanc sur case blanche c4 · Pion noir sur case noire d4 · Pion blanc sur case noire f4 · Pion blanc sur case blanche d3 · Dame blanche sur case blanche f3 · Pion blanc sur case blanche a2 · Pion blanc sur case noire b2 · Fou blanc sur case noire d2 · Tour blanche sur case blanche e2 · Cavalier blanc sur case noire f2 · Pion blanc sur case blanche g2 · Pion blanc sur case noire h2 · Roi blanc sur case noire g1 | 3 |
| 2 | Tour noire sur case noire f8 · Roi noir sur case noire h8 · Pion noir sur case blanche b7 · Dame noire sur case noire c7 · Fou noir sur case blanche d7 · Pion noir sur case noire g7 · Pion noir sur case blanche h7 · Pion noir sur case blanche a6 · Cavalier noir sur case blanche c6 · Fou noir sur case noire d6 · Pion noir sur case blanche f5 · Fou blanc sur case blanche c4 · Pion noir sur case noire d4 · Pion blanc sur case noire f4 · Pion blanc sur case blanche d3 · Dame blanche sur case blanche f3 · Pion blanc sur case blanche a2 · Pion blanc sur case noire b2 · Fou blanc sur case noire d2 · Tour blanche sur case blanche e2 · Cavalier blanc sur case noire f2 · Pion blanc sur case blanche g2 · Pion blanc sur case noire h2 · Roi blanc sur case noire g1 | Tour noire sur case noire f8 · Roi noir sur case noire h8 · Pion noir sur case blanche b7 · Dame noire sur case noire c7 · Fou noir sur case blanche d7 · Pion noir sur case noire g7 · Pion noir sur case blanche h7 · Pion noir sur case blanche a6 · Cavalier noir sur case blanche c6 · Fou noir sur case noire d6 · Pion noir sur case blanche f5 · Fou blanc sur case blanche c4 · Pion noir sur case noire d4 · Pion blanc sur case noire f4 · Pion blanc sur case blanche d3 · Dame blanche sur case blanche f3 · Pion blanc sur case blanche a2 · Pion blanc sur case noire b2 · Fou blanc sur case noire d2 · Tour blanche sur case blanche e2 · Cavalier blanc sur case noire f2 · Pion blanc sur case blanche g2 · Pion blanc sur case noire h2 · Roi blanc sur case noire g1 | Tour noire sur case noire f8 · Roi noir sur case noire h8 · Pion noir sur case blanche b7 · Dame noire sur case noire c7 · Fou noir sur case blanche d7 · Pion noir sur case noire g7 · Pion noir sur case blanche h7 · Pion noir sur case blanche a6 · Cavalier noir sur case blanche c6 · Fou noir sur case noire d6 · Pion noir sur case blanche f5 · Fou blanc sur case blanche c4 · Pion noir sur case noire d4 · Pion blanc sur case noire f4 · Pion blanc sur case blanche d3 · Dame blanche sur case blanche f3 · Pion blanc sur case blanche a2 · Pion blanc sur case noire b2 · Fou blanc sur case noire d2 · Tour blanche sur case blanche e2 · Cavalier blanc sur case noire f2 · Pion blanc sur case blanche g2 · Pion blanc sur case noire h2 · Roi blanc sur case noire g1 | Tour noire sur case noire f8 · Roi noir sur case noire h8 · Pion noir sur case blanche b7 · Dame noire sur case noire c7 · Fou noir sur case blanche d7 · Pion noir sur case noire g7 · Pion noir sur case blanche h7 · Pion noir sur case blanche a6 · Cavalier noir sur case blanche c6 · Fou noir sur case noire d6 · Pion noir sur case blanche f5 · Fou blanc sur case blanche c4 · Pion noir sur case noire d4 · Pion blanc sur case noire f4 · Pion blanc sur case blanche d3 · Dame blanche sur case blanche f3 · Pion blanc sur case blanche a2 · Pion blanc sur case noire b2 · Fou blanc sur case noire d2 · Tour blanche sur case blanche e2 · Cavalier blanc sur case noire f2 · Pion blanc sur case blanche g2 · Pion blanc sur case noire h2 · Roi blanc sur case noire g1 | Tour noire sur case noire f8 · Roi noir sur case noire h8 · Pion noir sur case blanche b7 · Dame noire sur case noire c7 · Fou noir sur case blanche d7 · Pion noir sur case noire g7 · Pion noir sur case blanche h7 · Pion noir sur case blanche a6 · Cavalier noir sur case blanche c6 · Fou noir sur case noire d6 · Pion noir sur case blanche f5 · Fou blanc sur case blanche c4 · Pion noir sur case noire d4 · Pion blanc sur case noire f4 · Pion blanc sur case blanche d3 · Dame blanche sur case blanche f3 · Pion blanc sur case blanche a2 · Pion blanc sur case noire b2 · Fou blanc sur case noire d2 · Tour blanche sur case blanche e2 · Cavalier blanc sur case noire f2 · Pion blanc sur case blanche g2 · Pion blanc sur case noire h2 · Roi blanc sur case noire g1 | Tour noire sur case noire f8 · Roi noir sur case noire h8 · Pion noir sur case blanche b7 · Dame noire sur case noire c7 · Fou noir sur case blanche d7 · Pion noir sur case noire g7 · Pion noir sur case blanche h7 · Pion noir sur case blanche a6 · Cavalier noir sur case blanche c6 · Fou noir sur case noire d6 · Pion noir sur case blanche f5 · Fou blanc sur case blanche c4 · Pion noir sur case noire d4 · Pion blanc sur case noire f4 · Pion blanc sur case blanche d3 · Dame blanche sur case blanche f3 · Pion blanc sur case blanche a2 · Pion blanc sur case noire b2 · Fou blanc sur case noire d2 · Tour blanche sur case blanche e2 · Cavalier blanc sur case noire f2 · Pion blanc sur case blanche g2 · Pion blanc sur case noire h2 · Roi blanc sur case noire g1 | Tour noire sur case noire f8 · Roi noir sur case noire h8 · Pion noir sur case blanche b7 · Dame noire sur case noire c7 · Fou noir sur case blanche d7 · Pion noir sur case noire g7 · Pion noir sur case blanche h7 · Pion noir sur case blanche a6 · Cavalier noir sur case blanche c6 · Fou noir sur case noire d6 · Pion noir sur case blanche f5 · Fou blanc sur case blanche c4 · Pion noir sur case noire d4 · Pion blanc sur case noire f4 · Pion blanc sur case blanche d3 · Dame blanche sur case blanche f3 · Pion blanc sur case blanche a2 · Pion blanc sur case noire b2 · Fou blanc sur case noire d2 · Tour blanche sur case blanche e2 · Cavalier blanc sur case noire f2 · Pion blanc sur case blanche g2 · Pion blanc sur case noire h2 · Roi blanc sur case noire g1 | Tour noire sur case noire f8 · Roi noir sur case noire h8 · Pion noir sur case blanche b7 · Dame noire sur case noire c7 · Fou noir sur case blanche d7 · Pion noir sur case noire g7 · Pion noir sur case blanche h7 · Pion noir sur case blanche a6 · Cavalier noir sur case blanche c6 · Fou noir sur case noire d6 · Pion noir sur case blanche f5 · Fou blanc sur case blanche c4 · Pion noir sur case noire d4 · Pion blanc sur case noire f4 · Pion blanc sur case blanche d3 · Dame blanche sur case blanche f3 · Pion blanc sur case blanche a2 · Pion blanc sur case noire b2 · Fou blanc sur case noire d2 · Tour blanche sur case blanche e2 · Cavalier blanc sur case noire f2 · Pion blanc sur case blanche g2 · Pion blanc sur case noire h2 · Roi blanc sur case noire g1 | 2 |
| 1 | Tour noire sur case noire f8 · Roi noir sur case noire h8 · Pion noir sur case blanche b7 · Dame noire sur case noire c7 · Fou noir sur case blanche d7 · Pion noir sur case noire g7 · Pion noir sur case blanche h7 · Pion noir sur case blanche a6 · Cavalier noir sur case blanche c6 · Fou noir sur case noire d6 · Pion noir sur case blanche f5 · Fou blanc sur case blanche c4 · Pion noir sur case noire d4 · Pion blanc sur case noire f4 · Pion blanc sur case blanche d3 · Dame blanche sur case blanche f3 · Pion blanc sur case blanche a2 · Pion blanc sur case noire b2 · Fou blanc sur case noire d2 · Tour blanche sur case blanche e2 · Cavalier blanc sur case noire f2 · Pion blanc sur case blanche g2 · Pion blanc sur case noire h2 · Roi blanc sur case noire g1 | Tour noire sur case noire f8 · Roi noir sur case noire h8 · Pion noir sur case blanche b7 · Dame noire sur case noire c7 · Fou noir sur case blanche d7 · Pion noir sur case noire g7 · Pion noir sur case blanche h7 · Pion noir sur case blanche a6 · Cavalier noir sur case blanche c6 · Fou noir sur case noire d6 · Pion noir sur case blanche f5 · Fou blanc sur case blanche c4 · Pion noir sur case noire d4 · Pion blanc sur case noire f4 · Pion blanc sur case blanche d3 · Dame blanche sur case blanche f3 · Pion blanc sur case blanche a2 · Pion blanc sur case noire b2 · Fou blanc sur case noire d2 · Tour blanche sur case blanche e2 · Cavalier blanc sur case noire f2 · Pion blanc sur case blanche g2 · Pion blanc sur case noire h2 · Roi blanc sur case noire g1 | Tour noire sur case noire f8 · Roi noir sur case noire h8 · Pion noir sur case blanche b7 · Dame noire sur case noire c7 · Fou noir sur case blanche d7 · Pion noir sur case noire g7 · Pion noir sur case blanche h7 · Pion noir sur case blanche a6 · Cavalier noir sur case blanche c6 · Fou noir sur case noire d6 · Pion noir sur case blanche f5 · Fou blanc sur case blanche c4 · Pion noir sur case noire d4 · Pion blanc sur case noire f4 · Pion blanc sur case blanche d3 · Dame blanche sur case blanche f3 · Pion blanc sur case blanche a2 · Pion blanc sur case noire b2 · Fou blanc sur case noire d2 · Tour blanche sur case blanche e2 · Cavalier blanc sur case noire f2 · Pion blanc sur case blanche g2 · Pion blanc sur case noire h2 · Roi blanc sur case noire g1 | Tour noire sur case noire f8 · Roi noir sur case noire h8 · Pion noir sur case blanche b7 · Dame noire sur case noire c7 · Fou noir sur case blanche d7 · Pion noir sur case noire g7 · Pion noir sur case blanche h7 · Pion noir sur case blanche a6 · Cavalier noir sur case blanche c6 · Fou noir sur case noire d6 · Pion noir sur case blanche f5 · Fou blanc sur case blanche c4 · Pion noir sur case noire d4 · Pion blanc sur case noire f4 · Pion blanc sur case blanche d3 · Dame blanche sur case blanche f3 · Pion blanc sur case blanche a2 · Pion blanc sur case noire b2 · Fou blanc sur case noire d2 · Tour blanche sur case blanche e2 · Cavalier blanc sur case noire f2 · Pion blanc sur case blanche g2 · Pion blanc sur case noire h2 · Roi blanc sur case noire g1 | Tour noire sur case noire f8 · Roi noir sur case noire h8 · Pion noir sur case blanche b7 · Dame noire sur case noire c7 · Fou noir sur case blanche d7 · Pion noir sur case noire g7 · Pion noir sur case blanche h7 · Pion noir sur case blanche a6 · Cavalier noir sur case blanche c6 · Fou noir sur case noire d6 · Pion noir sur case blanche f5 · Fou blanc sur case blanche c4 · Pion noir sur case noire d4 · Pion blanc sur case noire f4 · Pion blanc sur case blanche d3 · Dame blanche sur case blanche f3 · Pion blanc sur case blanche a2 · Pion blanc sur case noire b2 · Fou blanc sur case noire d2 · Tour blanche sur case blanche e2 · Cavalier blanc sur case noire f2 · Pion blanc sur case blanche g2 · Pion blanc sur case noire h2 · Roi blanc sur case noire g1 | Tour noire sur case noire f8 · Roi noir sur case noire h8 · Pion noir sur case blanche b7 · Dame noire sur case noire c7 · Fou noir sur case blanche d7 · Pion noir sur case noire g7 · Pion noir sur case blanche h7 · Pion noir sur case blanche a6 · Cavalier noir sur case blanche c6 · Fou noir sur case noire d6 · Pion noir sur case blanche f5 · Fou blanc sur case blanche c4 · Pion noir sur case noire d4 · Pion blanc sur case noire f4 · Pion blanc sur case blanche d3 · Dame blanche sur case blanche f3 · Pion blanc sur case blanche a2 · Pion blanc sur case noire b2 · Fou blanc sur case noire d2 · Tour blanche sur case blanche e2 · Cavalier blanc sur case noire f2 · Pion blanc sur case blanche g2 · Pion blanc sur case noire h2 · Roi blanc sur case noire g1 | Tour noire sur case noire f8 · Roi noir sur case noire h8 · Pion noir sur case blanche b7 · Dame noire sur case noire c7 · Fou noir sur case blanche d7 · Pion noir sur case noire g7 · Pion noir sur case blanche h7 · Pion noir sur case blanche a6 · Cavalier noir sur case blanche c6 · Fou noir sur case noire d6 · Pion noir sur case blanche f5 · Fou blanc sur case blanche c4 · Pion noir sur case noire d4 · Pion blanc sur case noire f4 · Pion blanc sur case blanche d3 · Dame blanche sur case blanche f3 · Pion blanc sur case blanche a2 · Pion blanc sur case noire b2 · Fou blanc sur case noire d2 · Tour blanche sur case blanche e2 · Cavalier blanc sur case noire f2 · Pion blanc sur case blanche g2 · Pion blanc sur case noire h2 · Roi blanc sur case noire g1 | Tour noire sur case noire f8 · Roi noir sur case noire h8 · Pion noir sur case blanche b7 · Dame noire sur case noire c7 · Fou noir sur case blanche d7 · Pion noir sur case noire g7 · Pion noir sur case blanche h7 · Pion noir sur case blanche a6 · Cavalier noir sur case blanche c6 · Fou noir sur case noire d6 · Pion noir sur case blanche f5 · Fou blanc sur case blanche c4 · Pion noir sur case noire d4 · Pion blanc sur case noire f4 · Pion blanc sur case blanche d3 · Dame blanche sur case blanche f3 · Pion blanc sur case blanche a2 · Pion blanc sur case noire b2 · Fou blanc sur case noire d2 · Tour blanche sur case blanche e2 · Cavalier blanc sur case noire f2 · Pion blanc sur case blanche g2 · Pion blanc sur case noire h2 · Roi blanc sur case noire g1 | 1 |
|   | a | b | c | d | e | f | g | h |   |

21... Cd8
Rubinstein s'aperçoit à temps que 21... Te8? amène 22. Dd5! Ce7 23. Df7!, et les Blancs ont une forte attaque.
22. Ch3 Fc6 23. Dh5 g6 24. Dh4 Rg7
Les Noirs jouent à la hauteur des défis lancés par les Blancs. Il faut un Nimzowitsch à sa pleine force pour attaquer la forteresse créée par Rubinstein.
25 Df2!!
Cette retraite de la dame est temporaire. Les Blancs ont déterminé que la solidité de la position noire repose sur le contrôle des cases e5, e7 et f8 par leur Fd6. Il faut donc l'écarter en ayant recours à deux manœuvres.
25... Fc5 26. b4 Fb6
Le fou est refoulé sur une case d'où il ne pourra participer à la défense de son roi.
27. Dh4!
Le petit travail de la dame achevé, celle-ci retourne à son poste. Ce mouvement d'aller-retour est très rare dans les parties (« Thème Switchback », « Thème Aller-Retour »). Il correspond à ce que Nimzowitsch appelle le louvoiement dans Mon système.
27... Te8 28. Te5 Cf7 29. Fxf7
Ce fou, vu comme passif à sa position c4 au début de partie mais qui a été décisif à plus d'une reprise, rend un dernier service à la cause des Blancs.
29... Dxf7 30. Cg5 Dg8 31. Txe8 Fxe8 32. De1!
Après la disparition des tours, on pourrait croire que l'action sur la colonne e appartient au passé. Mais la dame est aussi une tour, et les blancs contrôlent encore la colonne e.
32... Fc6 33. De7+ Rh8
Les Blancs sont en position de force, mais les Noirs sont encore capables de se défendre. Nimzowitsch, au meilleur de sa forme, trouve le coup qui « ferme le nœud coulant » selon son expression.
|   | a | b | c | d | e | f | g | h |   |
| 8 | Dame noire sur case blanche g8 · Roi noir sur case noire h8 · Pion noir sur case blanche b7 · Dame blanche sur case noire e7 · Pion noir sur case blanche h7 · Pion noir sur case blanche a6 · Fou noir sur case noire b6 · Fou noir sur case blanche c6 · Pion noir sur case blanche g6 · Pion noir sur case blanche f5 · Cavalier blanc sur case noire g5 · Pion blanc sur case noire b4 · Pion noir sur case noire d4 · Pion blanc sur case noire f4 · Pion blanc sur case blanche d3 · Pion blanc sur case blanche a2 · Fou blanc sur case noire d2 · Pion blanc sur case blanche g2 · Pion blanc sur case noire h2 · Roi blanc sur case noire g1 | Dame noire sur case blanche g8 · Roi noir sur case noire h8 · Pion noir sur case blanche b7 · Dame blanche sur case noire e7 · Pion noir sur case blanche h7 · Pion noir sur case blanche a6 · Fou noir sur case noire b6 · Fou noir sur case blanche c6 · Pion noir sur case blanche g6 · Pion noir sur case blanche f5 · Cavalier blanc sur case noire g5 · Pion blanc sur case noire b4 · Pion noir sur case noire d4 · Pion blanc sur case noire f4 · Pion blanc sur case blanche d3 · Pion blanc sur case blanche a2 · Fou blanc sur case noire d2 · Pion blanc sur case blanche g2 · Pion blanc sur case noire h2 · Roi blanc sur case noire g1 | Dame noire sur case blanche g8 · Roi noir sur case noire h8 · Pion noir sur case blanche b7 · Dame blanche sur case noire e7 · Pion noir sur case blanche h7 · Pion noir sur case blanche a6 · Fou noir sur case noire b6 · Fou noir sur case blanche c6 · Pion noir sur case blanche g6 · Pion noir sur case blanche f5 · Cavalier blanc sur case noire g5 · Pion blanc sur case noire b4 · Pion noir sur case noire d4 · Pion blanc sur case noire f4 · Pion blanc sur case blanche d3 · Pion blanc sur case blanche a2 · Fou blanc sur case noire d2 · Pion blanc sur case blanche g2 · Pion blanc sur case noire h2 · Roi blanc sur case noire g1 | Dame noire sur case blanche g8 · Roi noir sur case noire h8 · Pion noir sur case blanche b7 · Dame blanche sur case noire e7 · Pion noir sur case blanche h7 · Pion noir sur case blanche a6 · Fou noir sur case noire b6 · Fou noir sur case blanche c6 · Pion noir sur case blanche g6 · Pion noir sur case blanche f5 · Cavalier blanc sur case noire g5 · Pion blanc sur case noire b4 · Pion noir sur case noire d4 · Pion blanc sur case noire f4 · Pion blanc sur case blanche d3 · Pion blanc sur case blanche a2 · Fou blanc sur case noire d2 · Pion blanc sur case blanche g2 · Pion blanc sur case noire h2 · Roi blanc sur case noire g1 | Dame noire sur case blanche g8 · Roi noir sur case noire h8 · Pion noir sur case blanche b7 · Dame blanche sur case noire e7 · Pion noir sur case blanche h7 · Pion noir sur case blanche a6 · Fou noir sur case noire b6 · Fou noir sur case blanche c6 · Pion noir sur case blanche g6 · Pion noir sur case blanche f5 · Cavalier blanc sur case noire g5 · Pion blanc sur case noire b4 · Pion noir sur case noire d4 · Pion blanc sur case noire f4 · Pion blanc sur case blanche d3 · Pion blanc sur case blanche a2 · Fou blanc sur case noire d2 · Pion blanc sur case blanche g2 · Pion blanc sur case noire h2 · Roi blanc sur case noire g1 | Dame noire sur case blanche g8 · Roi noir sur case noire h8 · Pion noir sur case blanche b7 · Dame blanche sur case noire e7 · Pion noir sur case blanche h7 · Pion noir sur case blanche a6 · Fou noir sur case noire b6 · Fou noir sur case blanche c6 · Pion noir sur case blanche g6 · Pion noir sur case blanche f5 · Cavalier blanc sur case noire g5 · Pion blanc sur case noire b4 · Pion noir sur case noire d4 · Pion blanc sur case noire f4 · Pion blanc sur case blanche d3 · Pion blanc sur case blanche a2 · Fou blanc sur case noire d2 · Pion blanc sur case blanche g2 · Pion blanc sur case noire h2 · Roi blanc sur case noire g1 | Dame noire sur case blanche g8 · Roi noir sur case noire h8 · Pion noir sur case blanche b7 · Dame blanche sur case noire e7 · Pion noir sur case blanche h7 · Pion noir sur case blanche a6 · Fou noir sur case noire b6 · Fou noir sur case blanche c6 · Pion noir sur case blanche g6 · Pion noir sur case blanche f5 · Cavalier blanc sur case noire g5 · Pion blanc sur case noire b4 · Pion noir sur case noire d4 · Pion blanc sur case noire f4 · Pion blanc sur case blanche d3 · Pion blanc sur case blanche a2 · Fou blanc sur case noire d2 · Pion blanc sur case blanche g2 · Pion blanc sur case noire h2 · Roi blanc sur case noire g1 | Dame noire sur case blanche g8 · Roi noir sur case noire h8 · Pion noir sur case blanche b7 · Dame blanche sur case noire e7 · Pion noir sur case blanche h7 · Pion noir sur case blanche a6 · Fou noir sur case noire b6 · Fou noir sur case blanche c6 · Pion noir sur case blanche g6 · Pion noir sur case blanche f5 · Cavalier blanc sur case noire g5 · Pion blanc sur case noire b4 · Pion noir sur case noire d4 · Pion blanc sur case noire f4 · Pion blanc sur case blanche d3 · Pion blanc sur case blanche a2 · Fou blanc sur case noire d2 · Pion blanc sur case blanche g2 · Pion blanc sur case noire h2 · Roi blanc sur case noire g1 | 8 |
| 7 | Dame noire sur case blanche g8 · Roi noir sur case noire h8 · Pion noir sur case blanche b7 · Dame blanche sur case noire e7 · Pion noir sur case blanche h7 · Pion noir sur case blanche a6 · Fou noir sur case noire b6 · Fou noir sur case blanche c6 · Pion noir sur case blanche g6 · Pion noir sur case blanche f5 · Cavalier blanc sur case noire g5 · Pion blanc sur case noire b4 · Pion noir sur case noire d4 · Pion blanc sur case noire f4 · Pion blanc sur case blanche d3 · Pion blanc sur case blanche a2 · Fou blanc sur case noire d2 · Pion blanc sur case blanche g2 · Pion blanc sur case noire h2 · Roi blanc sur case noire g1 | Dame noire sur case blanche g8 · Roi noir sur case noire h8 · Pion noir sur case blanche b7 · Dame blanche sur case noire e7 · Pion noir sur case blanche h7 · Pion noir sur case blanche a6 · Fou noir sur case noire b6 · Fou noir sur case blanche c6 · Pion noir sur case blanche g6 · Pion noir sur case blanche f5 · Cavalier blanc sur case noire g5 · Pion blanc sur case noire b4 · Pion noir sur case noire d4 · Pion blanc sur case noire f4 · Pion blanc sur case blanche d3 · Pion blanc sur case blanche a2 · Fou blanc sur case noire d2 · Pion blanc sur case blanche g2 · Pion blanc sur case noire h2 · Roi blanc sur case noire g1 | Dame noire sur case blanche g8 · Roi noir sur case noire h8 · Pion noir sur case blanche b7 · Dame blanche sur case noire e7 · Pion noir sur case blanche h7 · Pion noir sur case blanche a6 · Fou noir sur case noire b6 · Fou noir sur case blanche c6 · Pion noir sur case blanche g6 · Pion noir sur case blanche f5 · Cavalier blanc sur case noire g5 · Pion blanc sur case noire b4 · Pion noir sur case noire d4 · Pion blanc sur case noire f4 · Pion blanc sur case blanche d3 · Pion blanc sur case blanche a2 · Fou blanc sur case noire d2 · Pion blanc sur case blanche g2 · Pion blanc sur case noire h2 · Roi blanc sur case noire g1 | Dame noire sur case blanche g8 · Roi noir sur case noire h8 · Pion noir sur case blanche b7 · Dame blanche sur case noire e7 · Pion noir sur case blanche h7 · Pion noir sur case blanche a6 · Fou noir sur case noire b6 · Fou noir sur case blanche c6 · Pion noir sur case blanche g6 · Pion noir sur case blanche f5 · Cavalier blanc sur case noire g5 · Pion blanc sur case noire b4 · Pion noir sur case noire d4 · Pion blanc sur case noire f4 · Pion blanc sur case blanche d3 · Pion blanc sur case blanche a2 · Fou blanc sur case noire d2 · Pion blanc sur case blanche g2 · Pion blanc sur case noire h2 · Roi blanc sur case noire g1 | Dame noire sur case blanche g8 · Roi noir sur case noire h8 · Pion noir sur case blanche b7 · Dame blanche sur case noire e7 · Pion noir sur case blanche h7 · Pion noir sur case blanche a6 · Fou noir sur case noire b6 · Fou noir sur case blanche c6 · Pion noir sur case blanche g6 · Pion noir sur case blanche f5 · Cavalier blanc sur case noire g5 · Pion blanc sur case noire b4 · Pion noir sur case noire d4 · Pion blanc sur case noire f4 · Pion blanc sur case blanche d3 · Pion blanc sur case blanche a2 · Fou blanc sur case noire d2 · Pion blanc sur case blanche g2 · Pion blanc sur case noire h2 · Roi blanc sur case noire g1 | Dame noire sur case blanche g8 · Roi noir sur case noire h8 · Pion noir sur case blanche b7 · Dame blanche sur case noire e7 · Pion noir sur case blanche h7 · Pion noir sur case blanche a6 · Fou noir sur case noire b6 · Fou noir sur case blanche c6 · Pion noir sur case blanche g6 · Pion noir sur case blanche f5 · Cavalier blanc sur case noire g5 · Pion blanc sur case noire b4 · Pion noir sur case noire d4 · Pion blanc sur case noire f4 · Pion blanc sur case blanche d3 · Pion blanc sur case blanche a2 · Fou blanc sur case noire d2 · Pion blanc sur case blanche g2 · Pion blanc sur case noire h2 · Roi blanc sur case noire g1 | Dame noire sur case blanche g8 · Roi noir sur case noire h8 · Pion noir sur case blanche b7 · Dame blanche sur case noire e7 · Pion noir sur case blanche h7 · Pion noir sur case blanche a6 · Fou noir sur case noire b6 · Fou noir sur case blanche c6 · Pion noir sur case blanche g6 · Pion noir sur case blanche f5 · Cavalier blanc sur case noire g5 · Pion blanc sur case noire b4 · Pion noir sur case noire d4 · Pion blanc sur case noire f4 · Pion blanc sur case blanche d3 · Pion blanc sur case blanche a2 · Fou blanc sur case noire d2 · Pion blanc sur case blanche g2 · Pion blanc sur case noire h2 · Roi blanc sur case noire g1 | Dame noire sur case blanche g8 · Roi noir sur case noire h8 · Pion noir sur case blanche b7 · Dame blanche sur case noire e7 · Pion noir sur case blanche h7 · Pion noir sur case blanche a6 · Fou noir sur case noire b6 · Fou noir sur case blanche c6 · Pion noir sur case blanche g6 · Pion noir sur case blanche f5 · Cavalier blanc sur case noire g5 · Pion blanc sur case noire b4 · Pion noir sur case noire d4 · Pion blanc sur case noire f4 · Pion blanc sur case blanche d3 · Pion blanc sur case blanche a2 · Fou blanc sur case noire d2 · Pion blanc sur case blanche g2 · Pion blanc sur case noire h2 · Roi blanc sur case noire g1 | 7 |
| 6 | Dame noire sur case blanche g8 · Roi noir sur case noire h8 · Pion noir sur case blanche b7 · Dame blanche sur case noire e7 · Pion noir sur case blanche h7 · Pion noir sur case blanche a6 · Fou noir sur case noire b6 · Fou noir sur case blanche c6 · Pion noir sur case blanche g6 · Pion noir sur case blanche f5 · Cavalier blanc sur case noire g5 · Pion blanc sur case noire b4 · Pion noir sur case noire d4 · Pion blanc sur case noire f4 · Pion blanc sur case blanche d3 · Pion blanc sur case blanche a2 · Fou blanc sur case noire d2 · Pion blanc sur case blanche g2 · Pion blanc sur case noire h2 · Roi blanc sur case noire g1 | Dame noire sur case blanche g8 · Roi noir sur case noire h8 · Pion noir sur case blanche b7 · Dame blanche sur case noire e7 · Pion noir sur case blanche h7 · Pion noir sur case blanche a6 · Fou noir sur case noire b6 · Fou noir sur case blanche c6 · Pion noir sur case blanche g6 · Pion noir sur case blanche f5 · Cavalier blanc sur case noire g5 · Pion blanc sur case noire b4 · Pion noir sur case noire d4 · Pion blanc sur case noire f4 · Pion blanc sur case blanche d3 · Pion blanc sur case blanche a2 · Fou blanc sur case noire d2 · Pion blanc sur case blanche g2 · Pion blanc sur case noire h2 · Roi blanc sur case noire g1 | Dame noire sur case blanche g8 · Roi noir sur case noire h8 · Pion noir sur case blanche b7 · Dame blanche sur case noire e7 · Pion noir sur case blanche h7 · Pion noir sur case blanche a6 · Fou noir sur case noire b6 · Fou noir sur case blanche c6 · Pion noir sur case blanche g6 · Pion noir sur case blanche f5 · Cavalier blanc sur case noire g5 · Pion blanc sur case noire b4 · Pion noir sur case noire d4 · Pion blanc sur case noire f4 · Pion blanc sur case blanche d3 · Pion blanc sur case blanche a2 · Fou blanc sur case noire d2 · Pion blanc sur case blanche g2 · Pion blanc sur case noire h2 · Roi blanc sur case noire g1 | Dame noire sur case blanche g8 · Roi noir sur case noire h8 · Pion noir sur case blanche b7 · Dame blanche sur case noire e7 · Pion noir sur case blanche h7 · Pion noir sur case blanche a6 · Fou noir sur case noire b6 · Fou noir sur case blanche c6 · Pion noir sur case blanche g6 · Pion noir sur case blanche f5 · Cavalier blanc sur case noire g5 · Pion blanc sur case noire b4 · Pion noir sur case noire d4 · Pion blanc sur case noire f4 · Pion blanc sur case blanche d3 · Pion blanc sur case blanche a2 · Fou blanc sur case noire d2 · Pion blanc sur case blanche g2 · Pion blanc sur case noire h2 · Roi blanc sur case noire g1 | Dame noire sur case blanche g8 · Roi noir sur case noire h8 · Pion noir sur case blanche b7 · Dame blanche sur case noire e7 · Pion noir sur case blanche h7 · Pion noir sur case blanche a6 · Fou noir sur case noire b6 · Fou noir sur case blanche c6 · Pion noir sur case blanche g6 · Pion noir sur case blanche f5 · Cavalier blanc sur case noire g5 · Pion blanc sur case noire b4 · Pion noir sur case noire d4 · Pion blanc sur case noire f4 · Pion blanc sur case blanche d3 · Pion blanc sur case blanche a2 · Fou blanc sur case noire d2 · Pion blanc sur case blanche g2 · Pion blanc sur case noire h2 · Roi blanc sur case noire g1 | Dame noire sur case blanche g8 · Roi noir sur case noire h8 · Pion noir sur case blanche b7 · Dame blanche sur case noire e7 · Pion noir sur case blanche h7 · Pion noir sur case blanche a6 · Fou noir sur case noire b6 · Fou noir sur case blanche c6 · Pion noir sur case blanche g6 · Pion noir sur case blanche f5 · Cavalier blanc sur case noire g5 · Pion blanc sur case noire b4 · Pion noir sur case noire d4 · Pion blanc sur case noire f4 · Pion blanc sur case blanche d3 · Pion blanc sur case blanche a2 · Fou blanc sur case noire d2 · Pion blanc sur case blanche g2 · Pion blanc sur case noire h2 · Roi blanc sur case noire g1 | Dame noire sur case blanche g8 · Roi noir sur case noire h8 · Pion noir sur case blanche b7 · Dame blanche sur case noire e7 · Pion noir sur case blanche h7 · Pion noir sur case blanche a6 · Fou noir sur case noire b6 · Fou noir sur case blanche c6 · Pion noir sur case blanche g6 · Pion noir sur case blanche f5 · Cavalier blanc sur case noire g5 · Pion blanc sur case noire b4 · Pion noir sur case noire d4 · Pion blanc sur case noire f4 · Pion blanc sur case blanche d3 · Pion blanc sur case blanche a2 · Fou blanc sur case noire d2 · Pion blanc sur case blanche g2 · Pion blanc sur case noire h2 · Roi blanc sur case noire g1 | Dame noire sur case blanche g8 · Roi noir sur case noire h8 · Pion noir sur case blanche b7 · Dame blanche sur case noire e7 · Pion noir sur case blanche h7 · Pion noir sur case blanche a6 · Fou noir sur case noire b6 · Fou noir sur case blanche c6 · Pion noir sur case blanche g6 · Pion noir sur case blanche f5 · Cavalier blanc sur case noire g5 · Pion blanc sur case noire b4 · Pion noir sur case noire d4 · Pion blanc sur case noire f4 · Pion blanc sur case blanche d3 · Pion blanc sur case blanche a2 · Fou blanc sur case noire d2 · Pion blanc sur case blanche g2 · Pion blanc sur case noire h2 · Roi blanc sur case noire g1 | 6 |
| 5 | Dame noire sur case blanche g8 · Roi noir sur case noire h8 · Pion noir sur case blanche b7 · Dame blanche sur case noire e7 · Pion noir sur case blanche h7 · Pion noir sur case blanche a6 · Fou noir sur case noire b6 · Fou noir sur case blanche c6 · Pion noir sur case blanche g6 · Pion noir sur case blanche f5 · Cavalier blanc sur case noire g5 · Pion blanc sur case noire b4 · Pion noir sur case noire d4 · Pion blanc sur case noire f4 · Pion blanc sur case blanche d3 · Pion blanc sur case blanche a2 · Fou blanc sur case noire d2 · Pion blanc sur case blanche g2 · Pion blanc sur case noire h2 · Roi blanc sur case noire g1 | Dame noire sur case blanche g8 · Roi noir sur case noire h8 · Pion noir sur case blanche b7 · Dame blanche sur case noire e7 · Pion noir sur case blanche h7 · Pion noir sur case blanche a6 · Fou noir sur case noire b6 · Fou noir sur case blanche c6 · Pion noir sur case blanche g6 · Pion noir sur case blanche f5 · Cavalier blanc sur case noire g5 · Pion blanc sur case noire b4 · Pion noir sur case noire d4 · Pion blanc sur case noire f4 · Pion blanc sur case blanche d3 · Pion blanc sur case blanche a2 · Fou blanc sur case noire d2 · Pion blanc sur case blanche g2 · Pion blanc sur case noire h2 · Roi blanc sur case noire g1 | Dame noire sur case blanche g8 · Roi noir sur case noire h8 · Pion noir sur case blanche b7 · Dame blanche sur case noire e7 · Pion noir sur case blanche h7 · Pion noir sur case blanche a6 · Fou noir sur case noire b6 · Fou noir sur case blanche c6 · Pion noir sur case blanche g6 · Pion noir sur case blanche f5 · Cavalier blanc sur case noire g5 · Pion blanc sur case noire b4 · Pion noir sur case noire d4 · Pion blanc sur case noire f4 · Pion blanc sur case blanche d3 · Pion blanc sur case blanche a2 · Fou blanc sur case noire d2 · Pion blanc sur case blanche g2 · Pion blanc sur case noire h2 · Roi blanc sur case noire g1 | Dame noire sur case blanche g8 · Roi noir sur case noire h8 · Pion noir sur case blanche b7 · Dame blanche sur case noire e7 · Pion noir sur case blanche h7 · Pion noir sur case blanche a6 · Fou noir sur case noire b6 · Fou noir sur case blanche c6 · Pion noir sur case blanche g6 · Pion noir sur case blanche f5 · Cavalier blanc sur case noire g5 · Pion blanc sur case noire b4 · Pion noir sur case noire d4 · Pion blanc sur case noire f4 · Pion blanc sur case blanche d3 · Pion blanc sur case blanche a2 · Fou blanc sur case noire d2 · Pion blanc sur case blanche g2 · Pion blanc sur case noire h2 · Roi blanc sur case noire g1 | Dame noire sur case blanche g8 · Roi noir sur case noire h8 · Pion noir sur case blanche b7 · Dame blanche sur case noire e7 · Pion noir sur case blanche h7 · Pion noir sur case blanche a6 · Fou noir sur case noire b6 · Fou noir sur case blanche c6 · Pion noir sur case blanche g6 · Pion noir sur case blanche f5 · Cavalier blanc sur case noire g5 · Pion blanc sur case noire b4 · Pion noir sur case noire d4 · Pion blanc sur case noire f4 · Pion blanc sur case blanche d3 · Pion blanc sur case blanche a2 · Fou blanc sur case noire d2 · Pion blanc sur case blanche g2 · Pion blanc sur case noire h2 · Roi blanc sur case noire g1 | Dame noire sur case blanche g8 · Roi noir sur case noire h8 · Pion noir sur case blanche b7 · Dame blanche sur case noire e7 · Pion noir sur case blanche h7 · Pion noir sur case blanche a6 · Fou noir sur case noire b6 · Fou noir sur case blanche c6 · Pion noir sur case blanche g6 · Pion noir sur case blanche f5 · Cavalier blanc sur case noire g5 · Pion blanc sur case noire b4 · Pion noir sur case noire d4 · Pion blanc sur case noire f4 · Pion blanc sur case blanche d3 · Pion blanc sur case blanche a2 · Fou blanc sur case noire d2 · Pion blanc sur case blanche g2 · Pion blanc sur case noire h2 · Roi blanc sur case noire g1 | Dame noire sur case blanche g8 · Roi noir sur case noire h8 · Pion noir sur case blanche b7 · Dame blanche sur case noire e7 · Pion noir sur case blanche h7 · Pion noir sur case blanche a6 · Fou noir sur case noire b6 · Fou noir sur case blanche c6 · Pion noir sur case blanche g6 · Pion noir sur case blanche f5 · Cavalier blanc sur case noire g5 · Pion blanc sur case noire b4 · Pion noir sur case noire d4 · Pion blanc sur case noire f4 · Pion blanc sur case blanche d3 · Pion blanc sur case blanche a2 · Fou blanc sur case noire d2 · Pion blanc sur case blanche g2 · Pion blanc sur case noire h2 · Roi blanc sur case noire g1 | Dame noire sur case blanche g8 · Roi noir sur case noire h8 · Pion noir sur case blanche b7 · Dame blanche sur case noire e7 · Pion noir sur case blanche h7 · Pion noir sur case blanche a6 · Fou noir sur case noire b6 · Fou noir sur case blanche c6 · Pion noir sur case blanche g6 · Pion noir sur case blanche f5 · Cavalier blanc sur case noire g5 · Pion blanc sur case noire b4 · Pion noir sur case noire d4 · Pion blanc sur case noire f4 · Pion blanc sur case blanche d3 · Pion blanc sur case blanche a2 · Fou blanc sur case noire d2 · Pion blanc sur case blanche g2 · Pion blanc sur case noire h2 · Roi blanc sur case noire g1 | 5 |
| 4 | Dame noire sur case blanche g8 · Roi noir sur case noire h8 · Pion noir sur case blanche b7 · Dame blanche sur case noire e7 · Pion noir sur case blanche h7 · Pion noir sur case blanche a6 · Fou noir sur case noire b6 · Fou noir sur case blanche c6 · Pion noir sur case blanche g6 · Pion noir sur case blanche f5 · Cavalier blanc sur case noire g5 · Pion blanc sur case noire b4 · Pion noir sur case noire d4 · Pion blanc sur case noire f4 · Pion blanc sur case blanche d3 · Pion blanc sur case blanche a2 · Fou blanc sur case noire d2 · Pion blanc sur case blanche g2 · Pion blanc sur case noire h2 · Roi blanc sur case noire g1 | Dame noire sur case blanche g8 · Roi noir sur case noire h8 · Pion noir sur case blanche b7 · Dame blanche sur case noire e7 · Pion noir sur case blanche h7 · Pion noir sur case blanche a6 · Fou noir sur case noire b6 · Fou noir sur case blanche c6 · Pion noir sur case blanche g6 · Pion noir sur case blanche f5 · Cavalier blanc sur case noire g5 · Pion blanc sur case noire b4 · Pion noir sur case noire d4 · Pion blanc sur case noire f4 · Pion blanc sur case blanche d3 · Pion blanc sur case blanche a2 · Fou blanc sur case noire d2 · Pion blanc sur case blanche g2 · Pion blanc sur case noire h2 · Roi blanc sur case noire g1 | Dame noire sur case blanche g8 · Roi noir sur case noire h8 · Pion noir sur case blanche b7 · Dame blanche sur case noire e7 · Pion noir sur case blanche h7 · Pion noir sur case blanche a6 · Fou noir sur case noire b6 · Fou noir sur case blanche c6 · Pion noir sur case blanche g6 · Pion noir sur case blanche f5 · Cavalier blanc sur case noire g5 · Pion blanc sur case noire b4 · Pion noir sur case noire d4 · Pion blanc sur case noire f4 · Pion blanc sur case blanche d3 · Pion blanc sur case blanche a2 · Fou blanc sur case noire d2 · Pion blanc sur case blanche g2 · Pion blanc sur case noire h2 · Roi blanc sur case noire g1 | Dame noire sur case blanche g8 · Roi noir sur case noire h8 · Pion noir sur case blanche b7 · Dame blanche sur case noire e7 · Pion noir sur case blanche h7 · Pion noir sur case blanche a6 · Fou noir sur case noire b6 · Fou noir sur case blanche c6 · Pion noir sur case blanche g6 · Pion noir sur case blanche f5 · Cavalier blanc sur case noire g5 · Pion blanc sur case noire b4 · Pion noir sur case noire d4 · Pion blanc sur case noire f4 · Pion blanc sur case blanche d3 · Pion blanc sur case blanche a2 · Fou blanc sur case noire d2 · Pion blanc sur case blanche g2 · Pion blanc sur case noire h2 · Roi blanc sur case noire g1 | Dame noire sur case blanche g8 · Roi noir sur case noire h8 · Pion noir sur case blanche b7 · Dame blanche sur case noire e7 · Pion noir sur case blanche h7 · Pion noir sur case blanche a6 · Fou noir sur case noire b6 · Fou noir sur case blanche c6 · Pion noir sur case blanche g6 · Pion noir sur case blanche f5 · Cavalier blanc sur case noire g5 · Pion blanc sur case noire b4 · Pion noir sur case noire d4 · Pion blanc sur case noire f4 · Pion blanc sur case blanche d3 · Pion blanc sur case blanche a2 · Fou blanc sur case noire d2 · Pion blanc sur case blanche g2 · Pion blanc sur case noire h2 · Roi blanc sur case noire g1 | Dame noire sur case blanche g8 · Roi noir sur case noire h8 · Pion noir sur case blanche b7 · Dame blanche sur case noire e7 · Pion noir sur case blanche h7 · Pion noir sur case blanche a6 · Fou noir sur case noire b6 · Fou noir sur case blanche c6 · Pion noir sur case blanche g6 · Pion noir sur case blanche f5 · Cavalier blanc sur case noire g5 · Pion blanc sur case noire b4 · Pion noir sur case noire d4 · Pion blanc sur case noire f4 · Pion blanc sur case blanche d3 · Pion blanc sur case blanche a2 · Fou blanc sur case noire d2 · Pion blanc sur case blanche g2 · Pion blanc sur case noire h2 · Roi blanc sur case noire g1 | Dame noire sur case blanche g8 · Roi noir sur case noire h8 · Pion noir sur case blanche b7 · Dame blanche sur case noire e7 · Pion noir sur case blanche h7 · Pion noir sur case blanche a6 · Fou noir sur case noire b6 · Fou noir sur case blanche c6 · Pion noir sur case blanche g6 · Pion noir sur case blanche f5 · Cavalier blanc sur case noire g5 · Pion blanc sur case noire b4 · Pion noir sur case noire d4 · Pion blanc sur case noire f4 · Pion blanc sur case blanche d3 · Pion blanc sur case blanche a2 · Fou blanc sur case noire d2 · Pion blanc sur case blanche g2 · Pion blanc sur case noire h2 · Roi blanc sur case noire g1 | Dame noire sur case blanche g8 · Roi noir sur case noire h8 · Pion noir sur case blanche b7 · Dame blanche sur case noire e7 · Pion noir sur case blanche h7 · Pion noir sur case blanche a6 · Fou noir sur case noire b6 · Fou noir sur case blanche c6 · Pion noir sur case blanche g6 · Pion noir sur case blanche f5 · Cavalier blanc sur case noire g5 · Pion blanc sur case noire b4 · Pion noir sur case noire d4 · Pion blanc sur case noire f4 · Pion blanc sur case blanche d3 · Pion blanc sur case blanche a2 · Fou blanc sur case noire d2 · Pion blanc sur case blanche g2 · Pion blanc sur case noire h2 · Roi blanc sur case noire g1 | 4 |
| 3 | Dame noire sur case blanche g8 · Roi noir sur case noire h8 · Pion noir sur case blanche b7 · Dame blanche sur case noire e7 · Pion noir sur case blanche h7 · Pion noir sur case blanche a6 · Fou noir sur case noire b6 · Fou noir sur case blanche c6 · Pion noir sur case blanche g6 · Pion noir sur case blanche f5 · Cavalier blanc sur case noire g5 · Pion blanc sur case noire b4 · Pion noir sur case noire d4 · Pion blanc sur case noire f4 · Pion blanc sur case blanche d3 · Pion blanc sur case blanche a2 · Fou blanc sur case noire d2 · Pion blanc sur case blanche g2 · Pion blanc sur case noire h2 · Roi blanc sur case noire g1 | Dame noire sur case blanche g8 · Roi noir sur case noire h8 · Pion noir sur case blanche b7 · Dame blanche sur case noire e7 · Pion noir sur case blanche h7 · Pion noir sur case blanche a6 · Fou noir sur case noire b6 · Fou noir sur case blanche c6 · Pion noir sur case blanche g6 · Pion noir sur case blanche f5 · Cavalier blanc sur case noire g5 · Pion blanc sur case noire b4 · Pion noir sur case noire d4 · Pion blanc sur case noire f4 · Pion blanc sur case blanche d3 · Pion blanc sur case blanche a2 · Fou blanc sur case noire d2 · Pion blanc sur case blanche g2 · Pion blanc sur case noire h2 · Roi blanc sur case noire g1 | Dame noire sur case blanche g8 · Roi noir sur case noire h8 · Pion noir sur case blanche b7 · Dame blanche sur case noire e7 · Pion noir sur case blanche h7 · Pion noir sur case blanche a6 · Fou noir sur case noire b6 · Fou noir sur case blanche c6 · Pion noir sur case blanche g6 · Pion noir sur case blanche f5 · Cavalier blanc sur case noire g5 · Pion blanc sur case noire b4 · Pion noir sur case noire d4 · Pion blanc sur case noire f4 · Pion blanc sur case blanche d3 · Pion blanc sur case blanche a2 · Fou blanc sur case noire d2 · Pion blanc sur case blanche g2 · Pion blanc sur case noire h2 · Roi blanc sur case noire g1 | Dame noire sur case blanche g8 · Roi noir sur case noire h8 · Pion noir sur case blanche b7 · Dame blanche sur case noire e7 · Pion noir sur case blanche h7 · Pion noir sur case blanche a6 · Fou noir sur case noire b6 · Fou noir sur case blanche c6 · Pion noir sur case blanche g6 · Pion noir sur case blanche f5 · Cavalier blanc sur case noire g5 · Pion blanc sur case noire b4 · Pion noir sur case noire d4 · Pion blanc sur case noire f4 · Pion blanc sur case blanche d3 · Pion blanc sur case blanche a2 · Fou blanc sur case noire d2 · Pion blanc sur case blanche g2 · Pion blanc sur case noire h2 · Roi blanc sur case noire g1 | Dame noire sur case blanche g8 · Roi noir sur case noire h8 · Pion noir sur case blanche b7 · Dame blanche sur case noire e7 · Pion noir sur case blanche h7 · Pion noir sur case blanche a6 · Fou noir sur case noire b6 · Fou noir sur case blanche c6 · Pion noir sur case blanche g6 · Pion noir sur case blanche f5 · Cavalier blanc sur case noire g5 · Pion blanc sur case noire b4 · Pion noir sur case noire d4 · Pion blanc sur case noire f4 · Pion blanc sur case blanche d3 · Pion blanc sur case blanche a2 · Fou blanc sur case noire d2 · Pion blanc sur case blanche g2 · Pion blanc sur case noire h2 · Roi blanc sur case noire g1 | Dame noire sur case blanche g8 · Roi noir sur case noire h8 · Pion noir sur case blanche b7 · Dame blanche sur case noire e7 · Pion noir sur case blanche h7 · Pion noir sur case blanche a6 · Fou noir sur case noire b6 · Fou noir sur case blanche c6 · Pion noir sur case blanche g6 · Pion noir sur case blanche f5 · Cavalier blanc sur case noire g5 · Pion blanc sur case noire b4 · Pion noir sur case noire d4 · Pion blanc sur case noire f4 · Pion blanc sur case blanche d3 · Pion blanc sur case blanche a2 · Fou blanc sur case noire d2 · Pion blanc sur case blanche g2 · Pion blanc sur case noire h2 · Roi blanc sur case noire g1 | Dame noire sur case blanche g8 · Roi noir sur case noire h8 · Pion noir sur case blanche b7 · Dame blanche sur case noire e7 · Pion noir sur case blanche h7 · Pion noir sur case blanche a6 · Fou noir sur case noire b6 · Fou noir sur case blanche c6 · Pion noir sur case blanche g6 · Pion noir sur case blanche f5 · Cavalier blanc sur case noire g5 · Pion blanc sur case noire b4 · Pion noir sur case noire d4 · Pion blanc sur case noire f4 · Pion blanc sur case blanche d3 · Pion blanc sur case blanche a2 · Fou blanc sur case noire d2 · Pion blanc sur case blanche g2 · Pion blanc sur case noire h2 · Roi blanc sur case noire g1 | Dame noire sur case blanche g8 · Roi noir sur case noire h8 · Pion noir sur case blanche b7 · Dame blanche sur case noire e7 · Pion noir sur case blanche h7 · Pion noir sur case blanche a6 · Fou noir sur case noire b6 · Fou noir sur case blanche c6 · Pion noir sur case blanche g6 · Pion noir sur case blanche f5 · Cavalier blanc sur case noire g5 · Pion blanc sur case noire b4 · Pion noir sur case noire d4 · Pion blanc sur case noire f4 · Pion blanc sur case blanche d3 · Pion blanc sur case blanche a2 · Fou blanc sur case noire d2 · Pion blanc sur case blanche g2 · Pion blanc sur case noire h2 · Roi blanc sur case noire g1 | 3 |
| 2 | Dame noire sur case blanche g8 · Roi noir sur case noire h8 · Pion noir sur case blanche b7 · Dame blanche sur case noire e7 · Pion noir sur case blanche h7 · Pion noir sur case blanche a6 · Fou noir sur case noire b6 · Fou noir sur case blanche c6 · Pion noir sur case blanche g6 · Pion noir sur case blanche f5 · Cavalier blanc sur case noire g5 · Pion blanc sur case noire b4 · Pion noir sur case noire d4 · Pion blanc sur case noire f4 · Pion blanc sur case blanche d3 · Pion blanc sur case blanche a2 · Fou blanc sur case noire d2 · Pion blanc sur case blanche g2 · Pion blanc sur case noire h2 · Roi blanc sur case noire g1 | Dame noire sur case blanche g8 · Roi noir sur case noire h8 · Pion noir sur case blanche b7 · Dame blanche sur case noire e7 · Pion noir sur case blanche h7 · Pion noir sur case blanche a6 · Fou noir sur case noire b6 · Fou noir sur case blanche c6 · Pion noir sur case blanche g6 · Pion noir sur case blanche f5 · Cavalier blanc sur case noire g5 · Pion blanc sur case noire b4 · Pion noir sur case noire d4 · Pion blanc sur case noire f4 · Pion blanc sur case blanche d3 · Pion blanc sur case blanche a2 · Fou blanc sur case noire d2 · Pion blanc sur case blanche g2 · Pion blanc sur case noire h2 · Roi blanc sur case noire g1 | Dame noire sur case blanche g8 · Roi noir sur case noire h8 · Pion noir sur case blanche b7 · Dame blanche sur case noire e7 · Pion noir sur case blanche h7 · Pion noir sur case blanche a6 · Fou noir sur case noire b6 · Fou noir sur case blanche c6 · Pion noir sur case blanche g6 · Pion noir sur case blanche f5 · Cavalier blanc sur case noire g5 · Pion blanc sur case noire b4 · Pion noir sur case noire d4 · Pion blanc sur case noire f4 · Pion blanc sur case blanche d3 · Pion blanc sur case blanche a2 · Fou blanc sur case noire d2 · Pion blanc sur case blanche g2 · Pion blanc sur case noire h2 · Roi blanc sur case noire g1 | Dame noire sur case blanche g8 · Roi noir sur case noire h8 · Pion noir sur case blanche b7 · Dame blanche sur case noire e7 · Pion noir sur case blanche h7 · Pion noir sur case blanche a6 · Fou noir sur case noire b6 · Fou noir sur case blanche c6 · Pion noir sur case blanche g6 · Pion noir sur case blanche f5 · Cavalier blanc sur case noire g5 · Pion blanc sur case noire b4 · Pion noir sur case noire d4 · Pion blanc sur case noire f4 · Pion blanc sur case blanche d3 · Pion blanc sur case blanche a2 · Fou blanc sur case noire d2 · Pion blanc sur case blanche g2 · Pion blanc sur case noire h2 · Roi blanc sur case noire g1 | Dame noire sur case blanche g8 · Roi noir sur case noire h8 · Pion noir sur case blanche b7 · Dame blanche sur case noire e7 · Pion noir sur case blanche h7 · Pion noir sur case blanche a6 · Fou noir sur case noire b6 · Fou noir sur case blanche c6 · Pion noir sur case blanche g6 · Pion noir sur case blanche f5 · Cavalier blanc sur case noire g5 · Pion blanc sur case noire b4 · Pion noir sur case noire d4 · Pion blanc sur case noire f4 · Pion blanc sur case blanche d3 · Pion blanc sur case blanche a2 · Fou blanc sur case noire d2 · Pion blanc sur case blanche g2 · Pion blanc sur case noire h2 · Roi blanc sur case noire g1 | Dame noire sur case blanche g8 · Roi noir sur case noire h8 · Pion noir sur case blanche b7 · Dame blanche sur case noire e7 · Pion noir sur case blanche h7 · Pion noir sur case blanche a6 · Fou noir sur case noire b6 · Fou noir sur case blanche c6 · Pion noir sur case blanche g6 · Pion noir sur case blanche f5 · Cavalier blanc sur case noire g5 · Pion blanc sur case noire b4 · Pion noir sur case noire d4 · Pion blanc sur case noire f4 · Pion blanc sur case blanche d3 · Pion blanc sur case blanche a2 · Fou blanc sur case noire d2 · Pion blanc sur case blanche g2 · Pion blanc sur case noire h2 · Roi blanc sur case noire g1 | Dame noire sur case blanche g8 · Roi noir sur case noire h8 · Pion noir sur case blanche b7 · Dame blanche sur case noire e7 · Pion noir sur case blanche h7 · Pion noir sur case blanche a6 · Fou noir sur case noire b6 · Fou noir sur case blanche c6 · Pion noir sur case blanche g6 · Pion noir sur case blanche f5 · Cavalier blanc sur case noire g5 · Pion blanc sur case noire b4 · Pion noir sur case noire d4 · Pion blanc sur case noire f4 · Pion blanc sur case blanche d3 · Pion blanc sur case blanche a2 · Fou blanc sur case noire d2 · Pion blanc sur case blanche g2 · Pion blanc sur case noire h2 · Roi blanc sur case noire g1 | Dame noire sur case blanche g8 · Roi noir sur case noire h8 · Pion noir sur case blanche b7 · Dame blanche sur case noire e7 · Pion noir sur case blanche h7 · Pion noir sur case blanche a6 · Fou noir sur case noire b6 · Fou noir sur case blanche c6 · Pion noir sur case blanche g6 · Pion noir sur case blanche f5 · Cavalier blanc sur case noire g5 · Pion blanc sur case noire b4 · Pion noir sur case noire d4 · Pion blanc sur case noire f4 · Pion blanc sur case blanche d3 · Pion blanc sur case blanche a2 · Fou blanc sur case noire d2 · Pion blanc sur case blanche g2 · Pion blanc sur case noire h2 · Roi blanc sur case noire g1 | 2 |
| 1 | Dame noire sur case blanche g8 · Roi noir sur case noire h8 · Pion noir sur case blanche b7 · Dame blanche sur case noire e7 · Pion noir sur case blanche h7 · Pion noir sur case blanche a6 · Fou noir sur case noire b6 · Fou noir sur case blanche c6 · Pion noir sur case blanche g6 · Pion noir sur case blanche f5 · Cavalier blanc sur case noire g5 · Pion blanc sur case noire b4 · Pion noir sur case noire d4 · Pion blanc sur case noire f4 · Pion blanc sur case blanche d3 · Pion blanc sur case blanche a2 · Fou blanc sur case noire d2 · Pion blanc sur case blanche g2 · Pion blanc sur case noire h2 · Roi blanc sur case noire g1 | Dame noire sur case blanche g8 · Roi noir sur case noire h8 · Pion noir sur case blanche b7 · Dame blanche sur case noire e7 · Pion noir sur case blanche h7 · Pion noir sur case blanche a6 · Fou noir sur case noire b6 · Fou noir sur case blanche c6 · Pion noir sur case blanche g6 · Pion noir sur case blanche f5 · Cavalier blanc sur case noire g5 · Pion blanc sur case noire b4 · Pion noir sur case noire d4 · Pion blanc sur case noire f4 · Pion blanc sur case blanche d3 · Pion blanc sur case blanche a2 · Fou blanc sur case noire d2 · Pion blanc sur case blanche g2 · Pion blanc sur case noire h2 · Roi blanc sur case noire g1 | Dame noire sur case blanche g8 · Roi noir sur case noire h8 · Pion noir sur case blanche b7 · Dame blanche sur case noire e7 · Pion noir sur case blanche h7 · Pion noir sur case blanche a6 · Fou noir sur case noire b6 · Fou noir sur case blanche c6 · Pion noir sur case blanche g6 · Pion noir sur case blanche f5 · Cavalier blanc sur case noire g5 · Pion blanc sur case noire b4 · Pion noir sur case noire d4 · Pion blanc sur case noire f4 · Pion blanc sur case blanche d3 · Pion blanc sur case blanche a2 · Fou blanc sur case noire d2 · Pion blanc sur case blanche g2 · Pion blanc sur case noire h2 · Roi blanc sur case noire g1 | Dame noire sur case blanche g8 · Roi noir sur case noire h8 · Pion noir sur case blanche b7 · Dame blanche sur case noire e7 · Pion noir sur case blanche h7 · Pion noir sur case blanche a6 · Fou noir sur case noire b6 · Fou noir sur case blanche c6 · Pion noir sur case blanche g6 · Pion noir sur case blanche f5 · Cavalier blanc sur case noire g5 · Pion blanc sur case noire b4 · Pion noir sur case noire d4 · Pion blanc sur case noire f4 · Pion blanc sur case blanche d3 · Pion blanc sur case blanche a2 · Fou blanc sur case noire d2 · Pion blanc sur case blanche g2 · Pion blanc sur case noire h2 · Roi blanc sur case noire g1 | Dame noire sur case blanche g8 · Roi noir sur case noire h8 · Pion noir sur case blanche b7 · Dame blanche sur case noire e7 · Pion noir sur case blanche h7 · Pion noir sur case blanche a6 · Fou noir sur case noire b6 · Fou noir sur case blanche c6 · Pion noir sur case blanche g6 · Pion noir sur case blanche f5 · Cavalier blanc sur case noire g5 · Pion blanc sur case noire b4 · Pion noir sur case noire d4 · Pion blanc sur case noire f4 · Pion blanc sur case blanche d3 · Pion blanc sur case blanche a2 · Fou blanc sur case noire d2 · Pion blanc sur case blanche g2 · Pion blanc sur case noire h2 · Roi blanc sur case noire g1 | Dame noire sur case blanche g8 · Roi noir sur case noire h8 · Pion noir sur case blanche b7 · Dame blanche sur case noire e7 · Pion noir sur case blanche h7 · Pion noir sur case blanche a6 · Fou noir sur case noire b6 · Fou noir sur case blanche c6 · Pion noir sur case blanche g6 · Pion noir sur case blanche f5 · Cavalier blanc sur case noire g5 · Pion blanc sur case noire b4 · Pion noir sur case noire d4 · Pion blanc sur case noire f4 · Pion blanc sur case blanche d3 · Pion blanc sur case blanche a2 · Fou blanc sur case noire d2 · Pion blanc sur case blanche g2 · Pion blanc sur case noire h2 · Roi blanc sur case noire g1 | Dame noire sur case blanche g8 · Roi noir sur case noire h8 · Pion noir sur case blanche b7 · Dame blanche sur case noire e7 · Pion noir sur case blanche h7 · Pion noir sur case blanche a6 · Fou noir sur case noire b6 · Fou noir sur case blanche c6 · Pion noir sur case blanche g6 · Pion noir sur case blanche f5 · Cavalier blanc sur case noire g5 · Pion blanc sur case noire b4 · Pion noir sur case noire d4 · Pion blanc sur case noire f4 · Pion blanc sur case blanche d3 · Pion blanc sur case blanche a2 · Fou blanc sur case noire d2 · Pion blanc sur case blanche g2 · Pion blanc sur case noire h2 · Roi blanc sur case noire g1 | Dame noire sur case blanche g8 · Roi noir sur case noire h8 · Pion noir sur case blanche b7 · Dame blanche sur case noire e7 · Pion noir sur case blanche h7 · Pion noir sur case blanche a6 · Fou noir sur case noire b6 · Fou noir sur case blanche c6 · Pion noir sur case blanche g6 · Pion noir sur case blanche f5 · Cavalier blanc sur case noire g5 · Pion blanc sur case noire b4 · Pion noir sur case noire d4 · Pion blanc sur case noire f4 · Pion blanc sur case blanche d3 · Pion blanc sur case blanche a2 · Fou blanc sur case noire d2 · Pion blanc sur case blanche g2 · Pion blanc sur case noire h2 · Roi blanc sur case noire g1 | 1 |
|   | a | b | c | d | e | f | g | h |   |

34. b5!!
Ce coup rend Ce6 efficace. La menace est 35. Ce6 h5 36. Df6+ Rh7 37. Cg5+ Rh6 38. Fb4!, forçant le mat après 39. Ff8+.
34... Dg7
Les Noirs laissent leur fou en prise. Il eût mieux valu abandonner.
35. Dxg7+Rxg7 36. bxc6 bxc6
La partie est gagnée pour Nimzowitsch, car il possède une figure pour un pion. Dans la suite de la partie, il cherche à capturer le pion a6.
37. Cf3 c5 38. Ce5 Fc7 39. Cc4 Rf7 40. g3 Fd8 41. Fa5
Les Blancs proposent un échange, qu'évidemment les Noirs refusent :
41... Fe7 42. Fc7 Re6 43. Cb6 h6 44. h4 g5 45. h5
Les Blancs refusent tout conflit du côté roi pour cueillir tranquillement le pion a6.
45... g4 46. Fe5
Les Noirs abandonnent. 1-0